# Überlingen

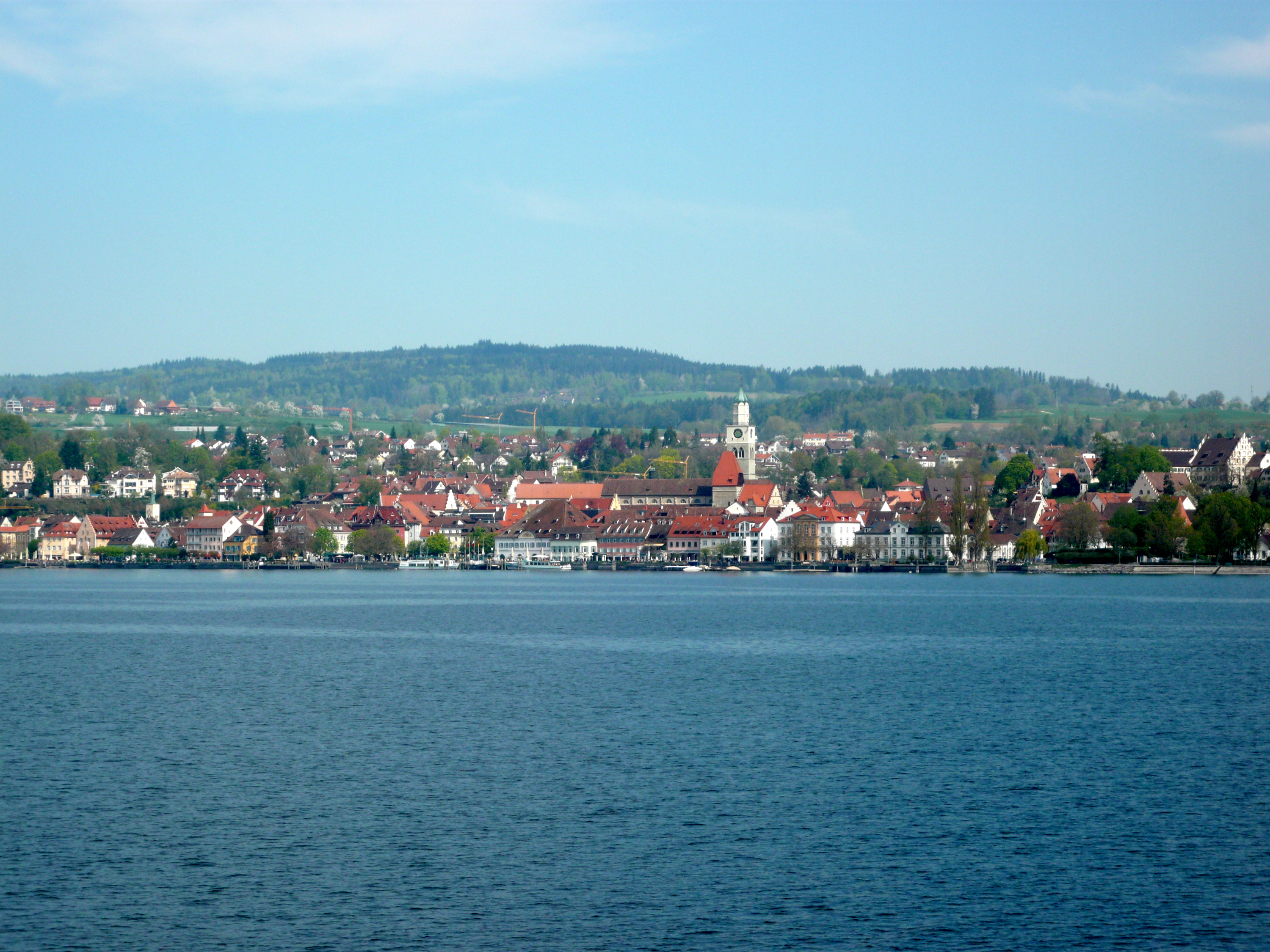
Blick vom Bodensee auf die Stadt mit Schiffen der Bodenseeflotte und dem Nikolausmünster (April 2020)

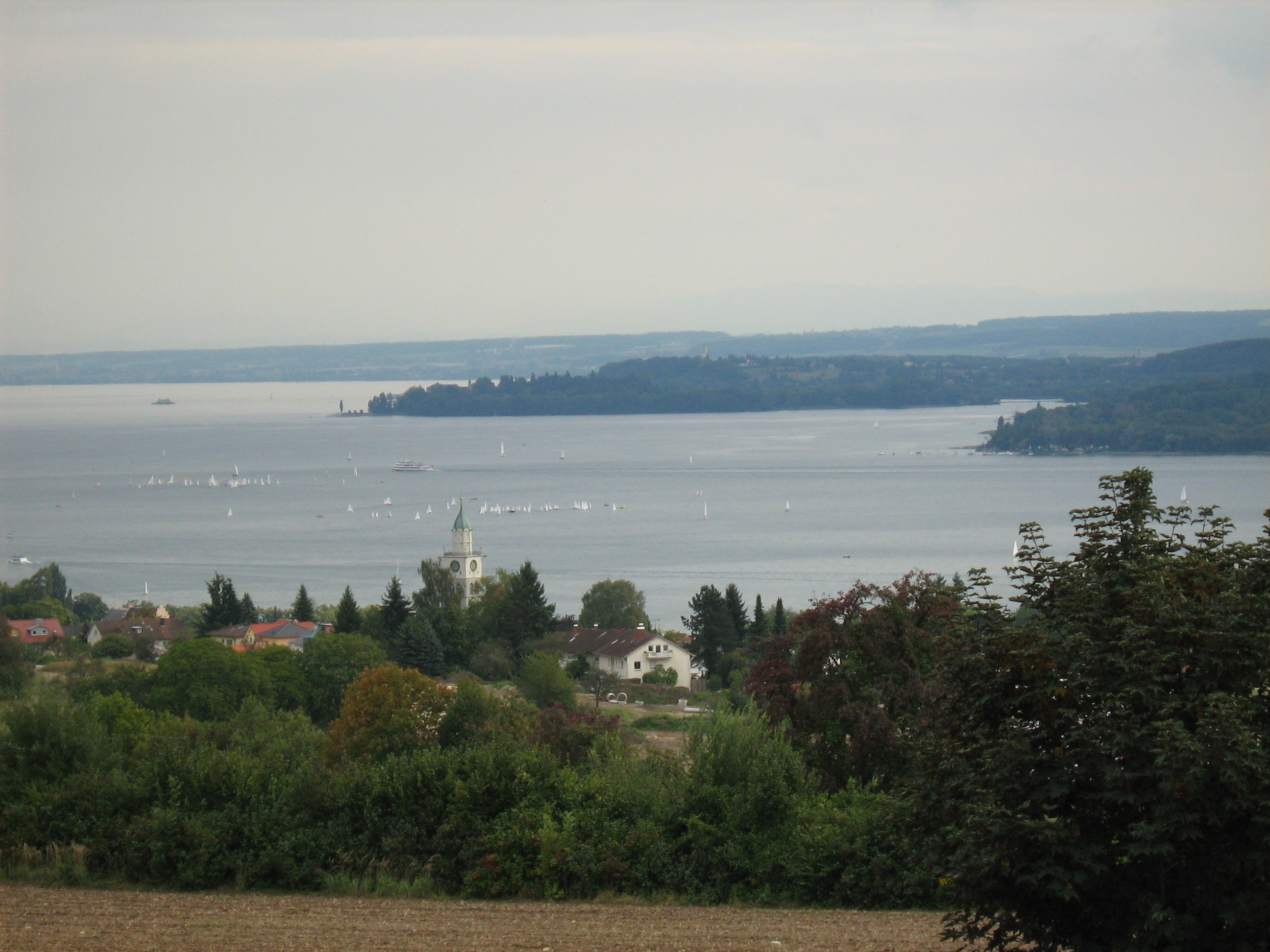
Blick von Westen auf Überlingen mit Überlinger See und Bodanrück (rechts) sowie Insel Mainau im Hintergrund

Überlingen (im bodenseealemannischen Dialekt Iberlinge) ist eine Mittelstadt am nördlichen Bodenseeufer. Sie ist nach der Kreisstadt Friedrichshafen die zweitgrößte Stadt im Bodenseekreis und ein Mittelzentrum für die umliegenden Gemeinden. Die frühere Reichsstadt war von 1939 bis 1972 Kreisstadt des damaligen Landkreises Überlingen. Seit dem 1. Januar 1993 ist Überlingen Große Kreisstadt.

## Geographie

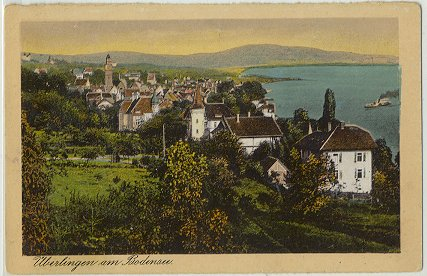
Überlingen um 1900

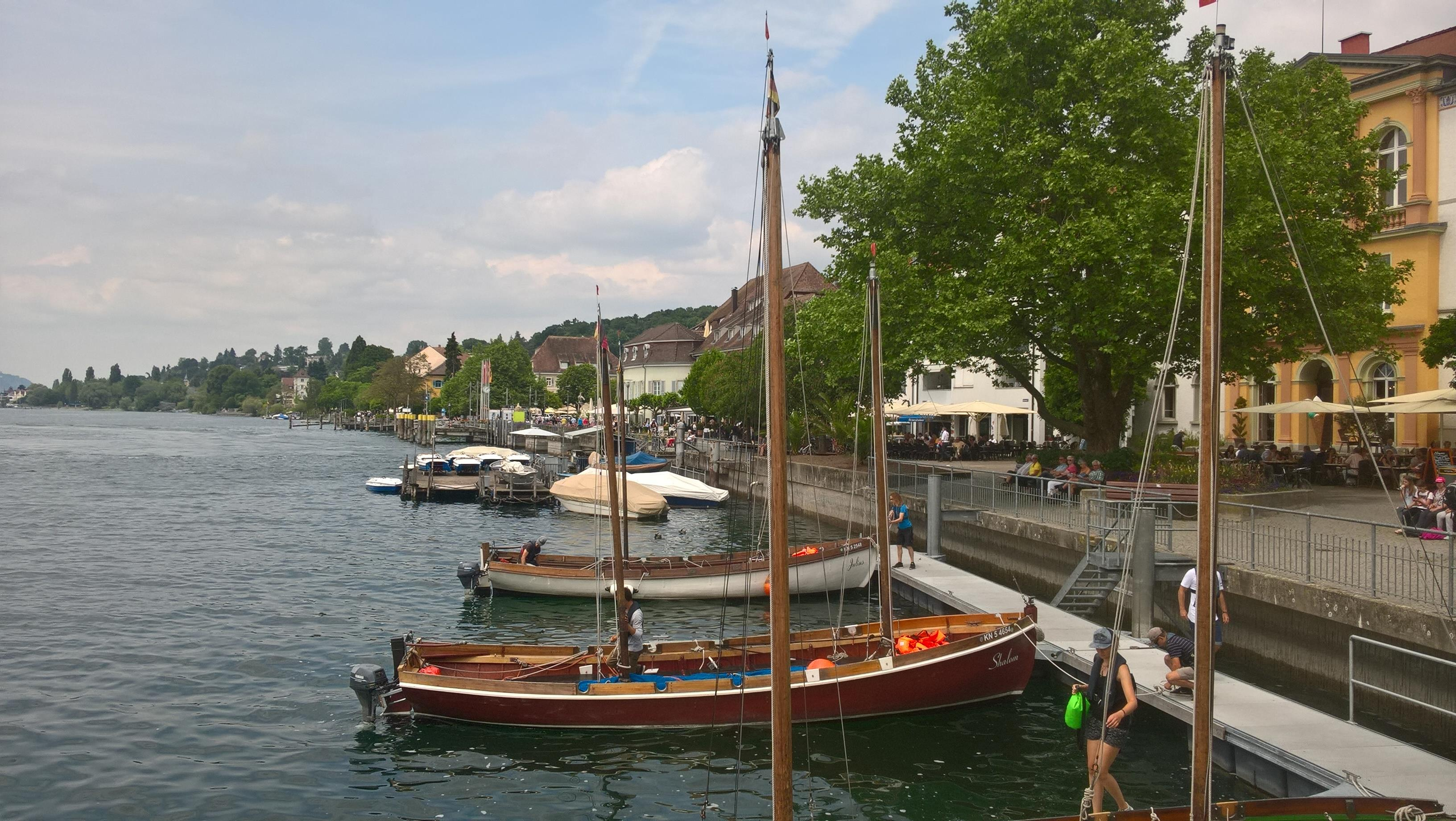
Blick auf die Uferpromenade vor der Altstadt (April 2020)

### Lage
Überlingen liegt am Überlinger See, dem nordwestlichen Teil des Bodensees. Das Hinterland ist eine hügelige Moränenlandschaft, die durch die letzte Eiszeit geformt wurde.

### Klima
|                        | Jan  | Feb  | Mär  | Apr  | Mai  | Jun   | Jul   | Aug   | Sep  | Okt  | Nov  | Dez  |   |     |
| Mittl. Temperatur (°C) | −0,4 | 0,8  | 4,3  | 8,3  | 12,6 | 15,9  | 18,0  | 17,2  | 14,3 | 9,3  | 3,9  | 0,6  | ⌀ | 8,8 |
|                        |      |      |      |      |      |       |       |       |      |      |      |      |   |     |
| Niederschlag (mm)      | 55,9 | 51,2 | 50,8 | 69,8 | 93,2 | 110,9 | 103,6 | 104,4 | 75,7 | 62,4 | 70,5 | 56,6 | Σ | 905 |
|                        |      |      |      |      |      |       |       |       |      |      |      |      |   |     |
| Sonnenstunden (h/d)    | 1,3  | 2,8  | 4,2  | 5,6  | 6,5  | 7,5   | 8,1   | 7,2   | 6,0  | 3,4  | 1,9  | 1,2  | ⌀ | 4,6 |

|  |

|  |

|  |

|  |

|  |

|  |

|  |

|  |

|  |

|  |

|  |

|  |

|  |

|  |

|  |

|  |

|  |

|  |

|  |

|  |

|  |

|  |

|  |

|  |

### Nachbargemeinden
Folgende Städte und Gemeinden grenzen an die Stadt Überlingen. Sie werden im Uhrzeigersinn beginnend im Westen genannt und gehören mit Ausnahme von Bodman-Ludwigshafen und Stockach, die zum Landkreis Konstanz gehören, zum Bodenseekreis:
Sipplingen, Bodman-Ludwigshafen, Stockach, Owingen, Frickingen, Salem und Uhldingen-Mühlhofen.
Mit den Nachbargemeinden Owingen und Sipplingen hat die Stadt eine Verwaltungsgemeinschaft vereinbart.

### Stadtgliederung
Das Gemeindegebiet Überlingens besteht aus der Kernstadt und den im Rahmen der Gemeindereform der 1970er-Jahre eingegliederten, ehemals selbstständigen Gemeinden Bambergen, Bonndorf, Deisendorf, Hödingen, Lippertsreute, Nesselwangen und Nußdorf. Die eingegliederten Orte sind heute zugleich Ortschaften im Sinne der baden-württembergischen Gemeindeordnung, das heißt, sie haben jeweils einen bei jeder Kommunalwahl neu zu wählenden Ortschaftsrat mit einem Ortsvorsteher als Vorsitzenden, der in jeder Ortschaft auch die Verwaltung leitet.
Zu fast allen Stadtteilen und zur Kernstadt gehören noch weitere, räumlich getrennte Wohnplätze mit eigenen Namen, die oft wenige Einwohner haben, oder Wohngebiete mit eigenen Namen, deren Bezeichnung sich im Laufe der Bebauung ergeben hat und deren Grenzen meist nicht genau festgelegt sind. Teilweise handelt es sich um ehemals selbstständige Gemeinden oder Gemeindeteile, die in der ersten Hälfte des 20. Jahrhunderts eingemeindet oder mit anderen Gemeinden zusammengeschlossen wurden. Im Einzelnen sind zu nennen:
| in bzw. bei der Kernstadt: Altbirnau, Andelshofen, Aufkirch, Brachenreute, Brünnensbach, Goldbach, Höllwangen, Hohenlinden, Kogenbach, Rengoldshausen, Restlehof, Reutehöfe, Weiherhöfe |
| zu Bambergen: Forsthaus Hohrain, Heffhäusle, Neuhof, Ottomühle, Reuthemühle, Schönbuch Blasonierung: Gespalten von Schwarz und Silber, vorne drei gestürzte goldene Wolfangeln, hinten ein gestürztes grünes Lindenblatt mit gespaltenem Stiel.                                                    |
| zu Bonndorf: Buohof, Eggenweiler, Fuchsloch, Haldenhof, Helchenhof, Kaienhof, Negelhof, Talmühle, Walpertsweiler Blasonierung: Geviert mit rotem Herzschild, darin drei silberne Ringe (2:1); 1 geteilt von Grün und Silber, 2 und 3 Blau, 4 in Gold ein rotes Doppellilienkreuz.                  |
| zu Deisendorf: Hasenweide, Katharinenhof, Klammerhölzle, Königshof, Nonnenhölzle, Scheinbuch, Wilmershof Blasonierung: In Silber ein blauer Wellenschrägbalken, belegt mit einem silbernen Fisch.                                                                                                  |
| zu Hödingen: Länglehof, Spetzgart Blasonierung: In Silber mit blauem Wolkenbord umgeben ein schwarzes H in Fraktur. |
| zu Lippertsreute: Bruckfelder Mühle, Ernatsreute, Hagenweiler, Hebsack, Hippmannsfelderhof, In der hohen Eich, Neues Haus, Oberhof, Schellenberg, Steinhöfe, Wackenhausen Blasonierung: In Silber ein schwebendes rotes Johanniterkreuz, belegt mit einem goldenen Herzschild mit schwarzer Lilie. |
| zu Nesselwangen: Alte Wette, Fischerhaus, Hinterberghof, Katzenhäusle, Ludwigshof, Mühlberghof, Reutehof, Sattlerhäusle, Vorderberghof, Weilerhof Blasonierung: In Rot eine goldene Pflugschar. |
| zu Nußdorf: Untermaurach Blasonierung: In Silber auf grünem Schildfuß ein grüner Nussbaum. |

### Raumplanung
Überlingen bildet ein Mittelzentrum innerhalb der Region Bodensee-Oberschwaben, deren Oberzentren die Städte Ravensburg, Weingarten und Friedrichshafen (in Funktionsergänzung) sind. Zum Mittelbereich Überlingen gehört der westliche Bereich des Bodenseekreises, im Einzelnen neben Überlingen noch die Städte und Gemeinden Daisendorf, Frickingen, Hagnau, Heiligenberg, Meersburg, Owingen, Salem, Sipplingen, Stetten und Uhldingen-Mühlhofen.

### Schutzgebiete
Im Gebiet der Stadt Überlingen sind zurzeit vier Naturschutzgebiete ausgewiesen:
- Aachtobel (72 ha, Teilgebiet)
- Hödinger Tobel (28 ha, Teilgebiet) zwischen Hödingen und Sipplingen,
- Katharinenfelsen (4 ha)
- Spetzgarter Tobel (12 ha) zwischen Goldbach und Spetzgart

Hinzu kommen drei Landschaftsschutzgebiete:
- Württembergisches Bodenseeufer (Teilgebiet),
- Lippersreuter Umland (Teilgebiet),
- Drumlin Biblis,

und zwei flächenhafte Naturdenkmäler:
- Eggenweiler Hof und
- Steinbalmen.Burkart von Hohenfels (Miniatur im Codex Manesse, Zürich, Anfang 14. Jahrhundert)

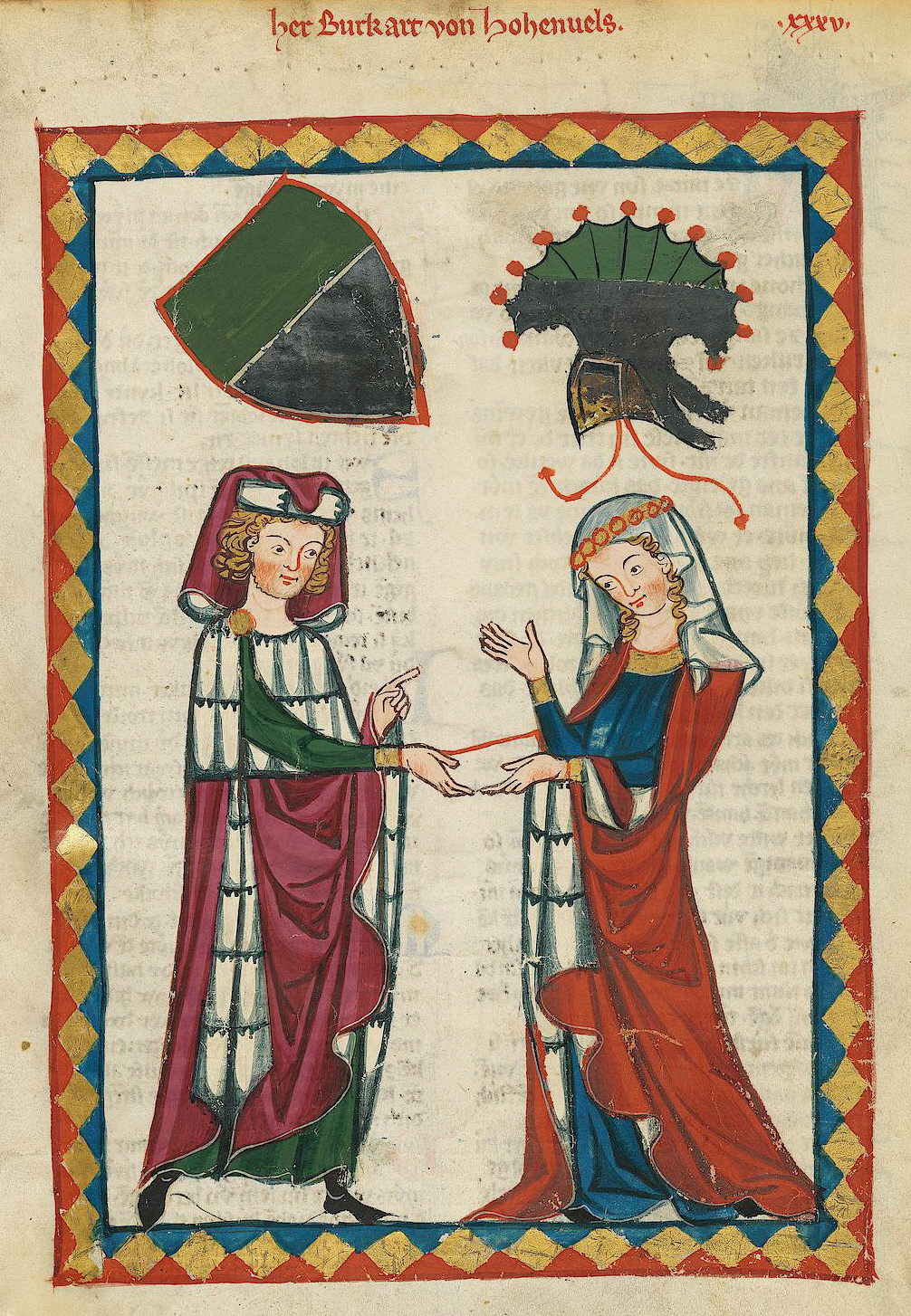
Burkart von Hohenfels (Miniatur im Codex Manesse, Zürich, Anfang 14. Jahrhundert)

Daneben gibt es etwa 30 Einzelgebilde-Naturdenkmäler. (Stand: 30. April 2009) Darunter ist besonders bemerkenswert die Burkhardslinde am Haldenhof (Überlingen-Bonndorf), die ein Alter von etwa 450 Jahren hat und einen Umfang von 8,16 Meter. Sie ist benannt nach dem Minnesänger Burkart von Hohenfels aus dem 13. Jahrhundert. Sie wurde am 27. Juni 2024 als Nr. 36 zum deutschen Nationalerbe-Baum ernannt.

## Geschichte

### Antike und Mittelalter

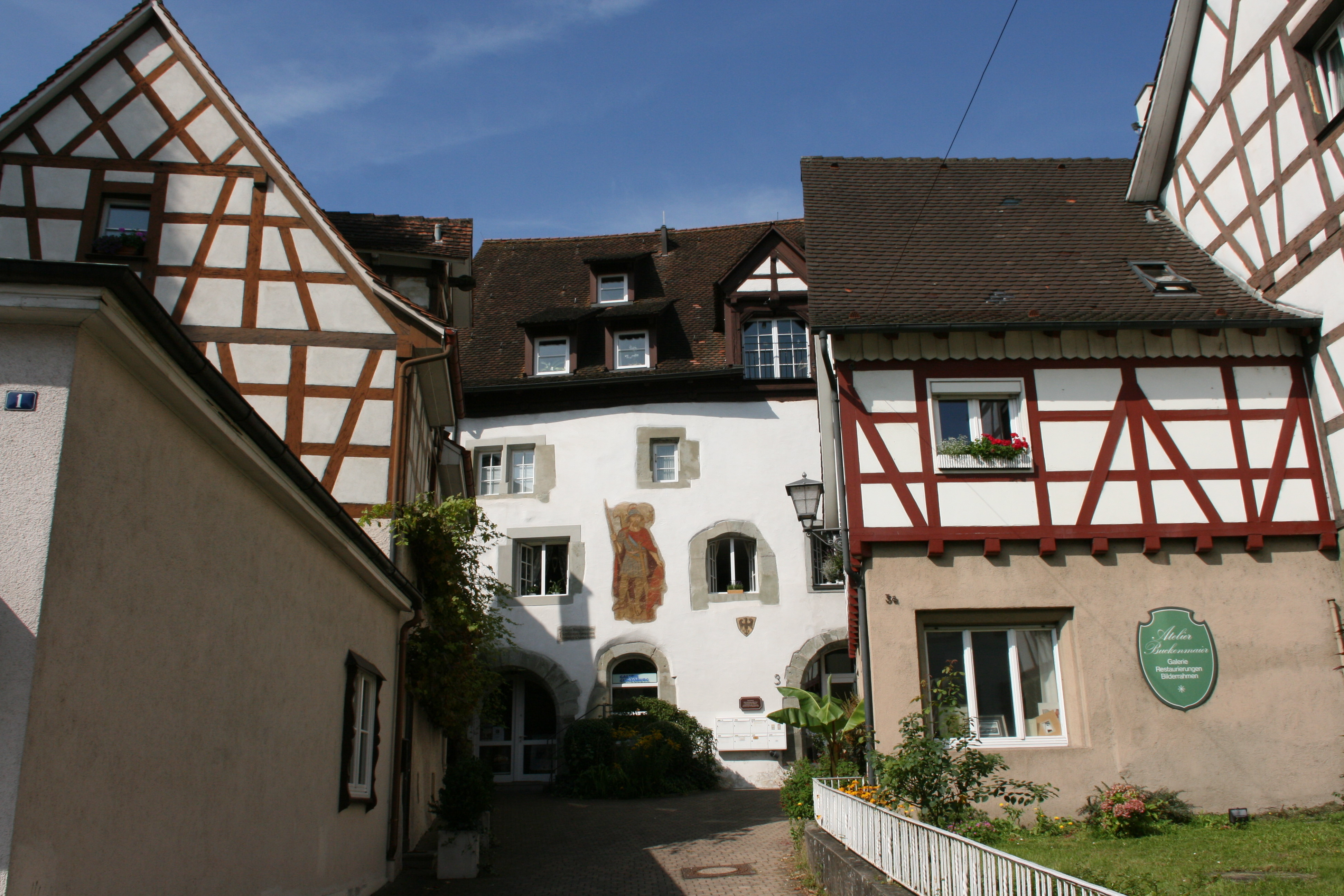
Die sogenannte Gunzoburg in Überlingen

Drei bei Überlingen entdeckte römische Fundmünzen von 364 bis 378 n. Chr. datieren in die Zeit nach dem Rückzug der Römer auf die Rheingrenze und zwei villa rusticae in Aufkirch und bei Bambergen deuten auf eine römische Besiedlung in der Nähe der Stadt hin.
Überlingen wurde erstmals 770 oder 773 als Iburinga villa publica (d. h. Staatsgut) in einer Schenkungsurkunde des Grafen Robert an das Kloster St. Gallen erwähnt. In den in der ersten Hälfte entstandenen Viten des Hl. Gallus ist jedoch schon für das frühe 7. Jahrhundert ein alemannischer Herzog namens Gunzo mit Sitz in Überlingen belegt. Der Legende nach soll er in einem Haus in der Oberstadt (Dorf) residiert haben, das deshalb den Namen Gunzoburg trägt. Tatsächlich ist es eher unwahrscheinlich, dass hier eine alemannische Befestigung oder Burg stand, da in der Überlieferung kein fester Aufenthaltsort von Gallus genannt wird. Der nicht bewiesene Herrschaftssitz Gunzos könnte sich aber auch zum späteren Fronhof (der villa publica) des Ortes Iburinga entwickelt haben. Die wahrscheinlichsten Standorte des Fronhofs könnten der nach dem Hl. Gallus benannte Gallerberg im heutigen Stadtteil Dorf; im Altdorf; oder sogar inmitten der Seesiedlung (im Jahr 1644 wird an der Luziengasse ein Fronhof erwähnt) gewesen sein.
Der ursprüngliche Kern des alemannischen Ortes Iburinga lag wohl nördlich des heutigen Stadtteils Dorf im Bereich der Aufkircher Straße, im Gewann Altdorf und dem benachbarten Breitle. Die Pfarrkirche St. Michael, befand sich in Aufkirch, einige hundert Meter landeinwärts vom Altdorf entfernt. Etwas weiter östlich, an der heutigen Zahnstraße, lag der Bestattungsplatz des Ortes. Mit der Entstehung der Seesiedlung (der heutigen Altstadt) bis zum Jahr 1000, begann der Niedergang des Altdorfes. Erst im 20. Jahrhundert wurden dort wieder Wohngebäude errichtet.
Um 1180 verlieh Kaiser Friederich Barbarossa dem Ort das Marktrecht, 1211 wurde Überlingen das Stadtrecht verliehen. Durch den Tod des Herzogs von Schwaben Konradin IV., dem letzten Staufer, fiel Überlingen 1268 an das Heilige Römische Reich.

### Reichsstadt
Ende des 14. Jahrhunderts wurde die Stadt Reichsstadt. Das Heiliggeistspital zu Überlingen gelangte an große Besitzungen im Oberen und Unteren Linzgau sowie im Hegau. Ab 1500 lag Überlingen auch im Schwäbischen Reichskreis.
Während des Deutschen Bauernkriegs 1524/25 gehörte Überlingen unter den freien Reichsstädten zu den „hardlinern“ bei der Bekämpfung der Bauern. Dem Seehaufen gelang es nicht, die gut gerüstete Stadt einzunehmen. Nach Abschluss des Weingartener Vertrags ließ Überlingen mehrere Bauernführer hinrichten, die sich unter der Losung „Unsere Spieße und Degen stechen und hauen keinen Bauern“ am 27. Mai 1525 weigerten, im Auftrag der Stadt Überlingen gegen ihre Hegauer Standesgenossen zu kämpfen. Das blutige Ereignis ging als die Sernatinger Meuterei in die Geschichte ein. Für ihren Einsatz gegen die Bauern und Reformation wurde Überlingen mit einer Wappenmehrung belohnt. Noch heute tagt der Rat der Stadt hinter einer Türe, auf der der Ausspruch steht:  „Treibt die Bauern bald zu solcher Reu, dass sie’s mit Köpfen büßen“.

### Dreißigjähriger Krieg
Im Juli 1632 scheiterte eine Belagerung unter dem Kommando des schwedischen Generals Herzog Bernhard von Sachsen-Weimar. Zwei Jahre später rückte ein schwedisches Heer unter General Gustaf Horn an

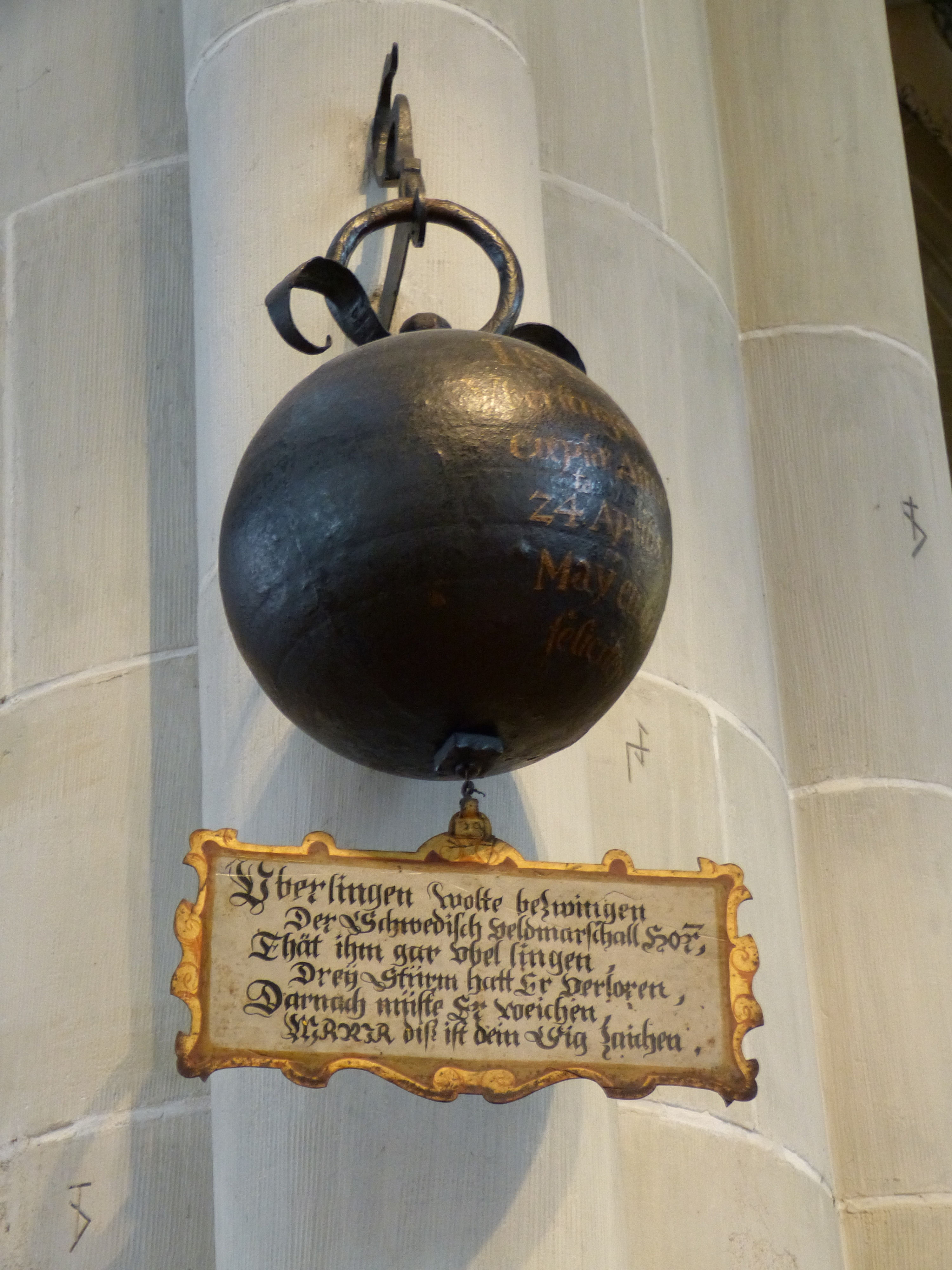
Kanonenkugel im Münster zur Erinnerung an die gescheiterte Belagerung (1634) durch den schwedischen General Horn während des Dreißigjährigen Kriegs

„Am 23. April 1634 begann die Belagerung der Stadt Überlingen. Mit solcher Wucht ließ General Horn gegen die Stadtmauern anrennen, daß der Donner der Geschütze und der vielen Katapulte gegen die Mauern einem fortgesetzen Erdbeben gleichkam.“

„Innerhalb der Stadtmauern befand sich auch P. Stanislaus Saurbeck, Novizenmeister, Klostervorsteher und Sonntagsprediger im Überlinger Münster.“ Die Vertreter der Stadt schlugen die Aufforderung zur Übergabe ab. Der schwedische Generalfeldmarschall Gustav Horn musste die Belagerung abbrechen, weil sein Plan, die Stadt durch einen kurzen Sturmangriff zu erobern, scheiterte.

„Obgleich der Schwede wie ein Löwe kämpfte und mit dem Donner der Geschütze die belagerten Menschen entnerven wollte, waren alle Anstrengungen der Feinde umsonst. Der Schwede mußte am 16. Mai 1634 den Belagerungsring um die Stadt aufgeben und die Stadt Überlingen verlassen.“

Neben der Abwehr auf der Landseite besaß Überlingen den Vorteil des direkten Seezugangs und eine kaiserliche Flotte brachte auf dem Wasserweg Truppennachschub und Material in die belagerte Stadt (siehe Seekrieg auf dem Bodensee 1632–1648).
Am 29. Januar 1643 eroberte Konrad Widerholt, der Kommandant der Festung Hohentwiel, mit seinen Soldaten durch eine List die Stadt. Nach wenigen Wochen übergab er sie an die verbündeten französischen Truppen. Im März 1643 wurde Charles Christoph de Mazancourt, Vicomte von Courval als französischer Kommandant und Statthalter in Überlingen eingesetzt.
„Am 5. April 1644 rückte Feldmarschall Franz von Mercy mit einem 15.000 Mann starken Corps [der kaiserlich-bayerischen Armee] über Waldshut an und begann den Angriff. […] Am 2. Mai 1644 waren die Streichwehren und die Türme der Ringmauer von Mercy eingeschlossen. Courval nahm die angebotene Kapitulation am 10. Mai 1644 an. […] Feldmarschall Mercy ernannte den verdienstvollen Generalquartiermeister Georg Friedrich vom Holtz zu Niederholz zum Kommandanten von Überlingen und besetzte die Stadt mit dessen Regiment.“
Nun erst – nach dem Mai 1644 – beschlossen die Überlinger, der Mahnung des Paters Stanislaus zu folgen und das Gelübde tatsächlich einzuhalten und auszuführen.

### Badische Zeit
Mit dem Reichsdeputationshauptschluss verlor Überlingen 1803 die Reichsunmittelbarkeit und wurde Teil des Kurfürstentums bzw. späteren Großherzogtums Baden. Überlingen wurde Sitz eines Amts bzw. Bezirksamtes. Ab 1918 wurde Überlingen nach der Abdankung des badischen Großherzogs Teil der Republik Baden.
Im Jahr 1895 erfolgte von Radolfzell her der Anschluss an das Eisenbahnnetz. Diese Bahnlinie wurde 1901 durch die Eröffnung der Strecke Überlingen–Friedrichshafen nach Osten erweitert.
Dadurch wurde die Entwicklung Überlingens zur Kurstadt beschleunigt.
Am 16. November 1911 suchte ein schweres Erdbeben Süddeutschland heim. Der Bodensee kam in Wallung, Kamine knickten ein. Der Überlinger Landungsplatz wurde förmlich aufgerissen. In Lippertsreute stürzte eine Kreuzblume vom Kirchturm, ein Schaden, der bis heute sichtbar ist, denn das Kunstwerk wurde nie ersetzt.

### Zeit des Nationalsozialismus
Im Jahr 1939 wurde der Landkreis Überlingen gebildet.
Während der Zeit des Nationalsozialismus wurde von Häftlingen des KZ Dachau als eine der Außenstellen das Außenlager Aufkirch bei Überlingen errichtet. Die KZ-Häftlinge arbeiteten dort von Oktober 1944 bis April 1945 an ausgedehnten unterirdischen Anlagen. Dies erfolgte auch am Goldbacher Stollen, in den Friedrichshafener Rüstungsbetriebe ausgelagert werden sollten, um sie vor Bombardierungen zu schützen.
Von den mindestens 170 Häftlingen, die beim Bau des Goldbacher Stollens ums Leben kamen, liegen 97 auf dem KZ-Friedhof Birnau in der Nähe der Wallfahrtskirche Birnau begraben. Die Gedenkstätte liegt etwa 200 Meter nordöstlich der Wallfahrtskirche, oberhalb der B 31 und ist ab dem Parkplatz oberhalb der Klosterkirche Birnau und der B 31 zu Fuß zu erreichen. Die Namen der toten KZ-Häftlinge sind, soweit bekannt, im Buch Der Stollen von Oswald Burger zum Gedenken sowie zur Nachforschung durch unbekannte Angehörige aufgeführt.
Die Gedenkstätte am Goldbacher Stollen in der Oberen Bahnhofstraße in der Nähe des Bahnübergangs kann einmal in jedem Monat im Rahmen einer Führung besichtigt werden. Zu sehen sind ein vergitterter Zugang zu den Stollen im steil aufragenden Molassefelsen, Gedenktafeln der Stadt Überlingen und der italienischen Widerstandskämpfer sowie ein Eisenkreuz mit Stacheldraht. Der ursprüngliche Eingang wurde durch die französischen Besatzungstruppen gesprengt.

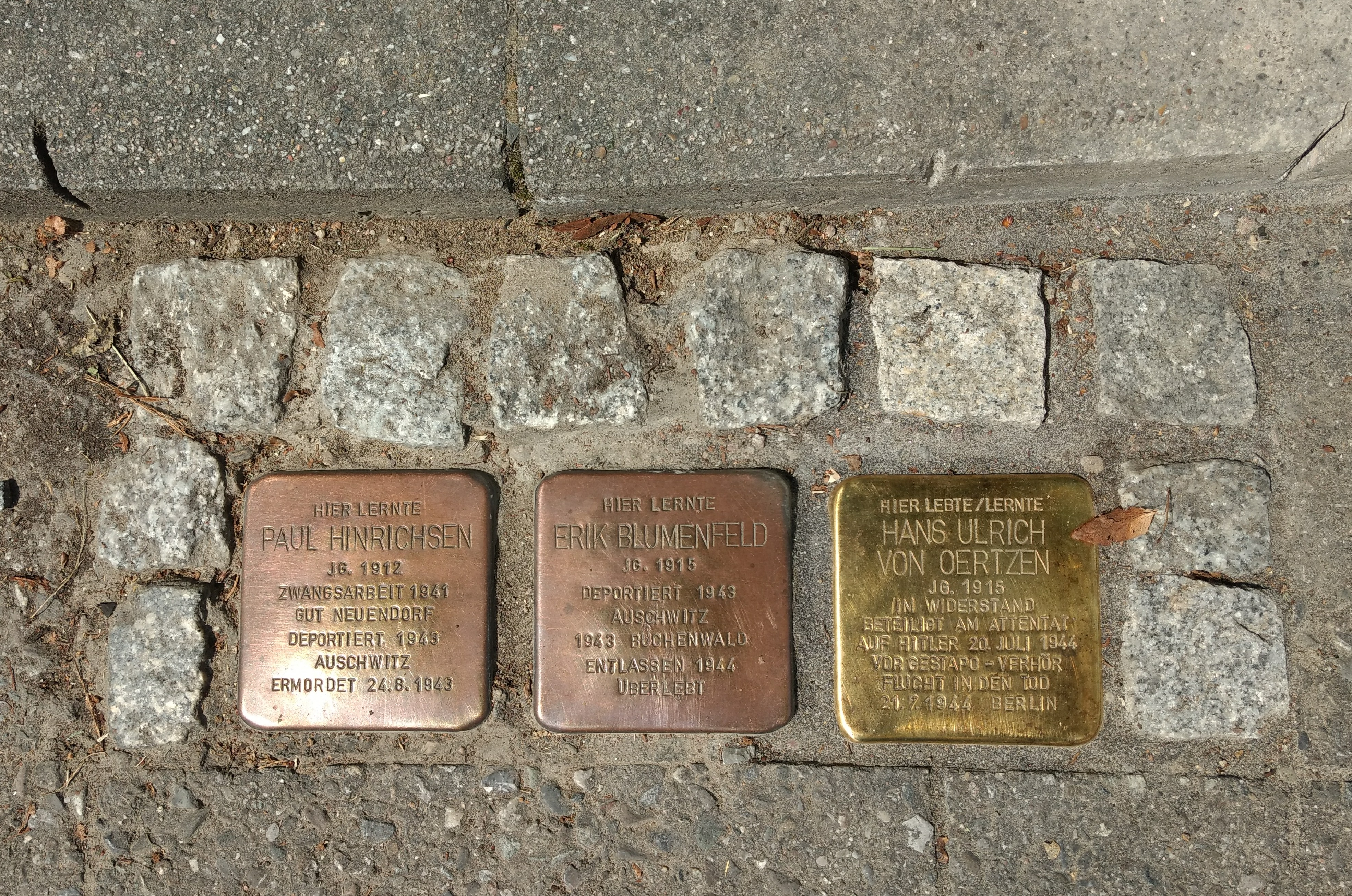
Stolpersteine für drei ehemalige Schüler vor Schloss Spetzgart

Aus Überlingen selbst gab es keine Deportationen. Jedoch wurden zum Gedenken an die Judenverfolgung während der Zeit des Nationalsozialismus im September 2005 vor dem ehemaligen Bezirksamt (heutiges Bauamt in der Bahnhofstraße) drei Stolpersteine verlegt. Sie erinnern an den ehemaligen Landrat Hermann Levinger und dessen Tochter Barbara, die sich kurz vor ihrer Deportation im Dezember 1944 das Leben nahmen. Ein weiterer Stolperstein wurde im Juli 2008 vor dem ehemaligen spitälischen Krankenhaus (heute Alten- und Pflegeheim St. Ulrich) verlegt; dieser erinnert an Franz Klauser, der wegen „widernatürlicher Unzucht“ (Homosexualität) verhaftet wurde und 1944 im KZ Ladelund, einem Außenlager des KZ Neuengamme, umkam. Fünf weitere Stolpersteine wurden für die jüdische Überlinger Familie Levi vor dem Gebäude Münsterstraße 12 verlegt (wo sich das Textilgeschäft Levi befand, bevor es 1938 zwangsverkauft wurde). Drei weitere folgten am (des zur Schule Schloss Salem gehörenden Internats) Schloss Spetzgart für den Hamburger CDU-Politiker Erik Blumenfeld, Paul Hinrichsen (Sohn des Leipziger Musikverlegers Henri Hinrichsen) und Hans-Ulrich von Oertzen (der zum Kern der militärischen Widerstandskämpfer vom 20. Juli 1944 um Oberst Claus Schenk Graf von Stauffenberg gehörte), alle drei waren in Spetzgart zeitweise Schüler. 
Beim einzigen Luftangriff auf die Stadt starben am 22. Februar 1945 um 13:45 Uhr 20 Menschen: elf KZ-Häftlinge und Zwangsarbeiter im Stollen, vier Angehörige des militärischen Bautrupps und fünf Anwohner der Oberen Bahnhofstraße. Durch den Luftangriff mit 56 Sprengbomben, davon 7 mit Langzeitzündern, der dem Westbahnhof galt, wurden 6 Wohngebäude total zerstört, 10 schwer, 7 mittelschwer und 38 leicht beschädigt. Der Angriff war Teil der Operation Clarion, einer gemeinsamen Aktion der US-amerikanischen und britischen Luftstreitkräfte. Ziel der US-amerikanischen 320th Bombardment Group mit sieben Mittelstreckenbombern vom Typ B-26 Martin „Marauder“ aus dem lothringischen Épinal war der Überlinger Rangierbahnhof (Marshalling Yard). Über Jahrzehnte hatte sich die Legende gehalten, der nahe KZ-Stollen habe die Bomber angelockt.
Im Zuge der Vorarbeiten für die – aufgrund der Corona-Pandemie nach 2021 verschobenen – Landesgartenschau Überlingen 2020 bzw. 2021 lief eine Suche nach eventuellen Blindgängern im Bereich des Geländes zwischen Bahnlinie und Bahnhofstraße (Ehemaliges „Graf“-Gelände). Nachdem der ursprünglich für Ende Juli 2015 geplante Beginn der Suchaktion auf Mitte September verschoben wurde, lief die Suche dann bis Anfang März 2016. Es wurden keine Blindgänger gefunden.

### Überlingen im Land Baden-Württemberg

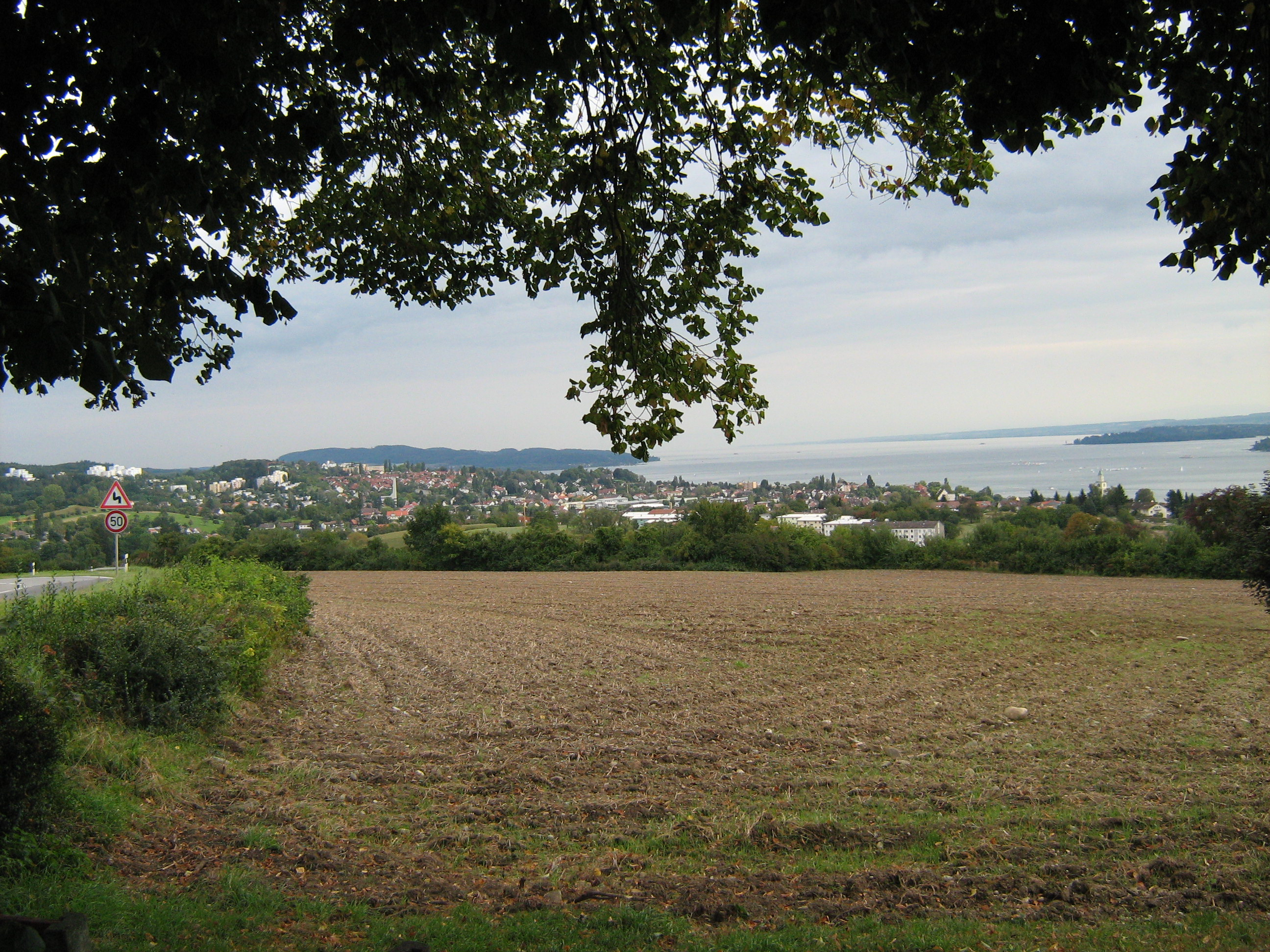
Überlingen

1972 führte die Stadt Überlingen als erste Stadt Deutschlands eine Zweitwohnungssteuer ein („Überlinger Modell“). Erst 1983 stufte das Bundesverfassungsgericht diese Steuer als eine „rechtlich zulässige örtliche Aufwandsteuer“ ein. Sie beträgt derzeit (Stand: 2024) jährlich 28 % der jährlichen Kaltmiete.
Bis zur Kreisreform zum 1. Januar 1973 war Überlingen Kreisstadt des Landkreises Überlingen, der dann im Bodenseekreis aufging. 1990 überschritt die Einwohnerzahl der Stadt die Grenze von 20.000. Daraufhin stellte die Stadtverwaltung den Antrag auf Erhebung zur Großen Kreisstadt, dem die Landesregierung von Baden-Württemberg mit Wirkung vom 1. Januar 1993 stattgab.
International in die Schlagzeilen geriet die Stadt durch das Flugzeugunglück am 1. Juli 2002: Im Luftraum über dem westlichen Bodenseekreis war eine russische Passagiermaschine mit einem Frachtflugzeug zusammengestoßen. Die Trümmer gingen im Bodensee-Hinterland nördlich der Stadt nieder. Bei dem Unglück starben 71 Menschen, am Boden wurde niemand verletzt. Zum Gedenken an die Opfer wurde bei Brachenreute, einem Weiler nördlich von Überlingen-Aufkirch, in dessen Nähe Wrackteile der Passagiermaschine lagen, ein Denkmal errichtet in Form einer zerrissenen Perlenkette.
Im Jahr 2003 wurde die direkt an den See gebaute „Bodensee-Therme“, eine Schwimmbadanlage, eröffnet. Der in unmittelbarer Nähe gelegene Westbahnhof wurde in der Folge umbenannt in „Bahnhof Überlingen Therme“.
2005 wurde die Stadt, unter Mitwirkung der Ortsteile Deisendorf und Lippertsreute, beim Wettbewerb Unsere Stadt blüht auf mit einer Goldmedaille ausgezeichnet.

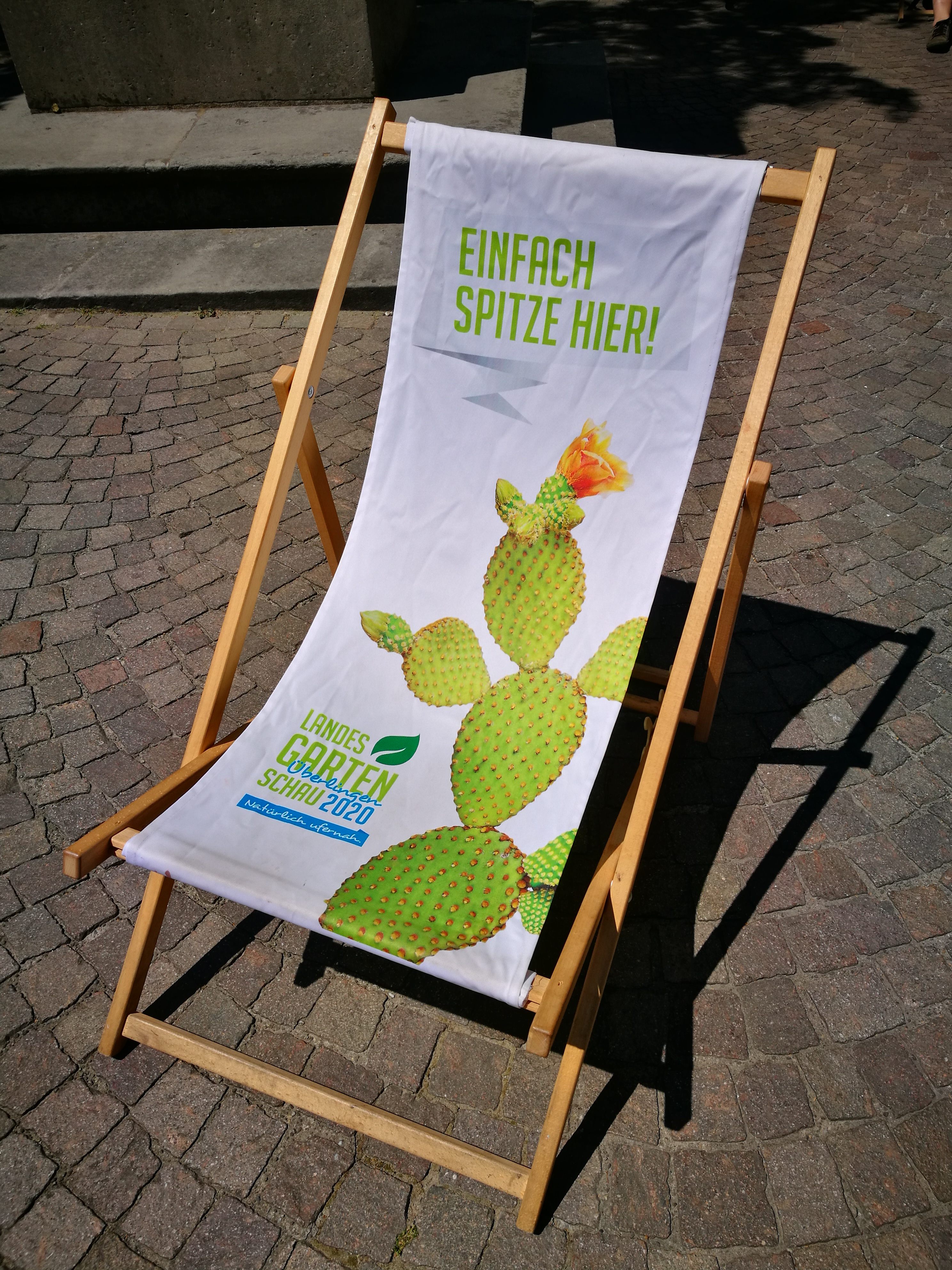
Liegestuhl mit Werbung für die Landesgartenschau 2020

Im Juni 2010 erhielt Überlingen den Zuschlag für die baden-württembergische Landesgartenschau 2020. Bei einem Bürgerentscheid sprachen sich 59,6 % der Wähler für deren Ausrichtung aus; die Beteiligung lag bei 51,9 %. Aufgrund der COVID-19-Pandemie wurde die Landesgartenschau auf 2021 verschoben, sie fand von 30. April bis 17. Oktober statt.

### Geschichte der Stadtteile
Andelshofen wurde am 6. Juli 1234 erstmals in einer Urkunde des Klosters Salem erwähnt (Cod. Sal. I, 228). Der Ort war teilweise im Besitz der Überlinger Johanniterkommende (siehe Geschichte des Johanniterordens). 1552 und 1634 brannte der Ort nieder und wurde danach jeweils wieder aufgebaut. Die niedere Gerichtsbarkeit lag bei der Kommende, die hohe Gerichtsbarkeit bei der Grafschaft Heiligenberg und ab 1776 bei der Freien Reichsstadt Überlingen. Im Zuge der Napoleonischen Reform kam Andelshofen 1805 an Baden und bildete zunächst eine eigene Gemeinde innerhalb des Bezirksamts Überlingen. 1927 beschloss der Badische Landtag, die Vereinigung der Gemeinde mit der Stadtgemeinde Überlingen. Die Vereinigung trat am 1. April 1928 in Kraft. Das zu Andelshofen gehörige Hagenweiler kam 1924 zur Gemeinde Lippertsreute, der Weiler Schönbuch 1928 zur Gemeinde Bambergen.
Aufkirch wurde 1242 als Ufkilche erstmals erwähnt. Der Ort war Standort der ursprünglichen Pfarrkirche von Überlingen, St. Michael. Die Kirche mit dem zugehörigen Ort wurde 1311 dem Kloster Engelberg und 1343 dem Deutschen Orden auf der Insel Mainau übertragen. Dieser trat die Kollatur 1557 an Überlingen ab. Danach sank die Kirche zur Filiale herab und der zugehörige Ort blieb nur ein kleiner zu Überlingen gehöriger Weiler.
Bambergen wurde 1268 erstmals erwähnt. Der Ort war wohl im 13./14. Jahrhundert Sitz derer von Regentsweiler, deren Besitz 1352 an das Spital in Überlingen kam. Die Stadt Überlingen übte die Niedergerichtsbarkeit und auch die Landeshoheit über Bambergen und einige kleinere Weiler, darunter auch Reuthemühle, aus. Dazu war der Ort Sitz eines Amtes, zu dem auch umliegende spitalische Ort gehörten. 1803 kam der Ort an Baden und wurde dem Bezirksamt Überlingen zugeordnet.
Bonndorf könnte 800 erstmals als Pondorf erwähnt worden sein, wobei inzwischen vermutet wird, dass es sich bei dieser Erwähnung eher um Bonndorf im Schwarzwald handeln könnte. Im 12. Jahrhundert tauchen Edelfreie von Bonndorf auf, deren Nachfolger die Herren von Hohenfels wurden. 1423 und 1479 wurde der Ort an das Spital Überlingen verkauft; somit gelangte die Herrschaft an die Stadt Überlingen. 1803 kam der Ort an Baden und wurde eine Gemeinde im Bezirksamt Überlingen.
Deisendorf wurde 972 und 1040 als Besitz der Abtei „Meginradescella“ (Maria Einsiedeln) in der Schweiz als Tyzindorf erstmals erwähnt. Im 13. Jahrhundert bestand ein Ortsadel. Ein Graf Mangold von Rohrdorf übertrug 1202 sein Gut an das Kloster Reichenau zu Lehen auf. Später kauften das Kloster Salem und 1363 die Dombruderschaft Konstanz Güter am Ort. 1402 gelangte der Ort an das Spital Überlingen. Von 1469 bis 1811 war Deisendorf Poststation der österreichischen, später Thurn-und-Taxis-Postlinie Stockach–Ravensburg und Wien–Paris. 1803 kam Deisendorf an Baden und wurde dem Bezirksamt Überlingen zugeordnet.
Ernatsreute wurde 1213 erwähnt, als ein Conradus de Eradesriuti auftauchte. 1408 kam der Ort an das Spital Überlingen und war Teil des Amtes Bambergen. Die Ortsherrschaft lag somit bei Überlingen, doch hatte auch das Deutschordenshaus Mainau einen Lehnshof. 1803 kam der Ort an Baden und war zunächst Teil der Gemeinde Bambergen. 1924 wurde er der Gemeinde Lippertsreute zugeordnet.
Hagenweiler wurde 1285 als Hagenwiller erstmals erwähnt, als die Herren von Bodman ihren Besitz an den Johanniter-/Malteserorden verkauften. Der Ort gehörte dann zum Amt Andelshofen, die Steuerhoheit lag jedoch bei Überlingen. 1803 wurde Hagenweiler badisch und gehörte zunächst zur Gemeinde Andelshofen. Bei dessen Eingliederung nach Überlingen 1926 wurde Hagenweiler abgetrennt und der Gemeinde Lippertsreute zugeordnet.

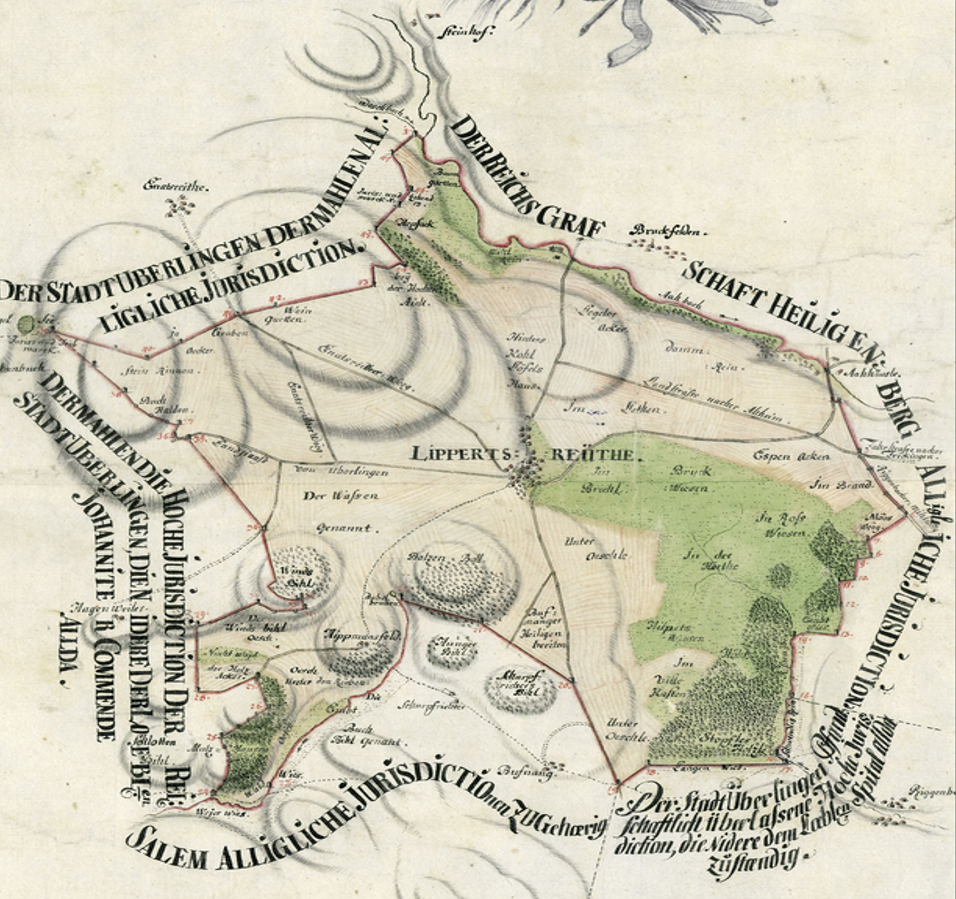
Lippertsreute auf einer Karte von 1788

Haldenhof (Hohenfels): Um 1148 taucht der Name Hohenfels auf. Sicher bezeugt ist eine kleine Herrscherfamilie von 1191 bis 1408. Deren Burg lag bei einer 1479 als Haldenhof bezeugten Ansiedlung. Damals war die Herrschaft Hohenfels bereits untergegangen. Die Herren von Hohenfels besaßen ursprünglich die Orte Sipplingen, Mahlspüren und die heute zu Überlingen gehörigen Siedlungen Bonndorf und Nesselwangen. Durch Heirat konnte der Besitz auf Ittendorf vergrößert werden. 1408 wurde die Herrschaft aufgeteilt und der Großteil kam 1479 an das Spital Überlingen. Die Burg Hohenfels brannte 1633 und 1644 ab und ist nur noch als Ruine erhalten. Der Haldenhof ist heute nur noch ein Wohnplatz des Stadtteils Bonndorf.
Hödingen wurde 1242 als Hedingen erstmals erwähnt. 1297 verkaufte ein Swigger von Blankenstein den Kehlhof zu Hödingen an den Johanniter-/Malteserorden in Überlingen, später war der Ort im Besitz des Spitals Konstanz, welches die Ortsherrschaft innehatte. In neuerer Zeit hatte Überlingen die Oberhoheit über Hödingen. 1803 kam der Ort an Baden und wurde dem Bezirksamt Überlingen zugeordnet.
Lippertsreute wurde 1159 als Luiprehtisruti erstmals erwähnt. Im 12. Jahrhundert war der Ort im Besitz von St. Stefan in Konstanz, dann von St. Johann in Konstanz. 1217 erwarb das Kloster Salem Güter der Herren von Bodman, die die Ortsherrschaft über Lippertsreute ausübten. 1290 kam der Ort an die Johanniter in Überlingen und 1337 an die Deutschordenskommende Mainau, bei deren Landkomturei Altshausen der Ort bis 1805 verblieb. Dann wurde der Ort badisch und dem Bezirksamt Überlingen zugeordnet. 1924 erfolgte die Eingliederung von Ernatsreute (bisher Gemeinde Bambergen) und 1928 von Hagenweiler (bisher Gemeinde Andelshofen).

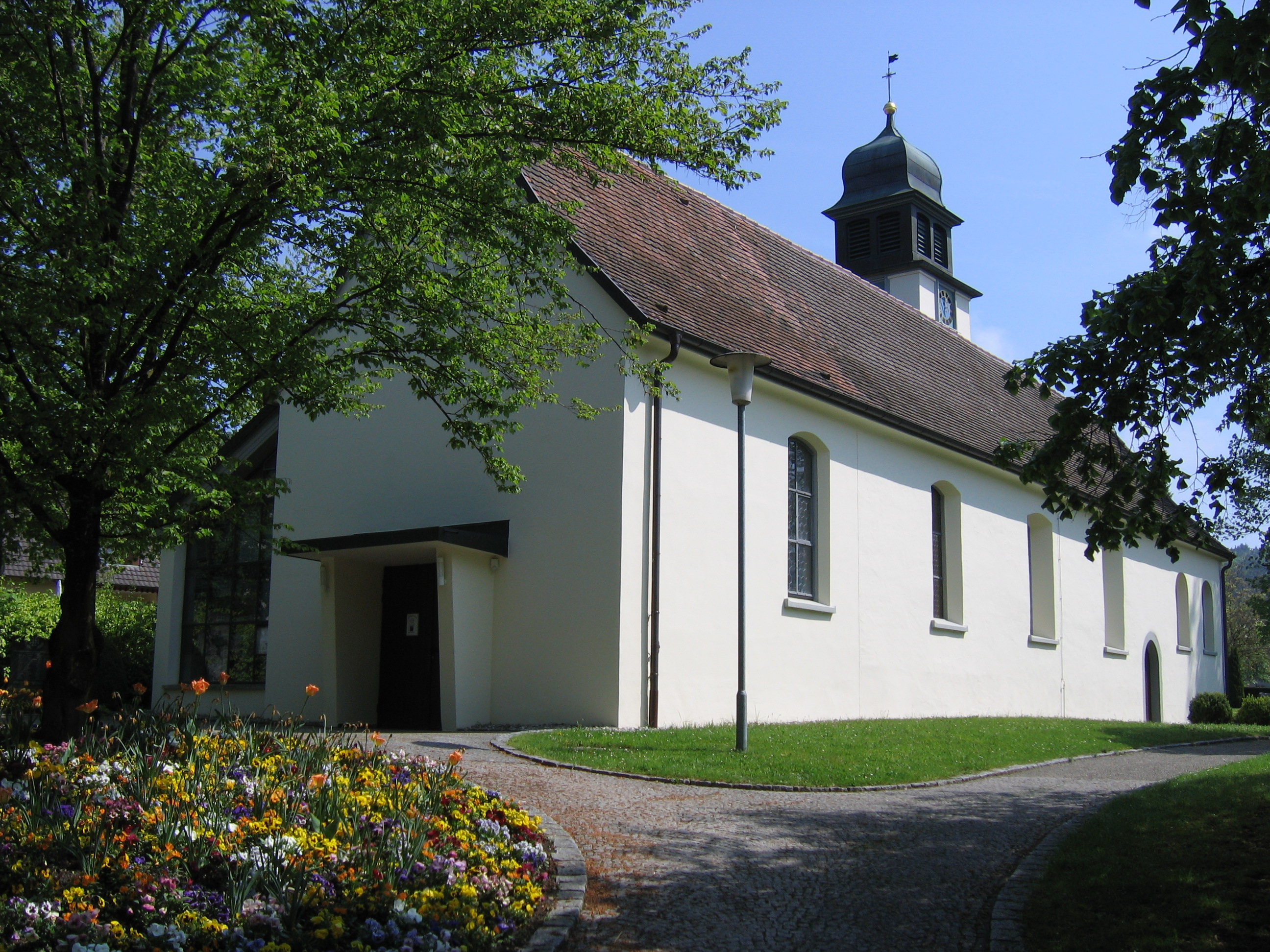
Kirche St. Peter und Paul in Nesselwangen

Nesselwangen wurde 1094 als Nezzelwanc erstmals erwähnt. Zunächst war der Ort im Besitz des Klosters Allerheiligen in Schaffhausen. Später war er Teil der Herrschaft Hohenfels, von wo er 1479 an das Spital Überlingen kam. 1803 fiel der Ort an Baden und wurde dem Bezirksamt Überlingen zugeordnet.
Nußdorf wurde 1134 als Nuzdorf erstmals erwähnt. Über verschiedene Adelige, darunter Pfalzgraf Rudolf von Tübingen kamen die Besitzungen des Ortes an das Kloster Salem. 1803 wurde der Ort badisch und dem Bezirksamt Überlingen zugeordnet.
Schönbuch wurde im 13. Jahrhundert als Schonbuch erstmals erwähnt. Um 1260 kam die Siedlung derer von Gundelfingen an die Johanniter in Überlingen, die den Besitz im 15. Jahrhundert noch vergrößerten. Der Johanniterkommende stand somit bis 1803 die Niedergerichtsbarkeit zu, die Landeshoheit lag bei Überlingen. 1803 kam der Ort an Baden und wurde Teil der Gemeinde Andelshofen. Bei deren Auflösung 1928 wurde Schönbuch der Gemeinde Bambergen zugeordnet.
Walpertsweiler wurde 1160 als Waltprechtesweiler erstmals erwähnt. Der Ort gehörte dem Kloster Salem. 1415 wurde der Ort an das Spital Überlingen verkauft und gehörte nach dem Übergang an Baden als Wohnplatz zur Gemeinde Bonndorf.

### Religionsgemeinschaften

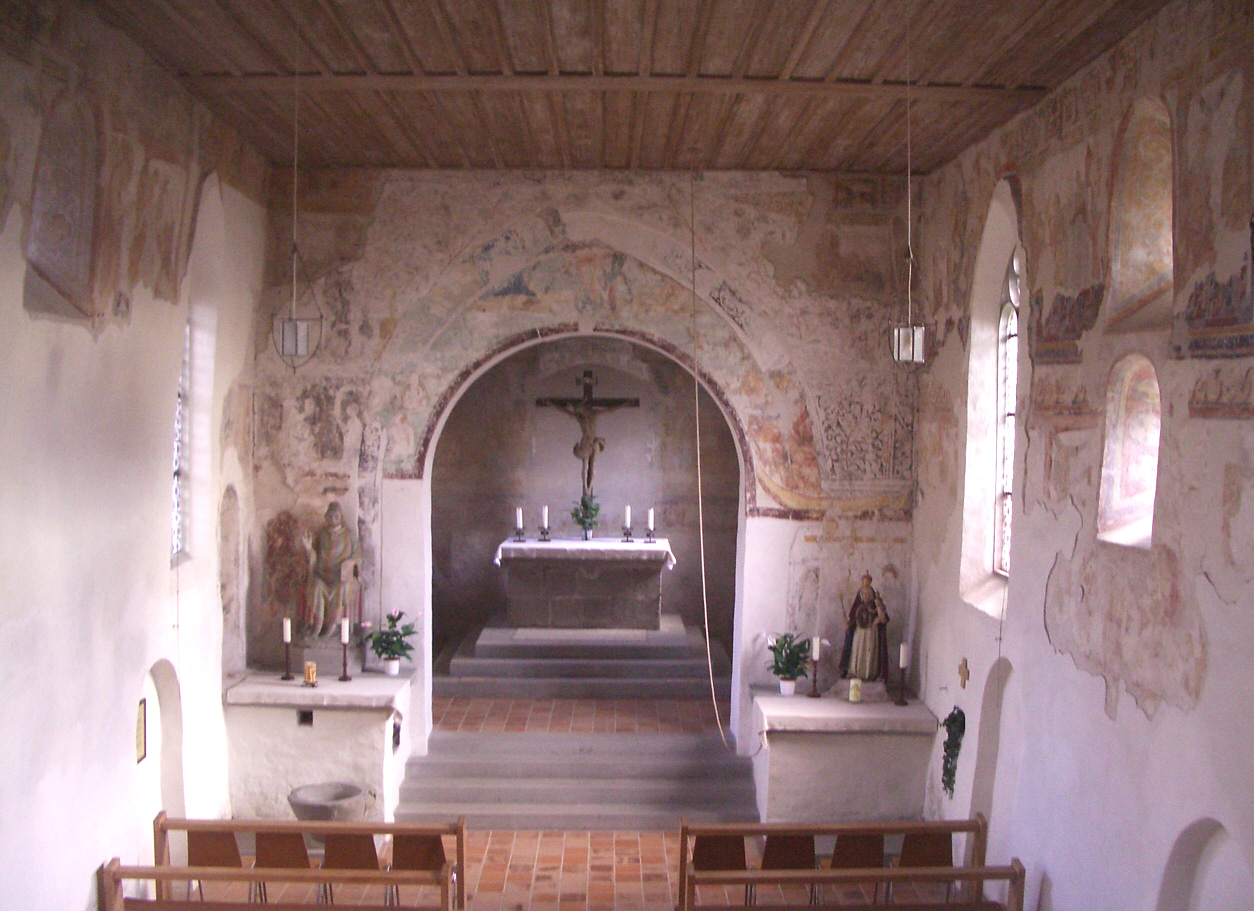
St. Sylvester Goldbach

Überlingen gehörte anfangs zum Bistum Konstanz. Die Bevölkerung war der Pfarrei St. Michael (Aufkirch) zugeordnet.

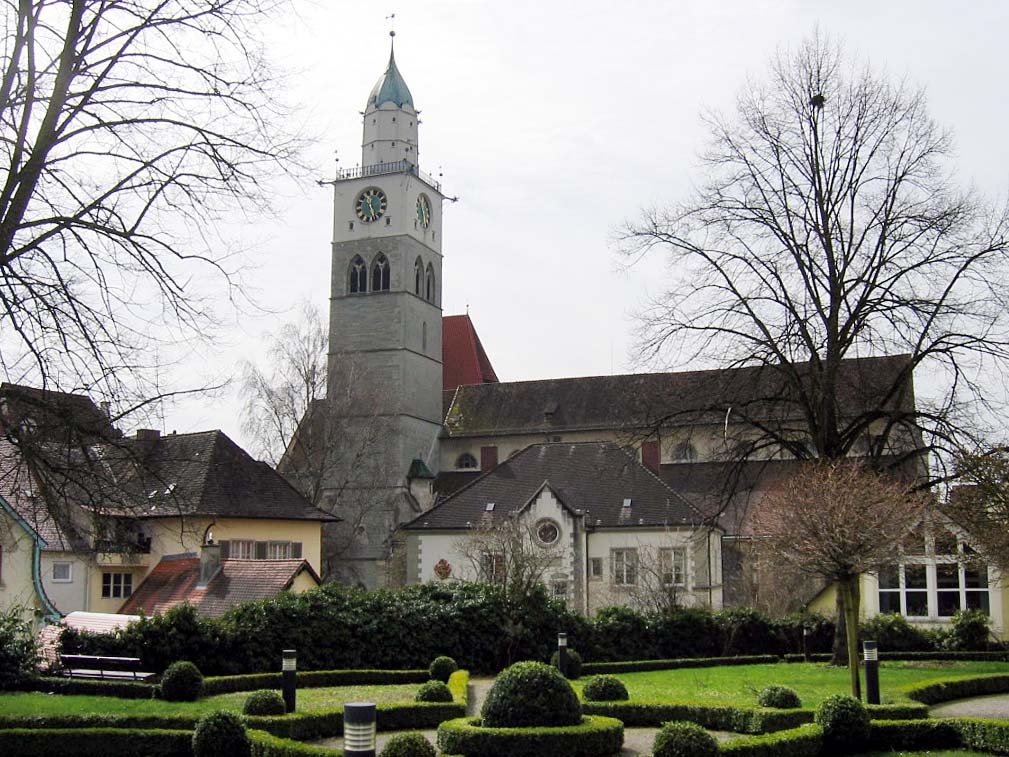
Münster St. Nikolaus

Eine Kirche wurde in Überlingen aber wohl schon im 10. Jahrhundert erbaut. Reste dieser Kirche wurden unter dem heutigen Münster St. Nikolaus gefunden. Das Münster wurde im 14. Jahrhundert als spätgotische Basilika erbaut. Die dem Hl. Nikolaus geweihte Kirche war bereits 1360 Pfarrkirche der Stadt. Von 1357 bis 1557 war sie dem Deutschen Orden inkorporiert. Nach dem Übergang an die Stadt wurde dort 1609 ein Kollegiatstift eingerichtet. Auch nach der Reformation blieb Überlingen katholisch. Neben der Stadtgemeinde gab es auch mehrere Klöster. Eine Franziskanerkirche wurde 1348 geweiht, 1519 umgebaut und 1752 barockisiert (heute Kirche Zur Unbefleckten Empfängnis). Das Kloster wurde 1803 aufgelöst. Die Überlinger Bürger stifteten die Jodok-Kirche, die 1462 geweiht wurde. Ein Kapuzinerkloster bestand von 1619 bis 1806. Die 1658 geweihte Klosterkirche wurde danach profaniert.

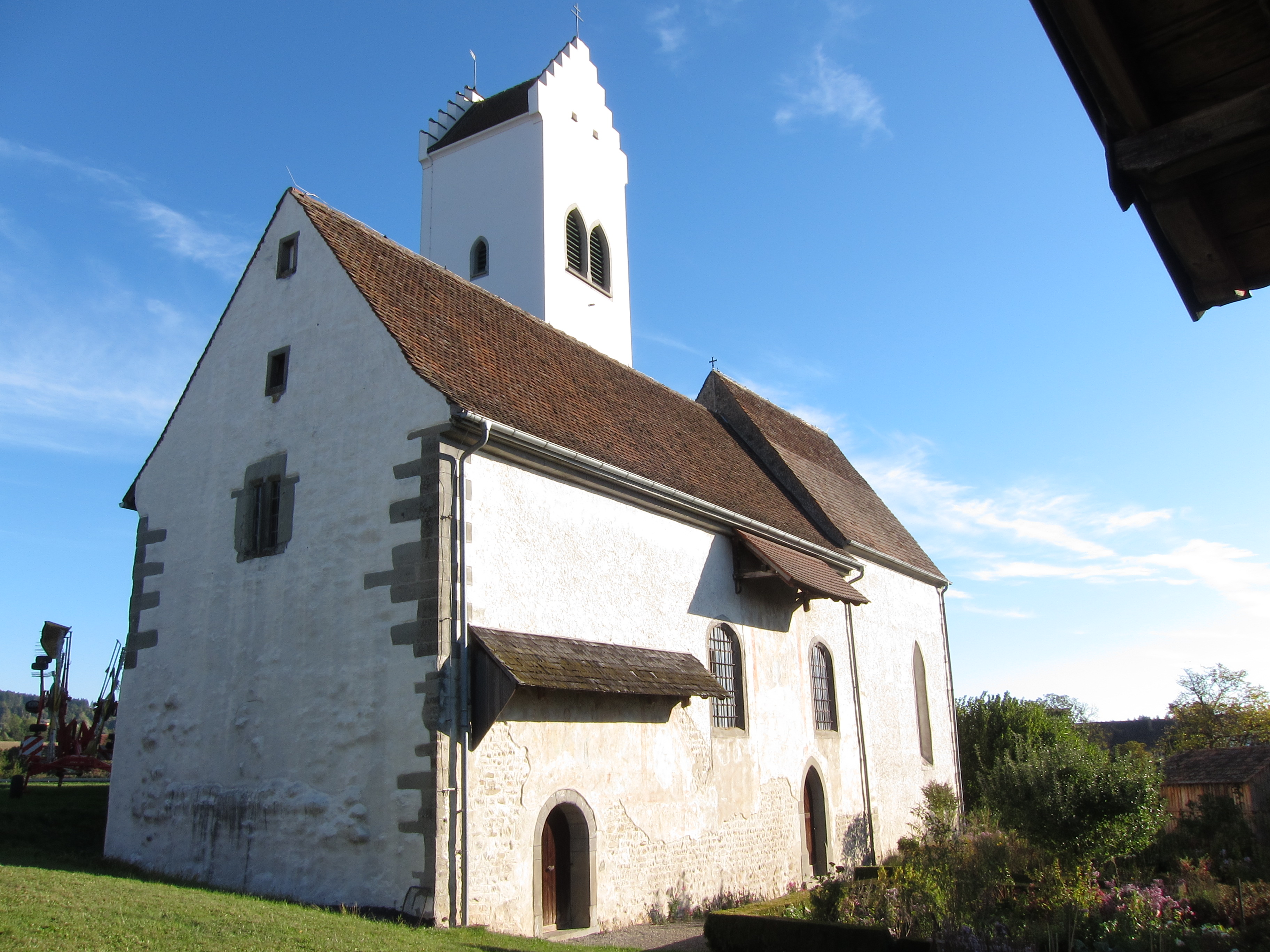
St. Michaelskirche in Aufkirch, bis um 1350 Pfarrkirche der Stadt

Der Johanniterorden gründete 1257 in Überlingen eine Kommende. Die Kommende Überlingen gehörte bis 1806 zum katholischen Großpriorat Deutschland des Johanniter-, später Malteserordens, mit Sitz in Heitersheim. Die zugehörige Kirche wurde 1818 abgerissen. Ein Franziskanerinnenkloster zu St. Gallen bestand von 1535 bis 1803. Die St.-Gallen-Kapelle, die sich in der Fischerhäuservorstand befand, wurde 1849 profaniert. Von den zahlreichen Kapellen sind zu erwähnen: St. Lucia von 1462 (heute Reichlin-Meldegg-Haus), St. Leonhard in den Egerden von 1437, Heinrich-Suso-Kapelle im Altersheim St. Ulrich von 1881, St. Joseph im Krankenhaus Seeburg von 1938, St. Johann Vianney von 1954 und Hl. Geist 1960.
Des Weiteren wurde 1974 durch Weihbischof Karl Gnädinger die katholische St.-Suso-Kirche samt Gemeindezentrum und Kindergarten am Rande des damaligen Neubaugebietes Burgberg geweiht. St. Suso wurde im damals typischen Architekturstil in Sichtbetonbauweise errichtet und zeigt Merkmale des Brutalismus. 1977 sollte neben der Pfarrkirche St. Nikolaus („Münster“) die zweite Pfarrei St. Suso eingerichtet werden, was aber durch das Erzbischöfliches Ordinariat Freiburg verworfen wurde.
Auch in den meisten Stadtteilen gibt es jeweils katholische Gemeinden und Kirchen oder zumindest Kapellen. In Andelshofen gibt es eine neugotische Kirche St. Verena von 1885. Die alte Pfarrkirche des Ortes war von 1462 bis 1803 der Johanniterkommende inkorporiert. In Bambergen gibt es eine Marienkapelle des 17. Jahrhunderts. Bonndorf hat eine Pfarrkirche St. Pelagius und Verena mit gotischem Chor und frühgotischem Turm. In Deisendorf besteht eine Kapelle St. Andreas mit romanischen Elementen. Eine eigene Pfarrei war dort bis ins 14. Jahrhundert vorhanden. Heute gehört der Ort zu Seefelden, und die Wallfahrtskirche Birnau ist die Pfarrkirche der Orte Deisendorf und Nußdorf, welche gemeinsam die katholische Pfarrkuratie Birnau bilden. In Hödingen bestand eine Bartholomäuskirche, die im Dreißigjährigen Krieg zerstört wurde. Danach wurde die Kirche wieder erbaut und als Marienwallfahrt eingerichtet. Lippertsreute hat eine 1881 erbaute Kirche Mariä Himmelfahrt, doch ist hier bereits im 13. Jahrhundert eine Kirche erwähnt. In Nesselwangen wurde bereits im 11. Jahrhundert eine Kirche erwähnt. Die heutige Kirche St. Peter und Paul wurde nach der Zerstörung im Dreißigjährigen Krieg neu erbaut und 1861 vergrößert. Nußdorf hat eine spätgotische Kapelle des H. Kosmas und Damian. Die katholischen Kirchengemeinden kamen nach Auflösung des Bistums Konstanz zum neu gegründeten Erzbistum Freiburg. Hier wurden sie dem Dekanat Linzgau, dessen Sitz sich in Meersburg befindet, zugeordnet.
Anfang des 19. Jahrhunderts zogen auch Protestanten nach Überlingen und es entstand eine kleine Filialgemeinde von Meersburg. 1861 wurde in Überlingen eine eigene Pfarrei errichtet, die erste evangelische Kirche wurde 1867 erbaut. Sie gehörte zunächst zum Dekanat Konstanz der Evangelischen Landeskirche in Baden. Im Jahr 2012 wurde der Sitz des Kirchenbezirks Überlingen-Stockach, der 1969 neu gegründet wurde, von Salem nach Überlingen in das Pfarrhaus am See in der Grabenstrasse verlegt. Im selben Jahr wurden auch die beiden bis dahin bestehenden evangelischen Kirchengemeinden in Überlingen, die Auferstehungskirchengemeinde und die Paul-Gerhardt-Kirchengemeinde, zu einer Kirchengemeinde vereint. Die beiden Ortsteile Bonndorf und Nesselwangen gehören zur Evangelischen Kirchengemeinde Ludwigshafen.
Daneben gibt es in Überlingen auch mehrere evangelische Freikirchen, eine Evangelisch-Freikirchliche Gemeinde (Baptisten), eine Gemeinde der Evangelisch-methodistischen Kirche (Kreuzkirche), eine Mennonitengemeinde, eine Adventgemeinde und eine Senfkorngemeinde. Im Stadtteil Bambergen gibt es eine Evangelische Täufergemeinde, die zum Bund Evangelischer Täufergemeinden gehört.

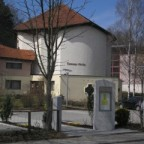
Emmaus-Kirche der Christengemeinschaft

Ferner sind auch die Zeugen Jehovas, eine Gemeinde der Christengemeinschaft und eine Neuapostolische Gemeinde in Überlingen vertreten. Seit 1983 gibt es auch eine Niederlassung der Priesterbruderschaft St. Pius X.
Im Mittelalter bestand eine jüdische Gemeinde, sie wurde 1226 erstmals genannt. Im Jahr 1332 kam es in Überlingen wegen eines angeblichen Ritualmords zu einem Pogrom, bei der zwischen 300 und 400 Juden in der Synagoge verbrannten. 1349 kam es erneut zur Verfolgung von Juden, erst 1378 gab es eine neue Ansiedlung. 1430 wurden die Juden ausgewiesen, seitdem kam es in der Stadt zu keiner Neubegründung einer jüdischen Gemeinde mehr.

### Konfessionsstatistik
Anfang 2023 war fast die Hälfte der Einwohnerinnen und Einwohner ohne Religionszugehörigkeit, circa ein Drittel war römisch-katholisch und ein Sechstel evangelisch.

### Eingemeindungen
In die Stadt Überlingen wurden folgende Gemeinden bzw. Gemarkungen eingegliedert. Sie gehörten vor der Kreisreform alle zum Landkreis Überlingen.
- 1888: Burgberg
- 1928: Andelshofen
- 1. Juli 1971: Bambergen[37]
- 1. April 1972: Lippertsreute[37]
- 1. April 1974: Deisendorf[38]
- 1. Juli 1974: Hödingen und Nesselwangen[38]
- 1. Januar 1975: Bonndorf und Nußdorf[38]
- Ernatsreute wurde 1924 von Bambergen nach Lippertsreute umgegliedert.
- Hagenweiler gehörte von 1803 bis 1926 zu Andelshofen, ab 1928 zu Lippertsreute.
- Steinhöfe gehörte bis 1954 zu Hohenbodman, danach zu Lippertsreute.

### Einwohnerentwicklung
Einwohnerzahlen nach dem jeweiligen Gebietsstand. Die Zahlen sind Volkszählungsergebnisse (¹) oder amtliche Fortschreibungen der jeweiligen Statistischen Ämter (nur Hauptwohnsitze).
| Jahr                 | Einwohnerzahlen |
| -------------------- | --------------- |
| 1496                 | 3.250           |
| 1676                 | 2.338           |
| 1789                 | 3.117           |
| 1802                 | 2.645           |
| 1834                 | 2.505           |
| 1861                 | 3.280           |
| 1. Dezember 1871 ¹   | 3.372           |
| 1. Dezember 1880 ¹   | 3.999           |
| 1. Dezember 1900 ¹   | 4.286           |
| 1. Dezember 1910 ¹   | 4.550           |
| 16. Juni 1925 ¹      | 5.207           |
| 16. Juni 1933 ¹      | 5.613           |
| 17. Mai 1939 ¹       | 6.512           |
| 13. September 1950 ¹ | 8.348           |

| Jahr              | Einwohnerzahlen |
| ----------------- | --------------- |
| 6. Juni 1961 ¹    | 10.501          |
| 27. Mai 1970 ¹    | 12.794          |
| 31. Dezember 1975 | 17.735          |
| 31. Dezember 1980 | 18.734          |
| 25. Mai 1987 ¹    | 18.729          |
| 31. Dezember 1990 | 20.102          |
| 31. Dezember 1995 | 20.494          |
| 31. Dezember 2000 | 20.791          |
| 31. Dezember 2005 | 21.417          |
| 31. Dezember 2010 | 21.818          |
| 31. Dezember 2015 | 22.408          |
| 31. Dezember 2016 | 22.573          |
| 31. Dezember 2017 | 22.636          |
| 30. Juni 2022     | 22.571          |

¹ Volkszählungsergebnis

## Politik

### Gemeinderat
Die Ergebnisse der Kommunalwahl vom 9. Juni 2024 sind in den nebenstehenden Diagrammen dargestellt.

### Bürgermeister
An der Spitze der Stadt Überlingen stand spätestens seit dem Übergang an das Heilige Römische Reich (1268) der als „königlicher Herr“ eingesetzte Ammann sowie der Rat. Der Ammann war Verwaltungs- und Finanzbeamter und stand dem Gericht vor, das teilweise in ein Ober- und ein Unterstadtgericht geteilt war. Dem Rat gehörten zunächst nur Patrizier (später als Löwenzunft bezeichnet) an, ab dem 13. Jahrhundert waren auch die Handwerkerzünfte vertreten. Ein Bürgermeister ist ab 1308 urkundlich nachgewiesen. Dieser war bald danach für die Verwaltung, der Ammann nur noch für das Gericht zuständig. Außerdem entstanden mit der Zeit der Neue und der Alte Rat, die später als Großer und Kleiner Rat bezeichnet wurden.
Um 1350 wurde der reichsstädtische Wahlmodus reformiert: der Große Rat ernannte zuerst einen regierenden Bürgermeister, woraufhin die Zunftmeister, zusammen mit dem Bürgermeister, den sogenannten „Elfer“ (Löwenrat aus der Löwenzunft) im Kleinen Rat wählten. Nach dem Prinzip der Mehrheitswahl erfolgte dann die Wahl des Magistrats (ebenfalls im Kleinen Rat) und von vier Richtern. In Anlehnung an das Freiburger Stadtrecht regierte somit ein Gremium der „Vierundzwanziger“ im Kleinen Rat: elf Räte, sieben Zunftmeister, vier Richter, ein Ammann und ein regierender Bürgermeister. Das Gesetz regelte weiter, dass zwei Bürgermeisterstellen an der Spitze der Stadt stehen, die des Amts- und des Altbürgermeisters. Als regierendes Stadtoberhaupt galt der Amtsbürgermeister und als sein Stellvertreter und Berater der Altbürgermeister; dieser war gleichzeitig noch Mitglied im Kleinen Rat. Beide versahen diese Ämter ehrenamtlich und nicht wie bisher auf Lebenszeit, sondern wurden alljährlich neu gewählt. Falls ein neuer Kandidat (oder erneut der Altbürgermeister) zum Amtsbürgermeister gewählt wurde, fiel das Amt des Altbürgermeisters automatisch auf den zuvor regierenden und nun abgelösten Amtsbürgermeister. Dieser Wahlmodus blieb ohne größere Änderungen bis zum Reichsdeputationshauptschluss gültig. Nur in der zweiten Hälfte des 18. Jahrhunderts wurde die Mitgliederzahl des Kleinen Rates reduziert und das Richterkollegium aufgelöst; sie wurden durch unabhängige Juristen ersetzt, da diese im Rat keine Beschlussfähigkeit hatten.
Eine weitere größere Änderung fand im Jahr 1773 statt: nach erheblichen Auseinandersetzungen in der Überlinger Stadtregierung stellte der von Kaiser Joseph II. als Kommissär eingesetzte Fürstbischof von Konstanz, Franz Konrad von Rodt, eine neue Besoldungsordnung auf. Fortan waren die Bürgermeister nicht mehr ehrenamtlich, sondern mit einem festen Gehalt tätig. Der Erste, der mit diesem Gehalt tätig war, war der fürstenbergische Oberamtmann Konrad Freiherr von Lentz aus Heiligenberg.
Seit dem Übergang an Baden leitet ein Bürgermeister die Stadt, der seit der Erhebung zur Großen Kreisstadt 1993 die Amtsbezeichnung Oberbürgermeister (OB) trägt. Er wird für eine Amtszeit von acht Jahren gewählt und ist Vorsitzender des Gemeinderats sowie Leiter der Stadtverwaltung. Der Oberbürgermeister hat einen 1. Beigeordneten, den hauptamtlichen Stellvertreter, der die Amtsbezeichnung „Bürgermeister“ trägt.
| - 1308–XXXX: Ulrich am Ort - 1489–1510: Clemens Reichlin von Meldegg - 1510–1514: Johann Hain - 1514–1541: Jakob (oder Jacob) Kessenring - 1600–1611: Jakob Reutlinger - 1644–1670: Johann Heinrich von Pflummern - 1733–1770: Johann Leopold von Haubert - 1770–1773: Josef Aurel Freiherr von Pflummern (als Stadtverwalter) Hauptamtliche Bürgermeister: - 1773–1793: Konrad Freiherr von Lentz - 1793–1799: Karl Enroth - 1799–1802: Johann Baptist Moser - 1802–1810: Karl Enroth - 1810–1814: Johann Baptist Moser - 1814–1830: Johann Baptist Kugel - 1830–1835: Konrad Magg - 1835–1847: Karl Müller - 1847–1849: Hofacker | - 1849: Johann Sebastian Knöpfle - 1849–1858: Adolf Bernhard Schmalholz - 1858–1873: Mathäus Steib - 1873–1879: Wilhelm Beck - 1879–1885: Mathäus Steib - 1885–1919: Maurus Betz Weimarer Republik bis heute: - 1919–1933: Heinrich Emerich (Zentrum) - 1933–1945: Albert Spreng (NSDAP) - 1945: Karl Löhle (interimistisch) (SPD) - 1946–1948: Franz Hug (parteilos) - 1948–1969: Wilhelm Anton Schelle (CDU) - 1969–1993: Reinhard Ebersbach (SPD) - 1993–2000: Klaus Patzel (SPD) - 2000–2008: Volkmar Weber (parteilos) - 2009–2017: Sabine Becker (seit 2014 parteilos, zuvor CDU) - seit 2017 Jan Zeitler (SPD) |

Bei der Oberbürgermeisterwahl am 27. November 2016 wurde Jan Zeitler im zweiten Wahlgang bei einer Wahlbeteiligung von 58,5 % mit 50,1 % der Stimmen zum neuen Oberbürgermeister der Stadt Überlingen gewählt. Am 1. Dezember 2024 wurde er in einer Stichwahl mit 50,6 Prozent der Stimmen für eine zweite Amtszeit wiedergewählt.

### Wappen
| Wappen der Stadt Überlingen | Blasonierung: „In Gold (Gelb) ein schwarzer Adler mit goldenem (gelbem) Brustschild, darin ein golden (gelb) gekrönter und golden (gelb) bewehrter roter Löwe. Oberwappen: Aus dem Spangenhelm mit goldener (gelber) Helmkrone wachsend ein golden (gelb) gekrönter und bewehrter roter Löwe, in der rechten Pranke ein bloßes (stahlblaues) Schwert mit goldenem (gelbem) Griff haltend; Helmdecken: Rot-Gold (Rot-Gelb).“ |
| Wappen der Stadt Überlingen | Wappenbegründung: Die zunächst staufische, dann reichsunmittelbare Stadt führte schon Mitte des 13. Jahrhunderts den Reichsadler im Siegel. Kaiser Karl V. verlieh ihr am 3. Februar 1528 in seiner kaiserlichen Residenz Burgos in Spanien das jetzige gebesserte Wappen mit dem habsburgischen Löwen im Brustschild des Adlers. Mit der Verleihung dieses Wappens bekräftigte der Kaiser die Verurteilung der Anführer der Linzgau-Bauern im Jahr 1525, am Ende der Bauernkriege, durch den Rat der Stadt Überlingen. Die Linzgau-Bauern hatten sich gegen den Befehl der Reichsstadt Überlingen gestellt, die aufrührerischen Hegau-Bauern zu bekämpfen („Ernatinger Meuterei“). Nach der Mediatisierung (1803) trat im Brustschild vorübergehend das badische Wappen an die Stelle des habsburgischen. Das hierzulande in der Kommunalheraldik selten vorkommende Oberwappen wurde im Wappenbrief von 1528 bereits als Teil des noch nicht gebesserten Wappens beschrieben. |

### Partnerstädte
| Stadt        | Land       | seit |
| ------------ | ---------- | ---- |
| Chantilly    | Frankreich | 1987 |
| Bad Schandau | Sachsen    | 1990 |

1990 ging die Stadt Überlingen mit der Stadt Bad Schandau in Sachsen eine Partnerschaft ein. Vor allem Hilfsaktionen haben in den ersten Jahren die Partnerschaft belebt, aus der sich in der Zwischenzeit freundschaftliche Kontakte entwickelt haben.
Seit 1965 besteht bereits eine Partnerschaft der Freiwilligen Feuerwehr St. Valentin auf der Haide in Südtirol mit der Freiwilligen Feuerwehr Überlingen.

## Wirtschaft und Infrastruktur

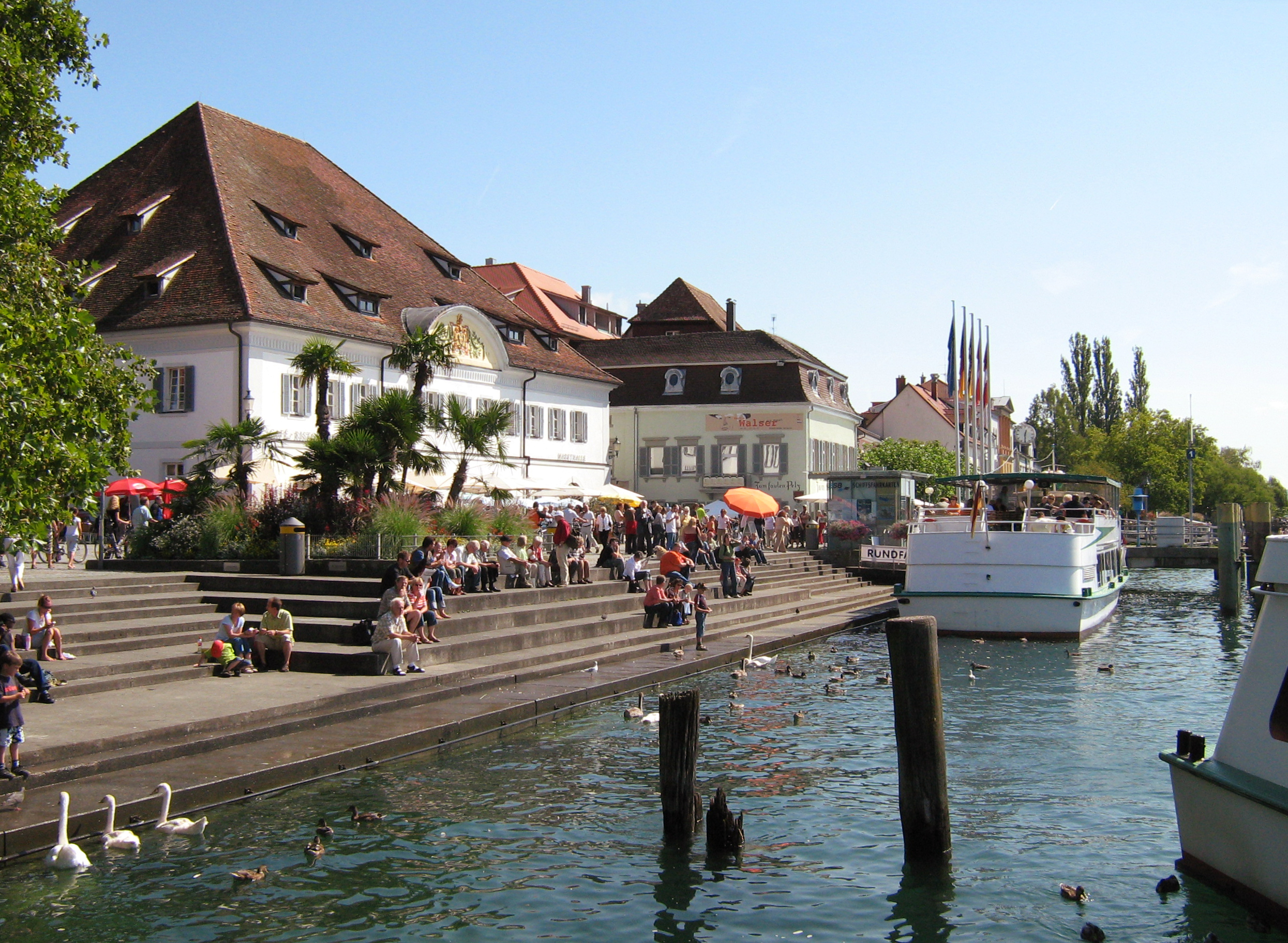
Anlegestelle („Schiffsländi“)

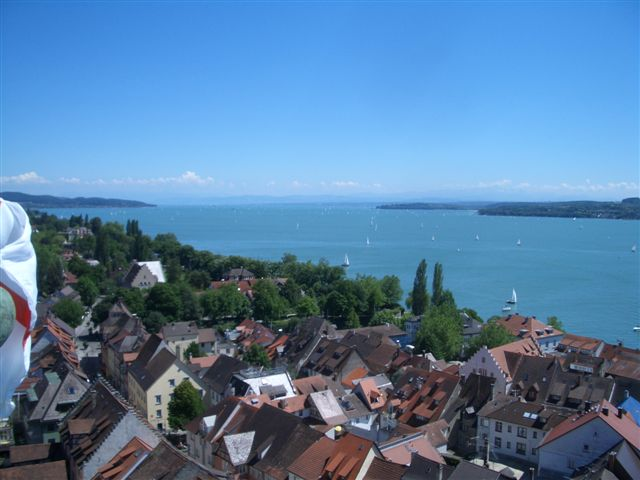
Blick vom Überlinger Nikolausmünster auf Altstadt und See

### Wirtschaft
Mit jeweils etwa 4000 Beschäftigten sind das produzierende Gewerbe und der Dienstleistungssektor (inklusive Tourismus, unter anderem 60 Restaurants und 33 Hotels) die größten Arbeitgeber der Stadt. Der Einzelhandel hat sich im WVÜ zusammengeschlossen. Neben der 1997 eingerichteten Fußgängerzone sollen regelmäßige Veranstaltungen den Einzelhandel gegenüber den außerhalb gelegenen Einkaufszentren stärken.
Bis in das 19. Jahrhundert war Überlingen der größte Getreidemarktplatz in Süddeutschland.
Die Stadt Überlingen führt als einzige Stadt in Baden-Württemberg das Prädikat Kneippheilbad. Bereits im Jahre 1894, drei Jahre nach einem Besuch von Sebastian Kneipp, wurde in Überlingen ein Kneipp-Verein gegründet. Das Prädikat als anerkanntes Kneippheilbad erwarb die Stadt 1955.
Weinbau wird seit Jahrhunderten in der Lage Überlinger Felsengarten betrieben, außerdem gibt es 80 Kleinbrenner (Stand: Dezember 2011).

### Ortsansässige Unternehmen
Produktionsgewerbe:
- Diehl Aerospace GmbH (Luftfahrt-Elektronik)
- Diehl Defence GmbH & Co. KG (Wehrtechnik)
- Rafi-Eltec (Dienstleistungen Elektronik)
- puren gmbh (Polyurethan-Hartschäume)
- Sauter GmbH (MDF-Pulverbeschichtung)

Dienstleistungsgewerbe:
- Sparkasse Bodensee (Hauptsitz in Friedrichshafen und Konstanz)
- Volksbank Überlingen

In Überlingen war im späten 19. und frühen 20. Jahrhundert die überregional tätige Orgelbauwerkstatt Wilhelm Schwarz & Sohn ansässig. Heute wird Orgelbau in Überlingen noch von den 1875 gegründeten Unternehmen Mönch Orgelbau und Drehorgelbau Raffin betrieben.

### Verkehr

#### Bus und Bahn

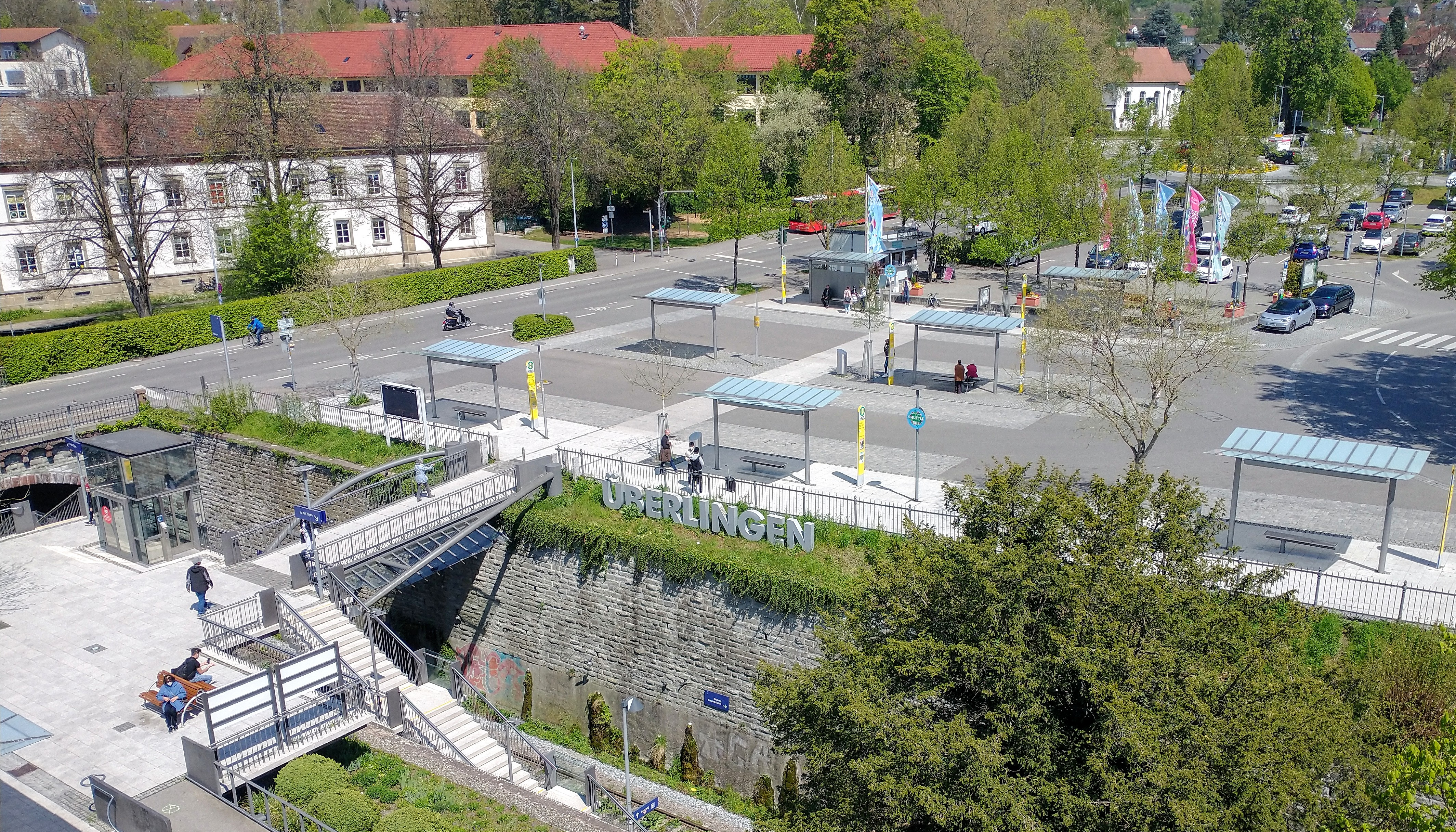
Der DB-Haltepunkt Überlingen (Mitte) oberhalb der Altstadt mit dem zentralen Omnibusbahnhof (2021, Blick von Südwesten vom Rosenobel-Turm)

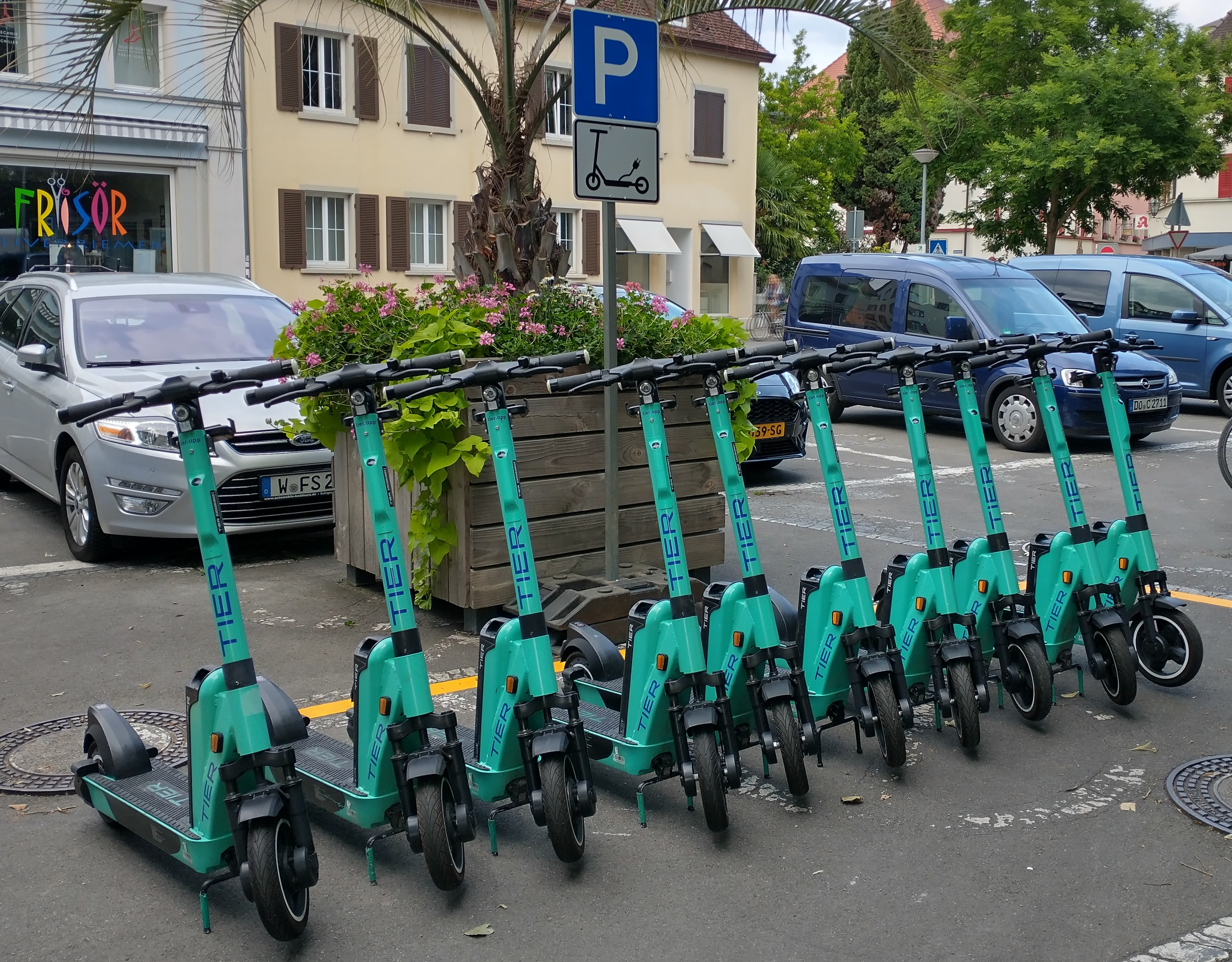
Seit Frühjahr 2022 sind TIER-E-scooter vor Ort auszuleihen (Station am Mantelhafen südlich der Altstadt)

- Der Stadtbus Überlingen erschließt mit acht Linien das Stadtgebiet. Zudem ist die Stadt ist mit mehreren Regionalbuslinien unter anderem mit Friedrichshafen verbunden und gehört dem Bodensee-Oberschwaben Verkehrsverbund (bodo) an
- Die Lage an der Bahnstrecke Stahringen–Friedrichshafen, Teilabschnitt der Bodenseegürtelbahn, mit den vier Haltestellen Überlingen Therme, Überlingen, Überlingen Ost (inaktiv) und Überlingen-Nußdorf begünstigt die wirtschaftliche Entwicklung
- Seit 2019 laufen Planungsarbeiten für den Ausbau und die Elektrifizierung der Bodenseegürtelbahn im Abschnitt Friedrichshafen-Radolfzell[47]

#### Straßenverkehr
- Überlingen liegt an der Bundesstraße 31 (Freiburg im Breisgau – Lindau) im Abschnitt zwischen Stockach und Friedrichshafen. Über diese Straße kann die Autobahn erreicht werden. Jahrelang war die zeitweise von Güterverkehr, Transitverkehr und Tagestouristenverkehr viel befahrene B 31 lediglich zweispurig. Im Juli 2019 wurde der Ausbau einer 4,5 Kilometer lange Abschnitt bei Überlingen fertiggestellt.[48]
- Der nächstgelegene Anschluss an die Bundesautobahn ist die Zufahrt Stockach der A 98, die in westlicher Richtung nach Singen (Hohentwiel) führt. Dort besteht am Autobahnkreuz Hegau Anschluss zur A 81 Stuttgart – Singen – Gottmadingen und zur Bundesstraße 33 nach Konstanz.

- Am Ostende des Bodensees gibt es bei Lindau Anschluss an die A 96 in Richtung Memmingen und im weiteren Verlauf nach München, bzw. am Autobahnkreuz Memmingen über die A 7 nach Ulm.

#### Schiffsverkehr

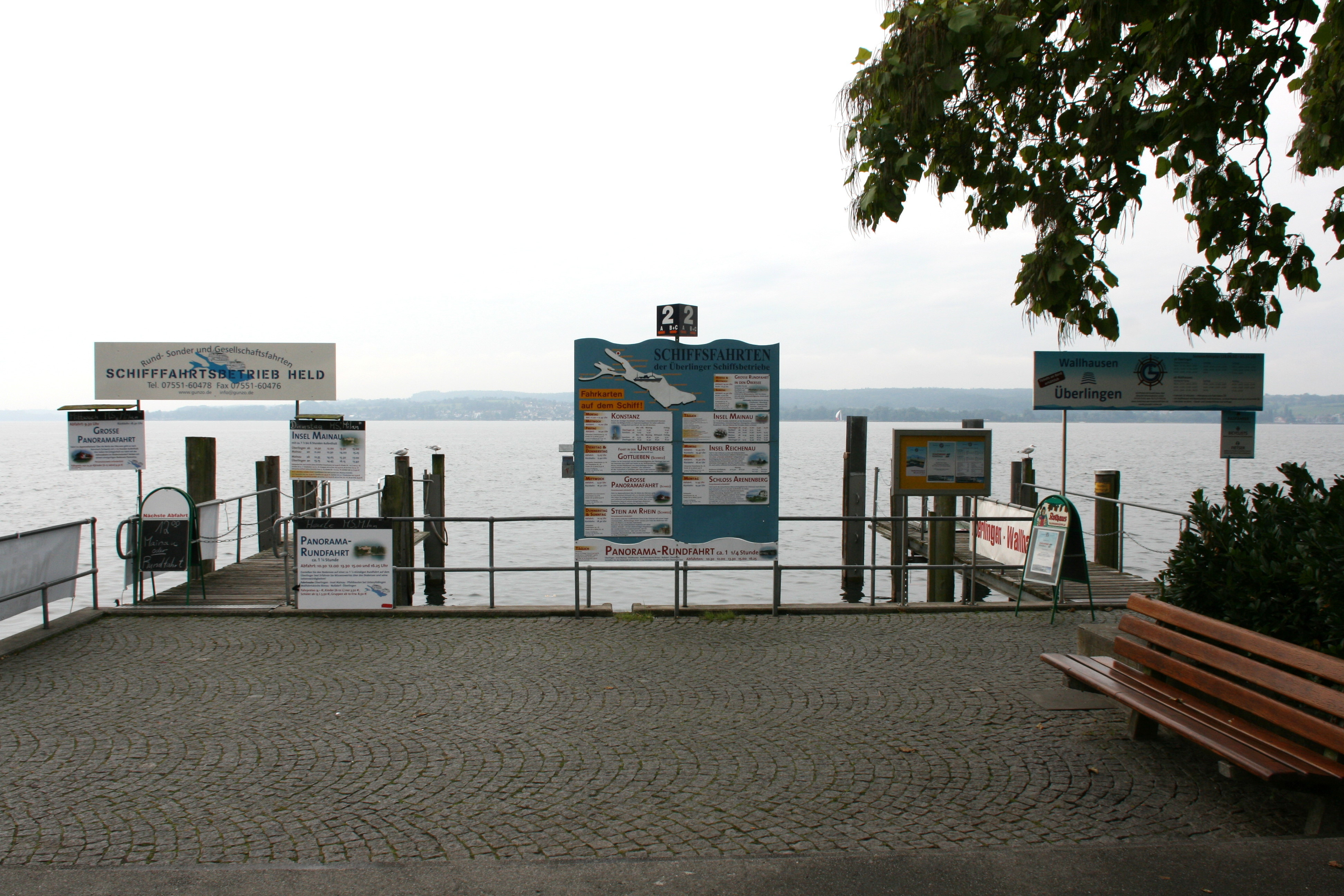
Die Anlegestelle der Überlinger Schiffsbetriebe an der Schiffslände (September 2021)

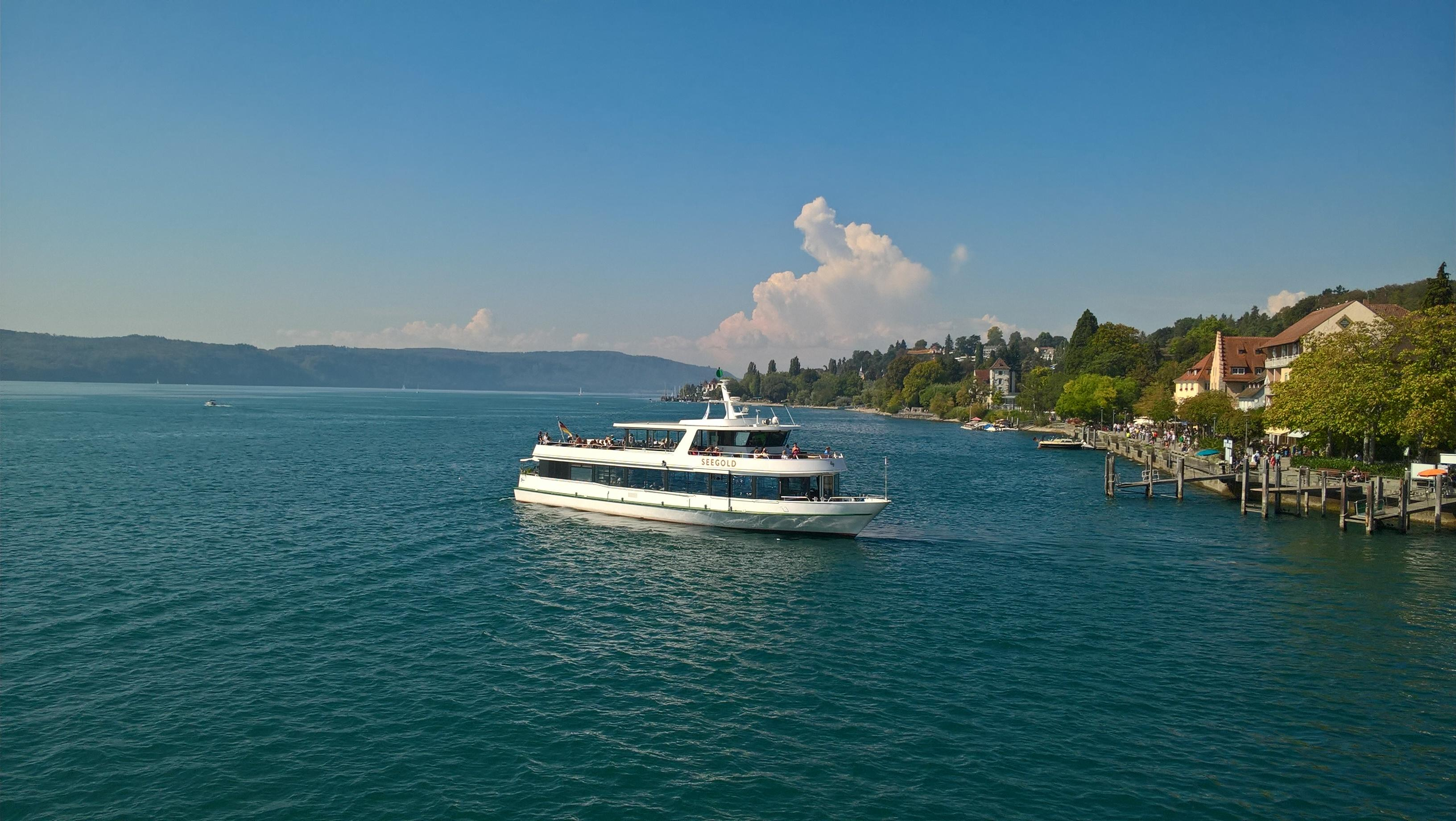
Die privatgesellschaftliche Seegold legt ab (April 2023)

- Die Bodensee-Schiffsbetriebe verbinden Überlingen im Personenverkehr mit Dingelsdorf, Unteruhldingen, Mainau Meersburg und Konstanz.
- Der Schifffahrtsbetrieb Dienis Bodensee fährt im Passagierverkehr von Überlingen über die Marienschlucht, Sipplingen und Ludwigshafen nach Bodman.
- Die Überlinger Schiffsbetriebe sind mehrere private Unternehmen, die von Überlingen ausgehende Linienfahrten vorrangig auf die Mainau sowie Ausflugs- und Rundfahrten anbieten.
- Die Personenschifffahrt Giess & Giess GmbH verkehrt als einziger Betrieb ganzjährig, auf der Strecke Überlingen – Wallhausen.

#### Radverkehr
Durch Alltagsrouten aus dem Radnetz Baden-Württemberg ist Überlingen 
- über Sipplingen und Ludwigshafen mit Stockach,
- über Owingen und Herdwangen mit Pfullendorf und
- über Unteruhldingen und Meersburg mit Friedrichshafen verbunden.

Durch Überlingen führt der Bodensee-Radweg, der als Fernradweg den Bodensee umrundet. Er ist auf der Nordseite des Sees auch ein Teil der D-Route 8 (Rhein-Route).

#### Wanderwege
- Überlingen liegt am Wanderweg Bodensee-Rundweg.
- Überlingen ist Zielort der sechsten und letzten Etappe des Jubiläumswegs Bodenseekreis. Der 111 Kilometer lange Wanderweg durch das Hinterland des Bodensees führt von Kressbronn über Neukirch, Meckenbeuren, Markdorf, Heiligenberg und Owingen nach Überlingen.
- Die Stadt ist Zwischenziel der Via Beuronensis, einem Abschnitt des Jakobswegs nach Spanien.

### Medien
Die Tageszeitung Südkurier berichtet im Lokalteil Überlingen über das Geschehen in der Stadt und ihrer Umgebung. Auch werden dort amtliche Bekanntmachungen veröffentlicht. Das kostenlose Mitteilungsblatt Hallo Ü informiert über lokale politische, kulturelle und gesellschaftliche Themen.

### Behörden und Gerichte
Überlingen verfügt über ein Amtsgericht, das zum Landgerichtsbezirk Konstanz und zum OLG-Bezirk Karlsruhe gehört. Ferner gibt es hier ein Finanzamt.

### Bildungseinrichtungen
In Überlingen gibt es ein städtisches Gymnasium, eine Realschule, eine Gemeinschaftsschule (Grund-, Hauptschule und Werkrealschule) (Wiestor-Schule), eine Förderschule (Franz-Sales-Wocheler-Schule) sowie fünf eigenständige Grundschulen (Burgberg-Schule und je eine Grundschule in den Stadtteilen Deisendorf, Hödingen, Lippertsreute und Nußdorf), ferner eine städtische Musikschule, die Volkshochschule (VHS Bodenseekreis) und die Krankenpflegeschule am HELIOS Spital Überlingen.
Träger der beiden berufsbildenden Schulen Constantin-Vanotti-Schule (Kaufmännische Schule mit Wirtschaftsgymnasium) und Marie-Curie-Schule (Technisches Gymnasium, Biotechnologische Gymnasium, Gesundheits- und Sozialwissenschaftliches Gymnasium, gewerblich-technische und soziale Berufsfach- und Berufsschule sowie Berufskollegs für Technik, BTA und Pflege) ist der Bodenseekreis.
Die Privatschulen Freie Heimschule Georgenhof, Freie Waldorfschule Überlingen, das Gymnasium Schloss Salem – Salem International College, die Heimsonderschule Brachenreuthe, die Janusz-Korczak-Schule Deisendorf und die Kaspar-Hauser-Schule für Erziehungshilfe runden das schulische Angebot Überlingens ab.
Schließlich gibt es noch verschiedene städtische, kirchliche (evangelische und römisch-katholische) und freie Kindergärten vor Ort.

### Krankenhaus

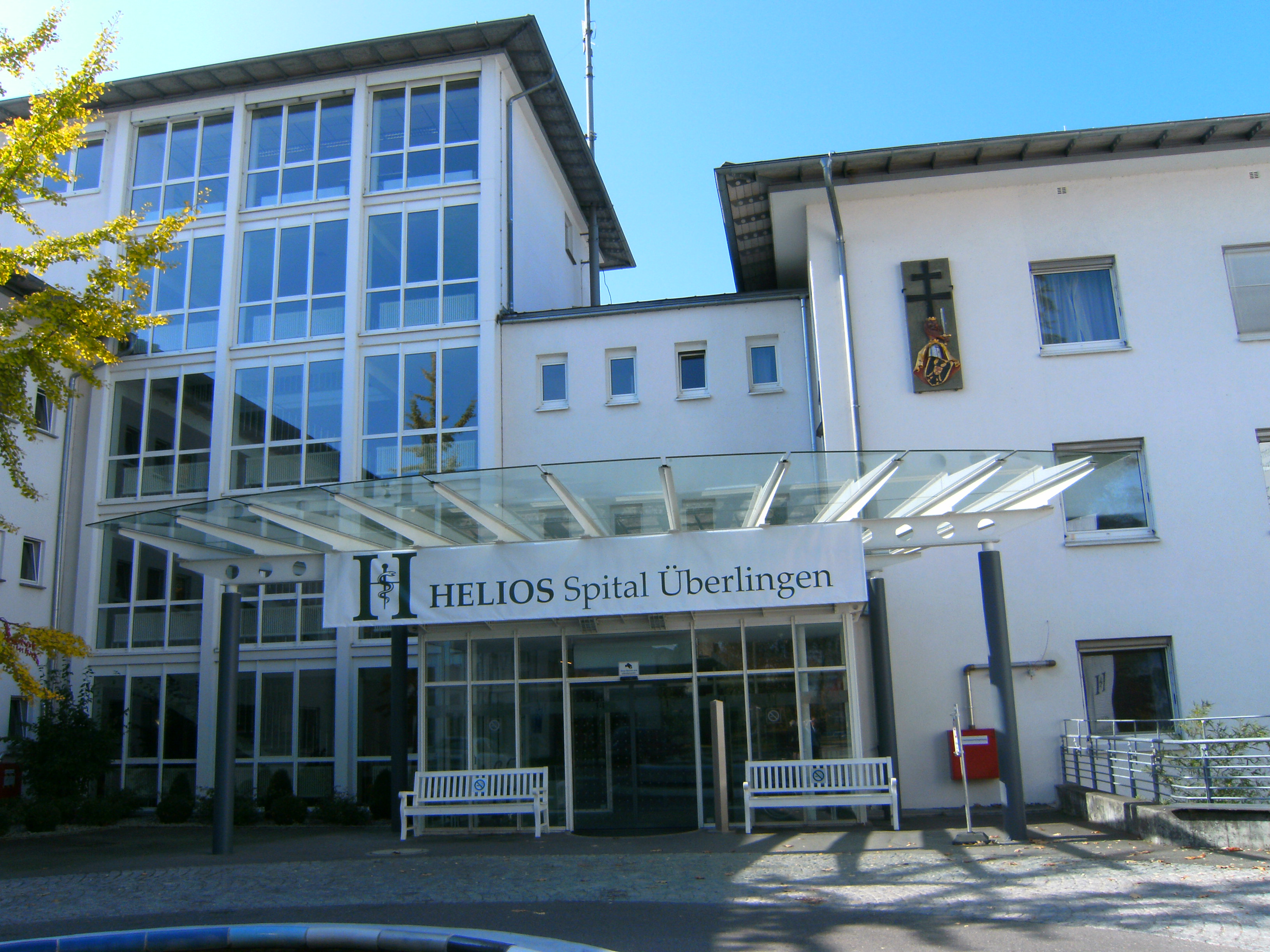
Helios Spital Überlingen, Eingang

Die Helios Kliniken führen in Überlingen das Helios Spital Überlingen. Das Helios-Spital verfügt über eine Dekompressionskammer. Hier kann der Tiefenrausch und die Dekompressionskrankheit der Taucher bei Tauchunfällen am Bodensee behandelt werden.

### Soziale Einrichtungen
Das Gemeindepsychiatrische Zentrum (GpZ) Überlingen ist Anlaufstelle für Menschen mit psychischen Beeinträchtigungen, die auf Unterstützung zur Führung eines selbstständigen Lebens angewiesen sind. Das GpZ bietet diesbezüglich Hilfestellungen an.
Der Camphill Schulengemeinschaften e. V. betreibt durch sein Projekt SKID (Sozialkulturelle Integrationsdienste) in Überlingen einen Laden mit Bistro, in dem Menschen mit Behinderung unter Anleitung arbeiten können.
Das Zeltlager Überlingen der Katholischen Kirche bietet jeden Sommer eine Ferienfreizeit für Kinder an verschiedenen Orten im Schwarzwald an.

## Kultur und Sehenswürdigkeiten

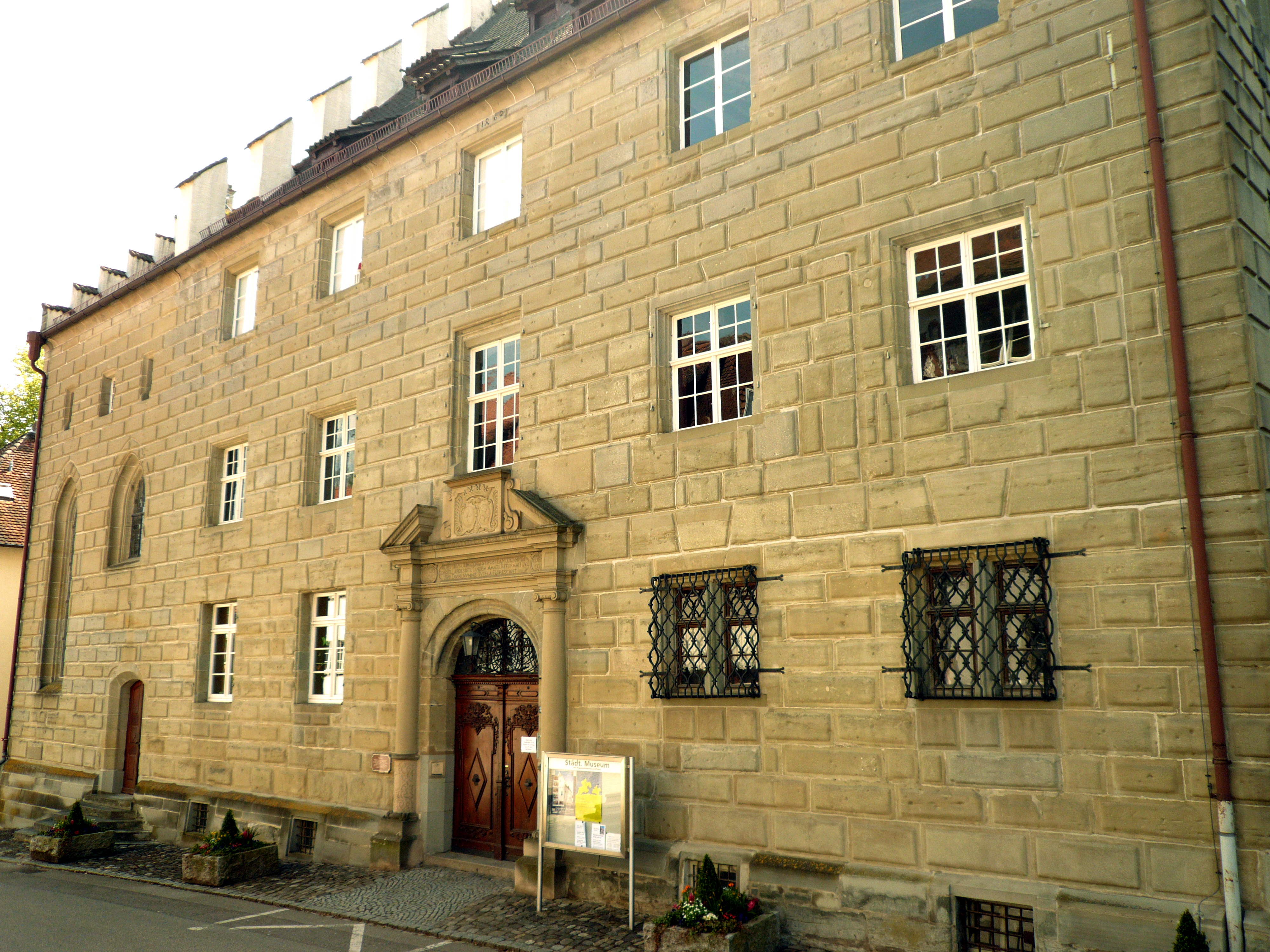
Das Reichlin-von-Meldegg-Haus beherbergt das Städtische Museum und einen Trausaal

Die Stadt ist Mitglied der Cittaslow, einer 1999 in Italien gegründeten Bewegung zur Entschleunigung und Erhöhung der Lebensqualität in Städten.

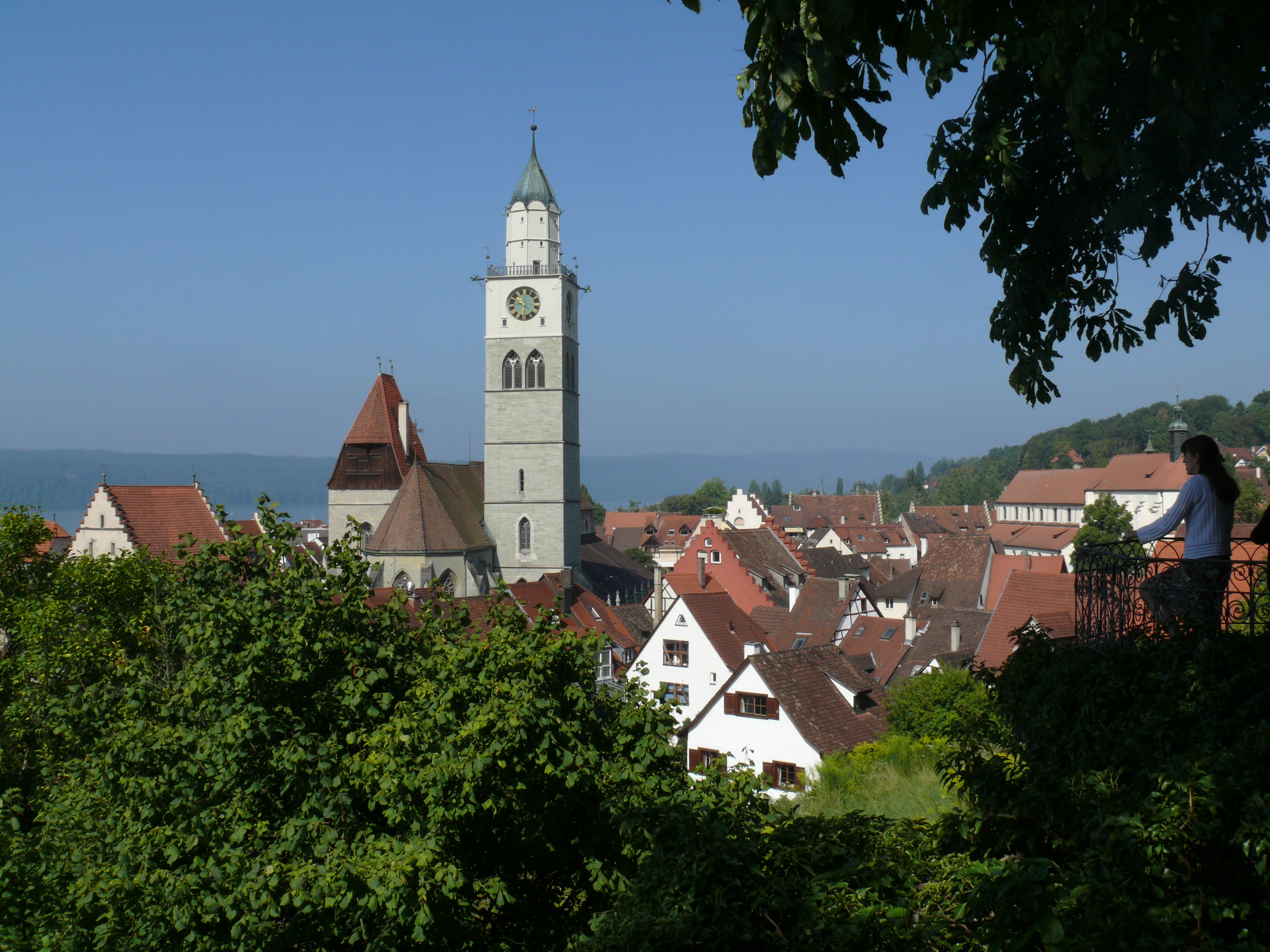
Blick vom Garten des Stadtmuseums auf die Altstadt mit dem Münster St. Nikolaus

Die ARD-Vorabendserie Sternenfänger aus dem Jahr 2002 spielte größtenteils in der Stadt.
2005 beteiligte sich Überlingen, zusammen mit seinen beiden Ortsteilen Deisendorf und Lippertsreute, am bundesweiten Wettbewerb Entente Florale Deutschland („Gemeinsam aufblühen“) und erhielt eine Goldmedaille. Ebenfalls eine Goldmedaille gewann im gleichen Jahr die Bodensee-Therme Überlingen beim internationalen Wettbewerb IOC/IAKS Award, dem weltweit einzigen Architekturpreis für Sport- und Freizeitanlagen. Die 2003 eröffnete Therme verfügt über einen Thermal- und Erlebnisbereich mit Sportbad und Rutschen sowie einen Eltern-Kind-Bereich, einen Wellnessbereich und eine Saunalandschaft. Überlingen liegt an der Schwäbischen Bäderstraße.

### Mundart
Überlingen gehört zum alemannischen Sprachraum. Herkömmlich wird Bodenseealemannisch gesprochen.

### Stadtbefestigung

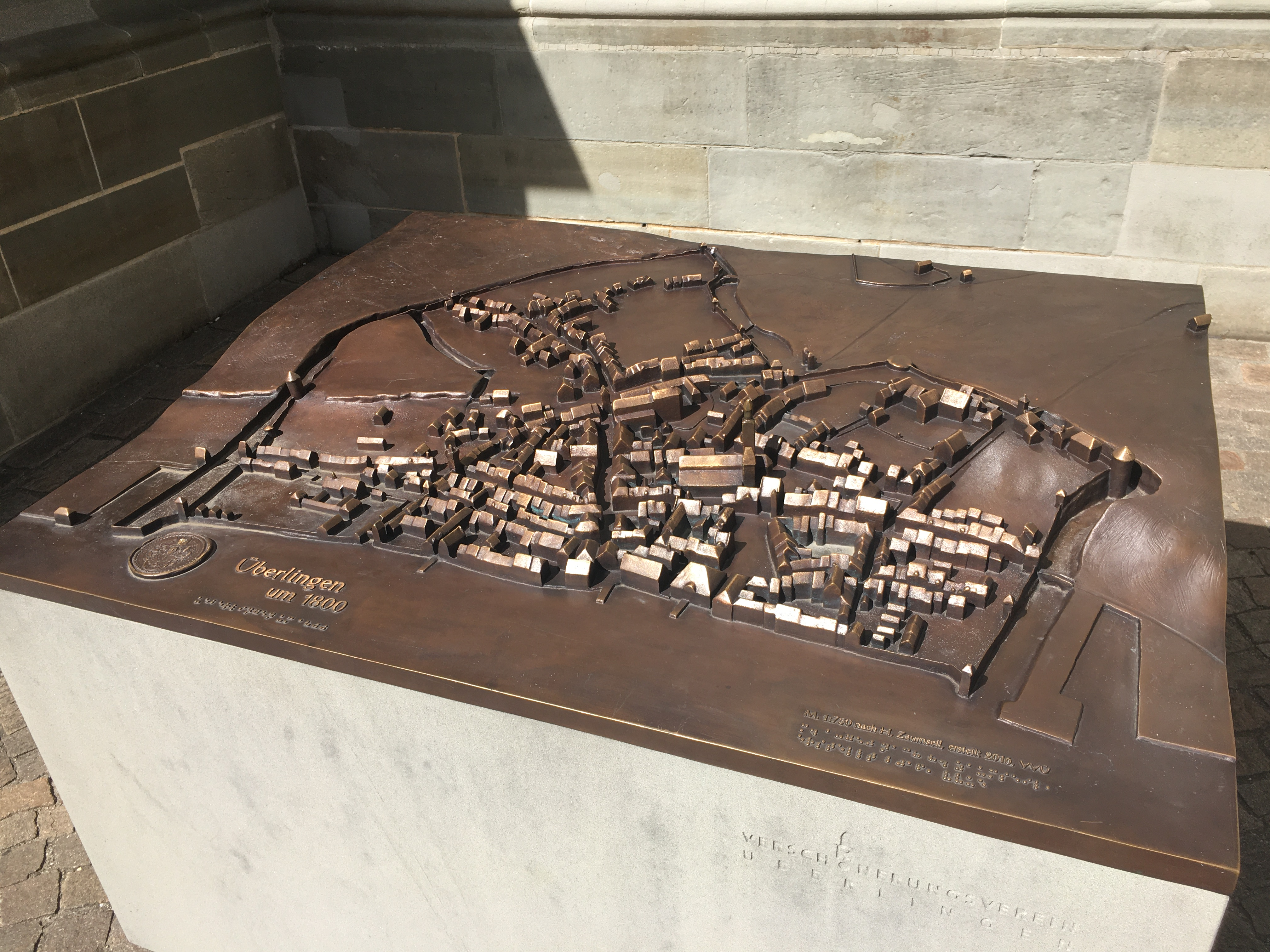
Stadtrelief der Stadt um 1800 mit den umlaufenden Stadtgräben (vor dem Münster)

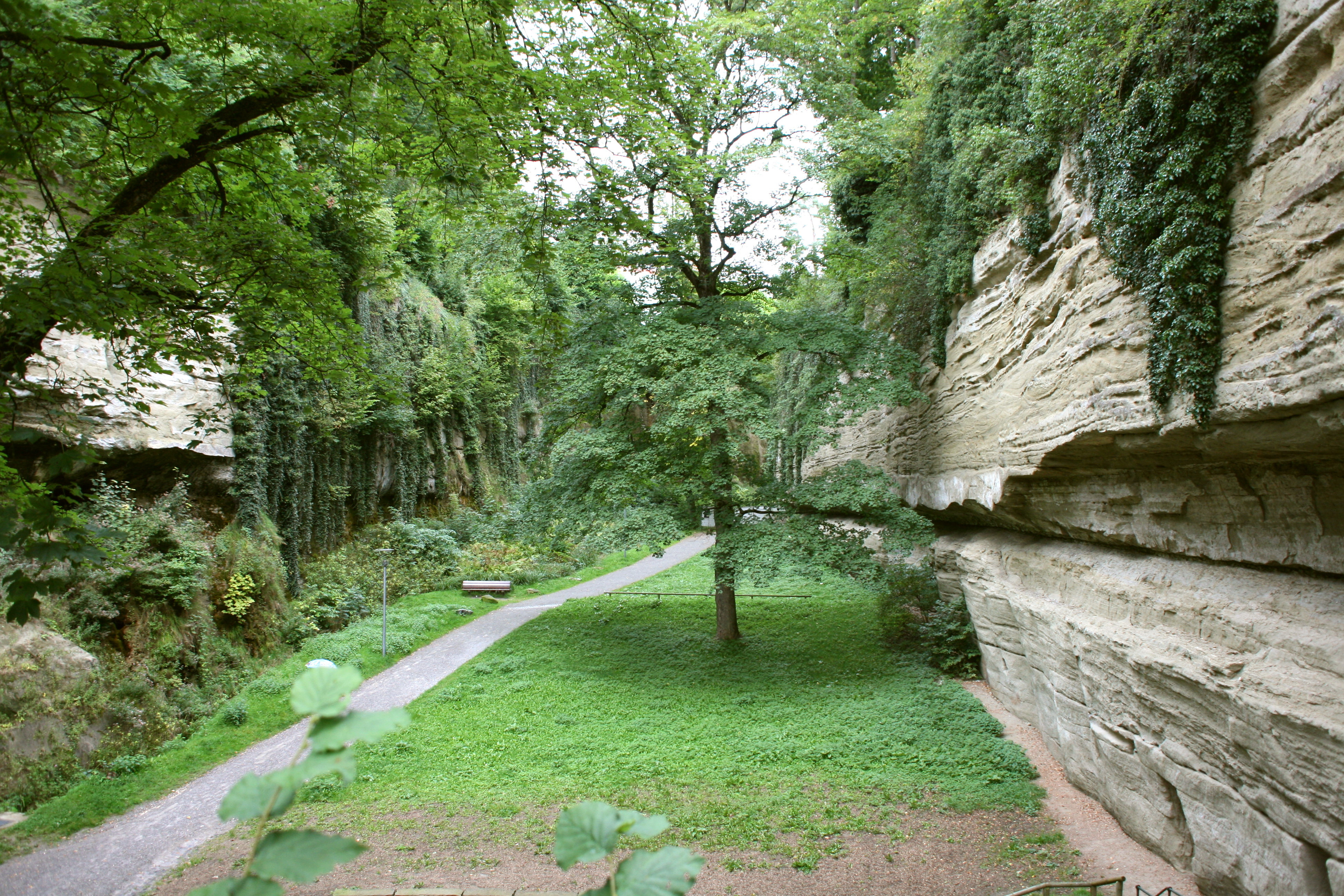
Impression der Stadtgräben Überlingen

1180 erwarb Überlingen das Stadtrecht. Um 1250 wurden Stadtgraben und Wälle durch Mauern ersetzt. Die Mauer wurde abschnittsweise von den verschiedenen Zünften verteidigt. Um 1300 umschloss ein innerer Mauerring den heutigen Altstadtkern auf der Linie Franziskanertor – Rosenobel – St. Johann. Ein äußerer Mauerring wurde 1450 begonnen und 1630 abgeschlossen. Er schützte auch die Fischerhäuser sowie die Vorstadt und das „Dorf“ und verlief auf der Linie Badturm – Aufkircher Tor – Wagsauterturm – Wiestor.
Von den ursprünglich fünfzehn Wehrtürmen bestehen heute noch:
- der Badturm (früher Dammturm, erbaut frühes 16. Jahrhundert) direkt am See als nordwestliche Ecke der Stadtmauer, derzeit als Hotelzimmer genutzt,[56]
- der Quellturm (erbaut vermutlich in der zweiten Hälfte des 16. Jahrhunderts),
- der Gallerturm (erbaut um 1500),
- der Wagsauterturm (1958 wiederaufgebaut),
- der Kesselbachturm (erbaut 1626, nachdem der erste vollständig abgerissen wurde), seit 1732 als Wohnhaus genutzt,
- der Rosenobel (1657 als Rondell erbaut, zuvor hier der Roßnauerturm) und
- der um 1520 ebenfalls als Rondell errichtete, später aufgestockte St. Johann-Turm.

Der St. Johann-Turm ist heute Vereinsheim und Probelokal des Spielmannszugs der Freiwilligen Feuerwehr Überlingen, der Gallerturm seit 1988 die Heimat der Gesellschaft der Kunstfreunde Überlingen e. V.; in den Monaten von Mai bis September ist hier jeweils am ersten Sonntag des Monats von 11:00 bis 15:00 Uhr „Tag des offenen Turms“.
Der Gallerturm diente darüber hinaus der Cotta’schen Verlagsbuchhandlung (heute Klett-Cotta) im Zweiten Weltkrieg als Schutzlager: Der Verlag hatte bereits zu Kriegsbeginn begonnen, Bestände in ein Salzbergwerk bei Bad Friedrichshall zu verbringen, ebenso nach Bad Urach und Kirchheim unter Teck. Im Juli 1943 hatte Kläre Buchmann, die Chef-Lektorin und stellvertretende Geschäftsführerin in Überlingen vorgesprochen, Cotta wolle einen Teil seiner wichtigen Buchbestände sowie die literarische Abteilung in die Stadt verlegen. Das Archiv mit seltenen Handschriften der Verlagsklassiker, die Cotta’sche Handschriftensammlung mit mehr als 25.000 Briefen und Manuskripten wurde dann mit Möbelwagen angeliefert und im Gallerturm verstaut – am 8. Oktober 1943 zerstörte ein Bombenangriff das Verlagsgebäude in Stuttgart. Auch Liselotte Jünger arbeitete hier – sie baute anschließend von 1952 bis 1962 mit der dann von der Stuttgarter Zeitung gestifteten Handschriftensammlung das Cotta-Archiv auf und verfasste eine Verlagsgeschichte und ein Bestandsarchiv. Die im Gallerturm zwischengelagerten literarischen Bestände bilden den Grundstock für das 1955 begründete Deutsche Literaturarchiv in Marbach am Neckar.
Aus der Zeit des Dreißigjährigen Kriegs sind in Überlingen Kanonenkugeln zur Erinnerung an die Belagerungszeit erhalten und als Denkmale im Münster und an einem Gebäude in der Friedhofstraße ausgestellt.
Aufgrund zu hoher Unterhaltungskosten und wegen des zunehmenden Wagenverkehrs mussten im 19. Jahrhundert sechs von sieben Stadttoren des äußeren Rings weichen (aufgezählt nach ihrem Abbruchjahr):
- Scheerentor (am östlichen Eingang der Friedhofstraße im Dorf, bereits im 18. Jahrhundert abgebrochen),
- Hell- oder Hölltor (am östlichen Eingang der Münsterstraße, äußeres 1823 abgebrochen, inneres 1837),
- Wiestor (äußeres 1828, inneres 1843),
- Grundtor (in der Fischerhäuservorstadt, 1838),
- Fahrtor (bei den Spitalgebäuden, heute Landungsplatz, 1858);
- das Obertor ist 1880 eingestürzt.

Das einzige heute noch bestehende Stadttor des äußeren Rings ist das Aufkircher Tor. Von den drei Toren des inneren Rings (Fiedlis-, Christophs-, Barfüßertor) besteht heute nur noch das 1494 fertiggestellte Franziskanertor (früher Barfüßertor).
Die um die Altstadt erhaltenen Stadtgräben verbessern das Innenstadtklima: Frische Luft vom Bodensee her gelangt über die Stadtgräben in die Straßen.

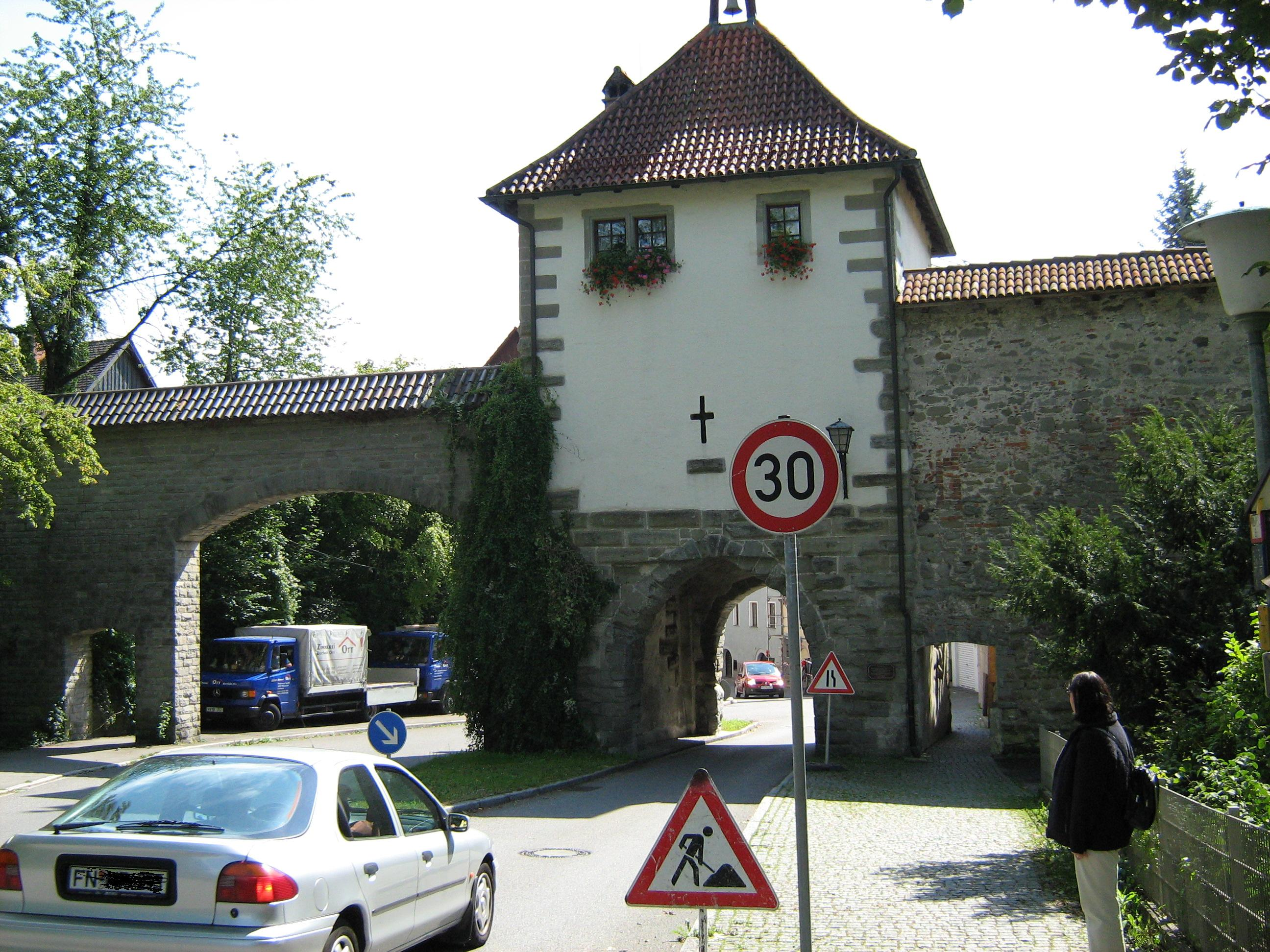
Aufkircher Stadttor (1452)
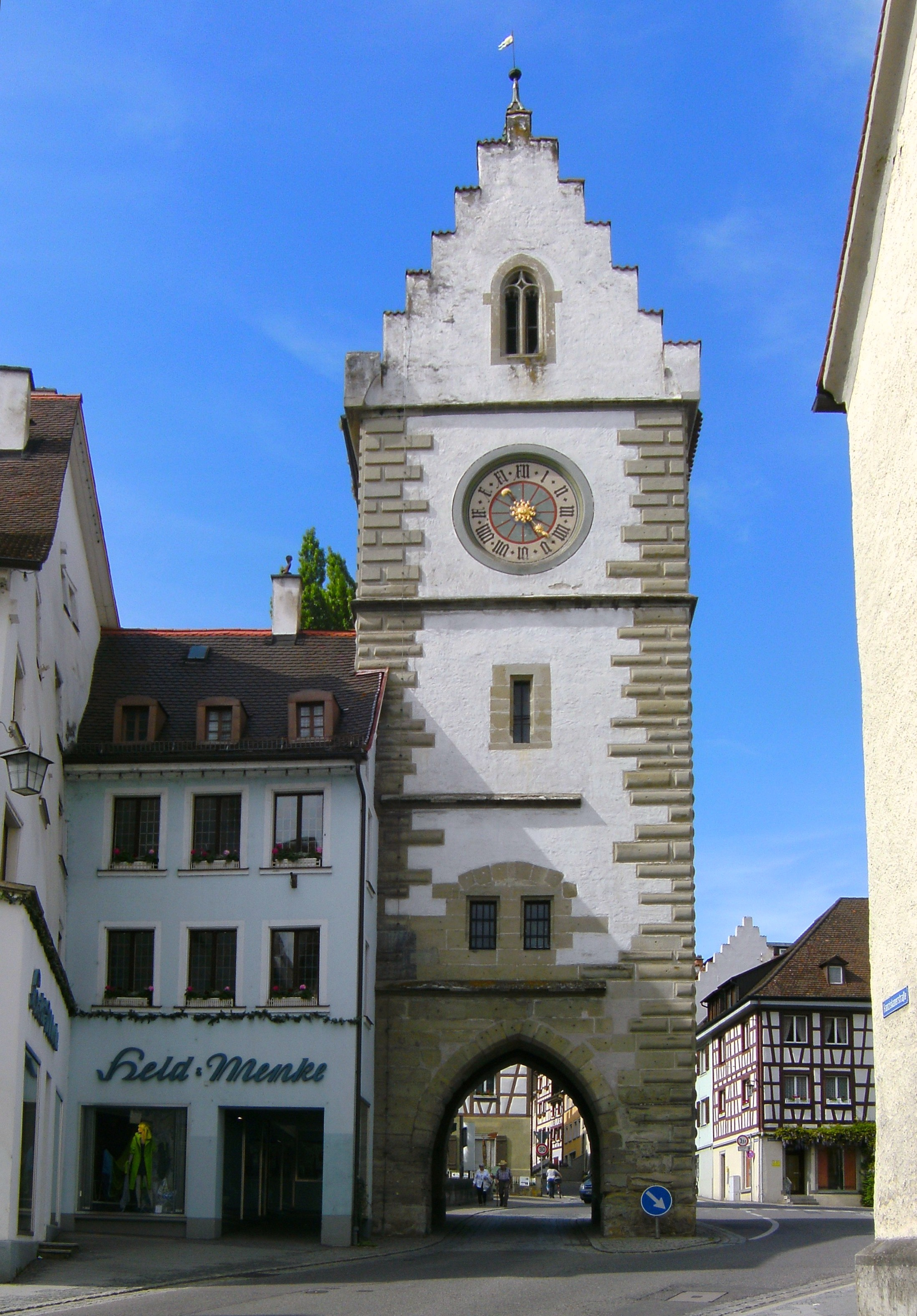
Franziskanertor (1494)
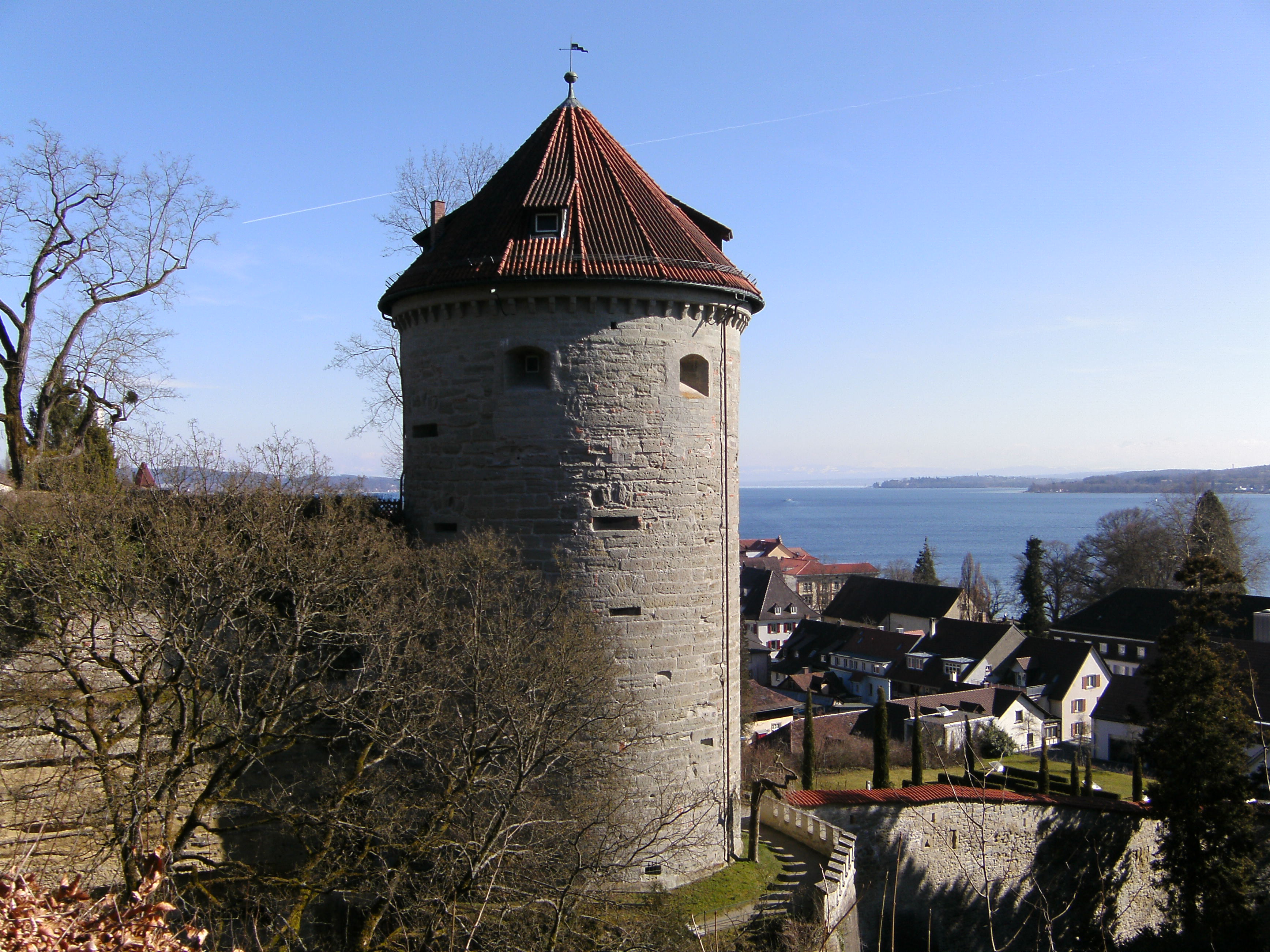
Gallerturm (um 1500) am westlichen Gallergraben
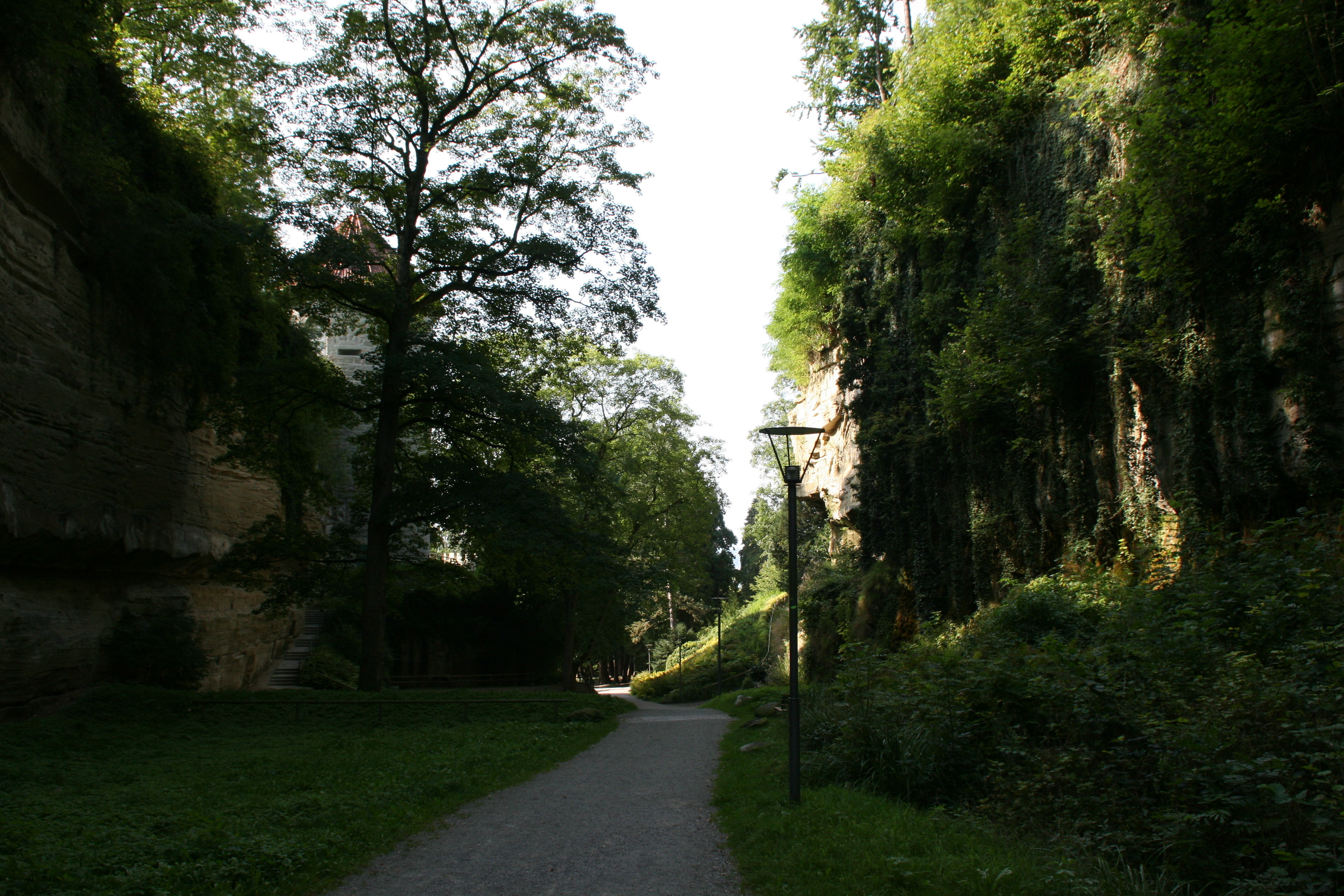
Gallergraben; Gallerturm im Hintergrund (September 2010)
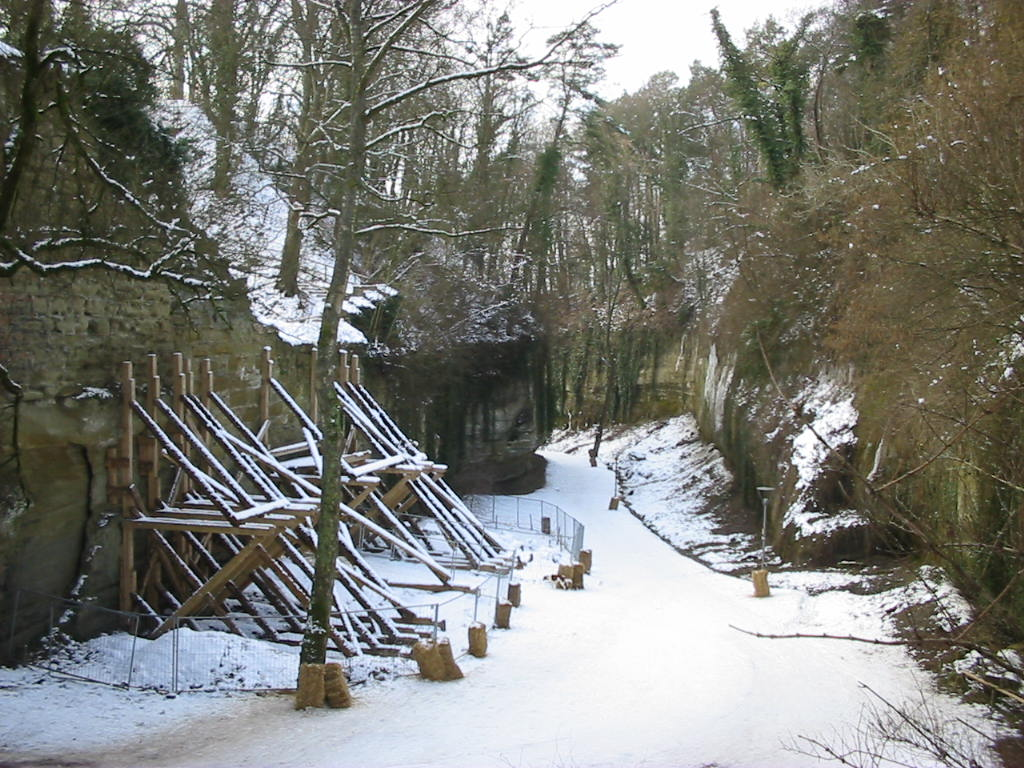
Gallergraben im Winter 2003
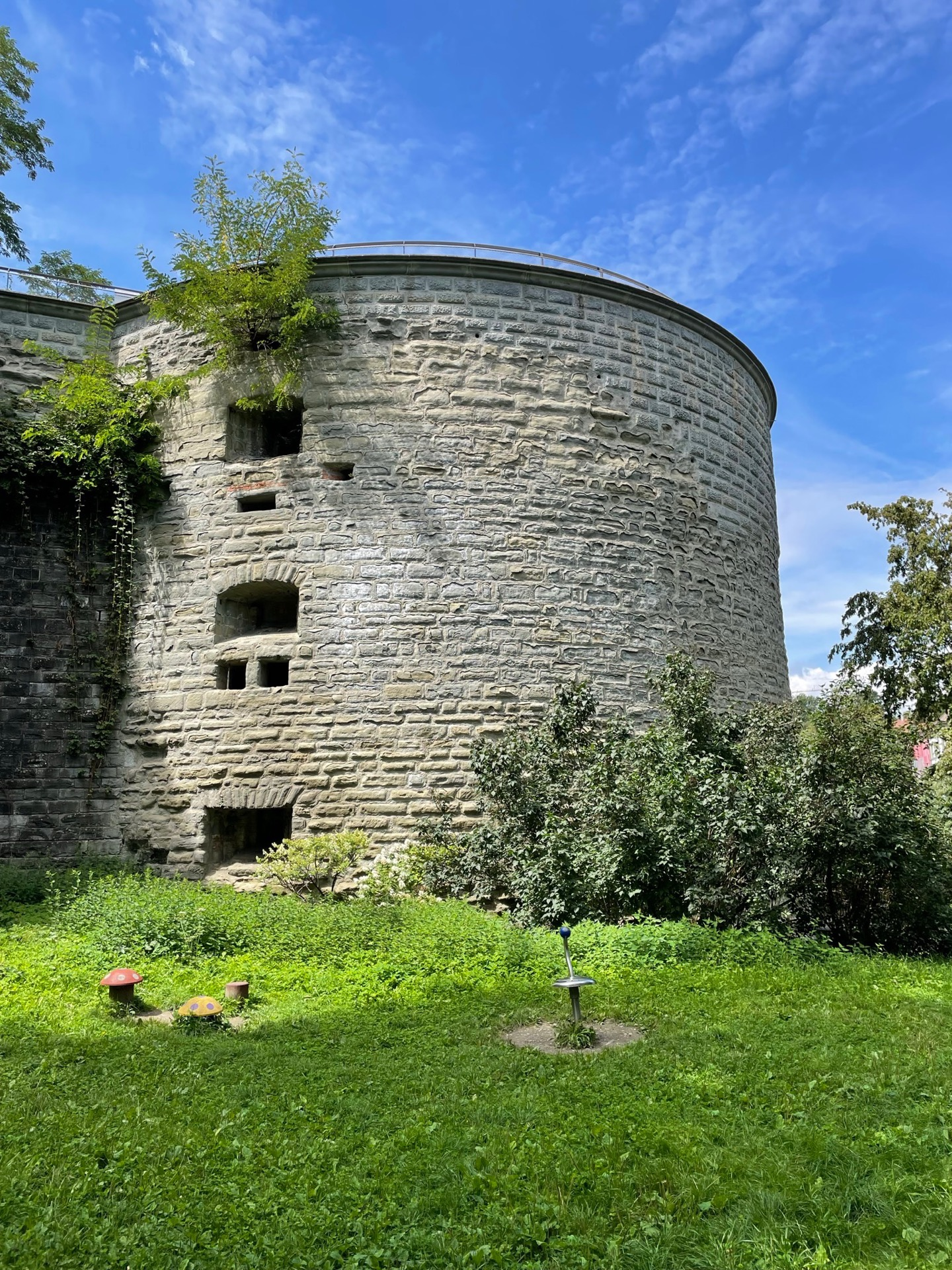
Rosenobel (1657) am nordöstlichen Eck der Stadtgräben

### Museen
Das Reichlin-von-Meldegg-Haus, eines der ältesten Renaissancegebäude Deutschlands, beherbergt heute das Städtische Museum. Das 1871 gegründete, seit 1913 an dieser Stelle untergebrachte Museum zeigt in dem zum Teil noch vollständig möblierten alten Patrizierpalast der Reichlin von Meldegg Kunst- und Alltagsgegenstände, Puppenstuben, Krippen und allgemeines Brauchtum.
An der Seepromenade befindet sich in einem ehemaligen Ballsaal aus dem 19. Jahrhundert die Städtische Galerie, die regelmäßig Sonderausstellungen präsentiert. Die an den Ballsaal grenzenden Kabinetträume der Galerie waren Teil des oben genannten spätmittelalterlichen Patrizierhauses.

### Bauwerke

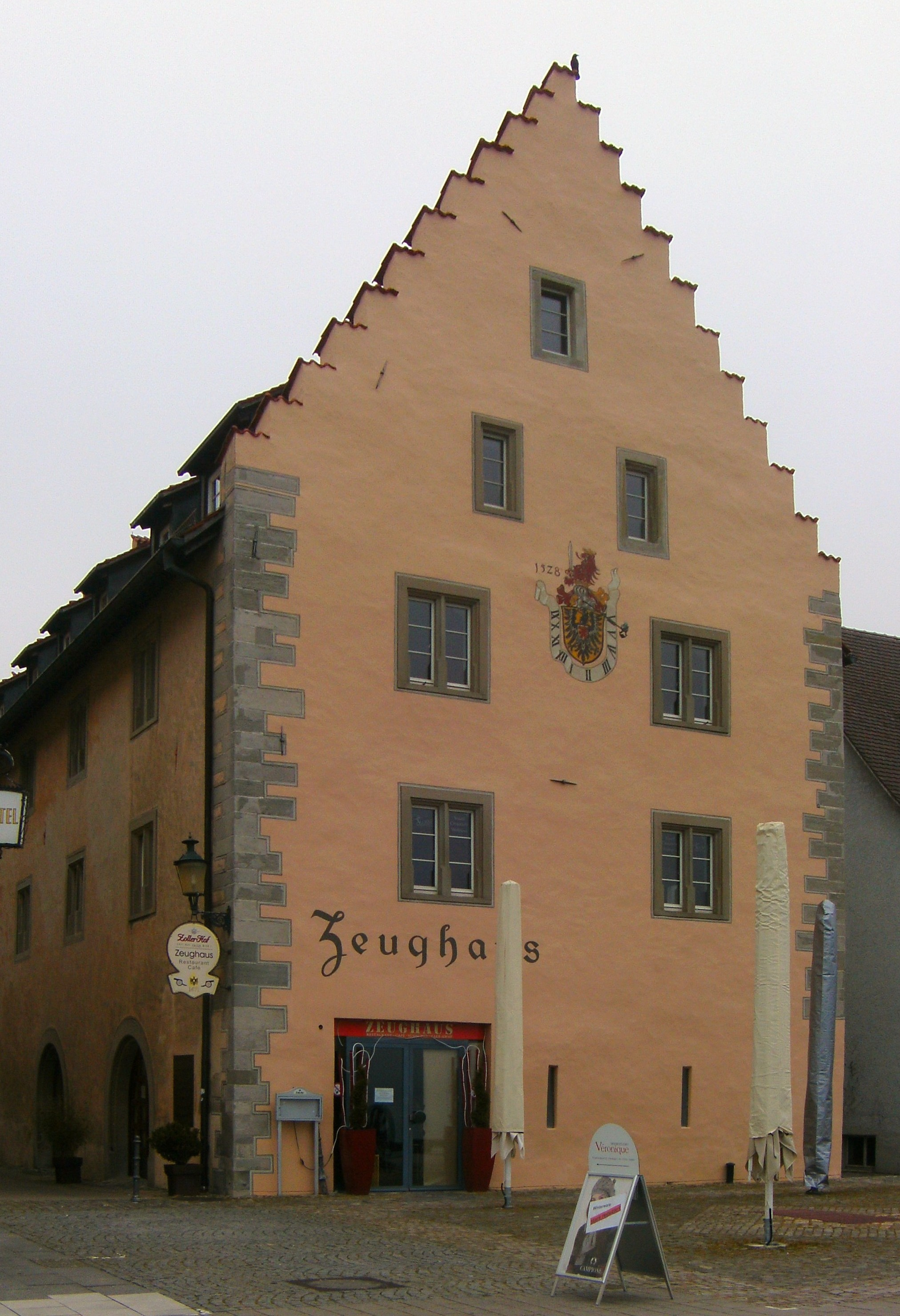
Das Zeughaus an der Seepromenade

- Wahrzeichen der Stadt ist der größte spätgotische Bau am Bodensee, das Münster St. Nikolaus. Die imposante Kirche schmückt ein monumentaler Holzaltar des Bildhauers und Schnitzers Jörg Zürn aus der Zeit der Spätrenaissance. An einem Pfeiler des Innenraums befindet sich eine Jakobs-Figur mit Wanderstab und Jakobsmuschel. An einem weiteren Pfeiler ist eine Kanonenkugel von 1634 befestigt mit der Aufschrift (Schreibweise wie im Original): „Überlingen wollte bezwingen Der Schwedisch Feldmarschall HOX … Drey Stürm hatt Er verloren, Darnach müste Er weichen, MARIA, diß ist dein Sig Zaichen“
- Die Sylvesterkapelle im Stadtteil Goldbach zählt zu den ältesten Kirchenbauten im Bodenseeraum und enthält Fresken der „Reichenauer Schule“ aus dem 9. Jahrhundert.
- Das Überlinger Rathaus stammt aus der Zeit der Renaissance und hat einen prächtigen Saal, den Holzschnitzfiguren von Jakob Russ zieren. Die Figuren stellen eindrücklich Hierarchien und Stände des Reiches (vom Kurfürsten bis zum Bauern) dar und legen damit Zeugnis ab von den Machtverhältnissen zur Zeit seiner Erstellung (1490–1494).
- Die alte Stadtkanzlei zählt zu den schönsten Renaissancegebäuden im Bodenseeraum. Als Erweiterungsbau des benachbarten Rathauses wurde die Kanzlei um das Jahr 1600 vollendet. 1613 erhielt das repräsentative Gebäude am Münsterplatz ein gefasstes Stadtwappen, das zwar die Jahreszahl 1599 trägt, aber auf die Fertigstellung des äußeren zu beziehen ist. Nachdem es sich von 1822 an in Privatbesitz befunden hatte, erwarb es 1893 die Öffentliche Hand zurück. Seit 1913 befindet sich in der alten Kanzlei das Stadtarchiv.[63]
- Das einstige Handels- und Kornhaus Greth ist seit seiner Sanierung 1998 eines der markantesten Kulturdenkmäler der Stadt. Das zwischen Landungs- und Marktplatz direkt am Seeufer gelegene klassizistische Gebäude lässt sich durch den Erlass der so genannten „Gredordnung“ bereits für das Jahr 1421 urkundlich nachweisen. Bauforscher datieren die tragenden Eichenpfeiler auf die Zeit um 1382. Fundamentreste weisen sogar auf wesentlich ältere Vorgängerbauten hin. Das heutige Erscheinungsbild der Greth geht auf einen 1788 erfolgten Umbau durch Franz Anton Bagnato zurück und weist Stilelemente der Übergangsperiode vom Barock zum Klassizismus auf. Bereits 1936/37 wurde es nach der badischen Landesbauordnung unter Schutz gestellt.[64]
- Die Franziskanerkirche von 1348 kennzeichnet ihre barocke Ausstattung.
- In der aus dem 15. Jahrhundert stammenden Pilgerkirche St. Jodokus ist auf der Südwand eine Darstellung der Legende von der „Begegnung der drei Lebenden und der drei Toten“ aus der Zeit nach 1424. Drei vornehm gekleidete Fürsten unterschiedlichen Alters treffen unerwartet auf die Gerippe ihrer Väter. In dem Spruchband über den Toten steht: „der ir da sind der waren wier, der wier sind der weret ir“.[65]

- Die Kapelle St. Michael (Aufkirch) außerhalb der Stadt wurde um das Jahr 1000 erbaut und war Überlingens erste Pfarrkirche.
- Das denkmalgeschützte Schloss Rauenstein wurde um das Jahr 1900 durch den Schweizer Privatier und Rittmeister a. D. Otto Ziesig erbaut. Im Jahr 1950 wurde das Schlossareal samt Gebäude durch den damaligen Landkreis Überlingen erworben und ging im Zuge der Kreisreform auf den Bodenseekreis über. Die Räumlichkeiten wurden seitdem für Behörden sowie den Bildungs- und Wirtschaftsbereich genutzt. Die Parkfläche mit rund 2,68 Hektar sind für die Öffentlichkeit frei zugänglich. 2015 hat die Stadt Überlingen das Schloss Rauenstein mit dem Parkareal vom Bodenseekreis käuflich erworben.
- Der Salmansweiler Hof war Pfleghof des Klosters Salem.
- Die Gunzoburg ist ein mittelalterliches Patrizierhaus in dem angeblich im Jahr 641 Herzog Gunzo residiert haben soll. Heute wird die „Burg“ als Galerie genutzt.
- Das Suso-Haus gilt als Geburtshaus des Mystikers Heinrich Seuse (Suso).
- Das Zeughaus an der Seepromenade war seit der Zerstörung des alten Zeughauses im Dreißigjährigen Krieg bis zum Ende der Reichsstadtzeit das Waffenlager der Stadt.

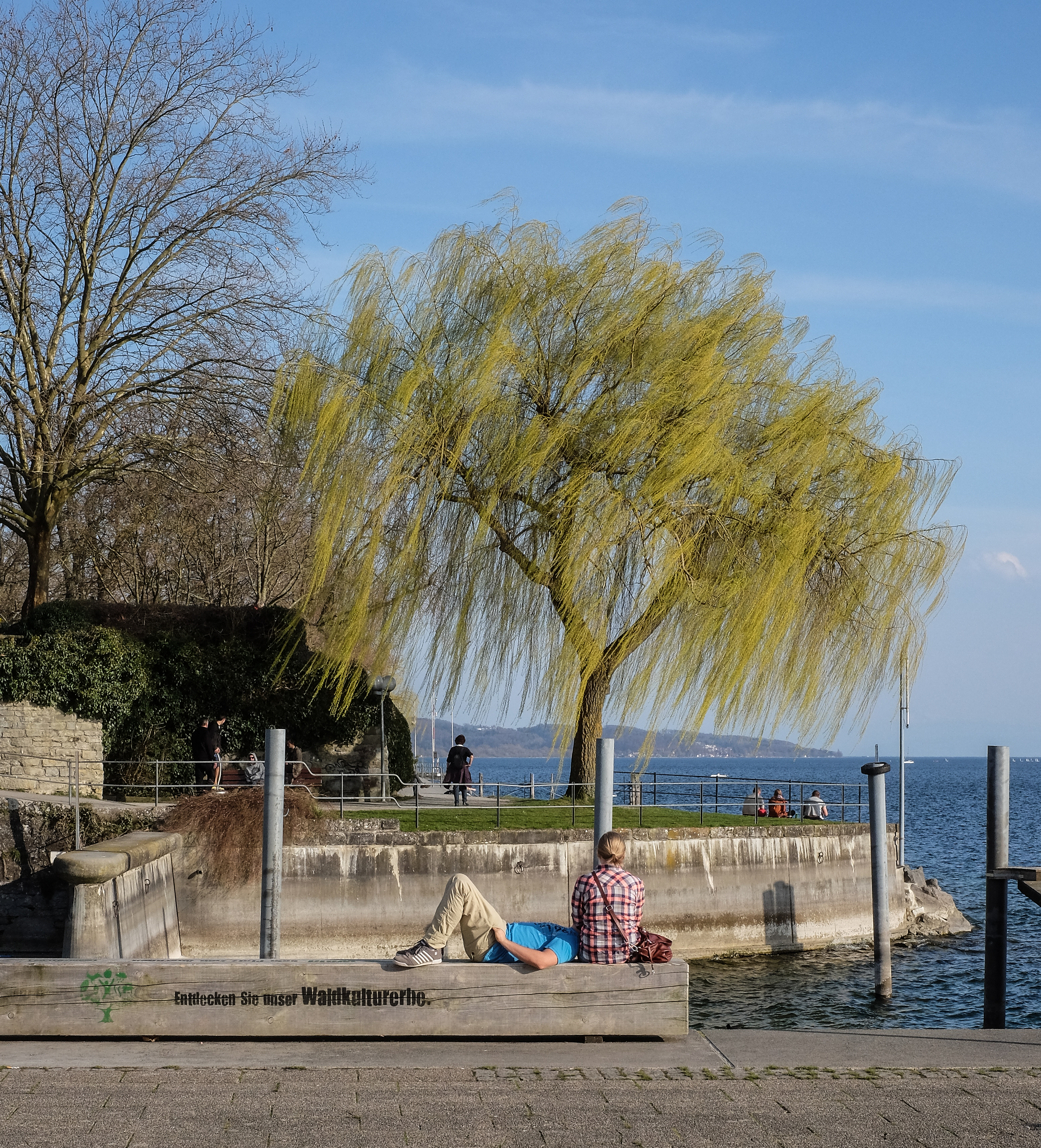
Mole südlich des Mantelhafens mit einer Weide im Frühlingskleid (März 2014)

Überlingen weist zudem die längste Uferpromenade am Bodensee aus sowie ein Thermalbad, die Bodensee-Therme. Weitere Sehenswürdigkeiten sind z. B. die Sternwarte Überlingen, der Mantelhafen oder der Goldbacher Stollen.
Im Ortsteil Goldbach befindet sich die „Obere Mühle Goldbach“: Sie wurde von der Denkmalstiftung Baden-Württemberg zum „Denkmal des Monats März 2008“ ernannt.
Im Ortsteil Lippertsreute unterhalb der Steinhöfe im Naturschutzgebiet Aachtobel ist der über 500 Jahre alte Wallfahrtsort Maria im Stein zu finden.

### Brunnen
- Der Bodenseereiter-Brunnen des früheren Töpfers und heutigen Künstlers und Bildhauers Peter Lenk bildet den Mittelpunkt des Landeplatzes zentral an der Seepromenade: Drei Frauen stellen die Tochter, die Gemahlin und die Schwiegermutter des Schöpfers dar, außerdem wird obenan hoch zu Ross Martin Walser gezeigt (Siehe auch: Seegfrörne)
- Der Bildhauer Emil Stadelhofer schuf das Kriegerdenkmal für die Gefallenen der Einigungskriege, das als Brunnendenkmal mit wasserspeienden Löwenköpfen ausgestattet und am 10. Juni 1900 anlässlich des Abgeordnetentages des Badischen Militärvereins feierlich enthüllt wurde. Es stand an derselben Stelle des heutigen Bodenseereiter-Brunnens auf dem Landungsplatz, bis es 1934 abgerissen wurde.
- Der Marienbrunnen an der Ecke Krummeberg-/Obertorstraße wurde neu errichtet anlässlich der 300-Jahr-Feier der erfolgreichen Schwedenabwehr von 1634
- Der „Hänselebrunnen“ von 1934 steht in der Aufkircher Straße: Er ist dem „Hänsele“ gewidmet, der Hauptfigur der Überlinger Fasnet
- Der Kaiserbrunnen (Karl V.) an der Hofstatt/Münsterstraße wurde 1553 errichtet und erinnert an das 1528 „gebesserte“ Wappen. Heute steht eine Kopie von 1983 auf dem Platz
- Der Suso-Brunnen auf der Hofstatt wurde 1928 zu Ehren des Mystikers und Theologen Heinrich Seuse (bzw. Suso) auf dem Platz eines alten Brunnens errichtet
- Der Neustadtbrunnen von 1847 an der Aufkircherstraße wurde 2007 durch den Verschönerungsverein Überlingen völlig rekonstruiert und das Umfeld neu gestaltet. Der Brunnen ist ein eingetragenes Kulturdenkmal und stellt heute an ähnlicher Stelle die Fortschreibung eines wichtigen Teils der Überlinger Wasserversorgung dar, da die Anlage in spätmittelalterlicher Zeit als Unterer Kehlhoferbrunnen bereits im Stadtstich Merians, damals noch mitten in der Aufkircherstraße, zu sehen war
- In den 1950er Jahren wurden zwei Brunnen in der Altstadt, der Fischer- und der Knabe mit Tschake-Brunnen von dem in Überlingen lebenden Bildhauer Werner Gürtner neu gestaltet
- Der Olberbrunnen von 1842 wurde im Zuge der Sanierung der Spitalgasse 2011 auf den neugestalteten Standort wiederaufgestellt[66][67] und 2021 mit der Figur eines Schwertletänzers ergänzt[68]

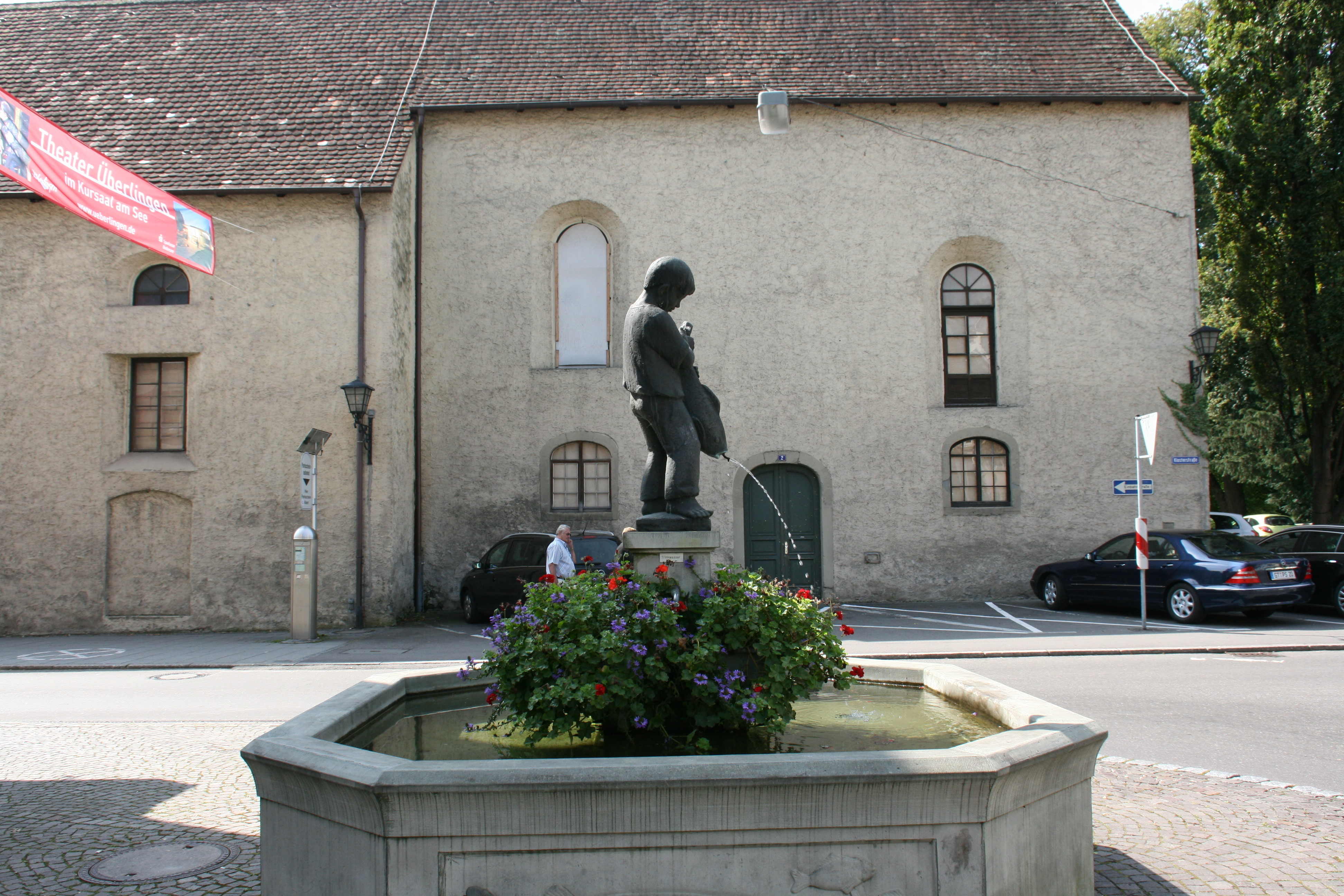
Brunnen mit einem Fischerbub Gabelung Christoph-/Klosterstraße (vor der Kapuzinerkirche, September 2010)
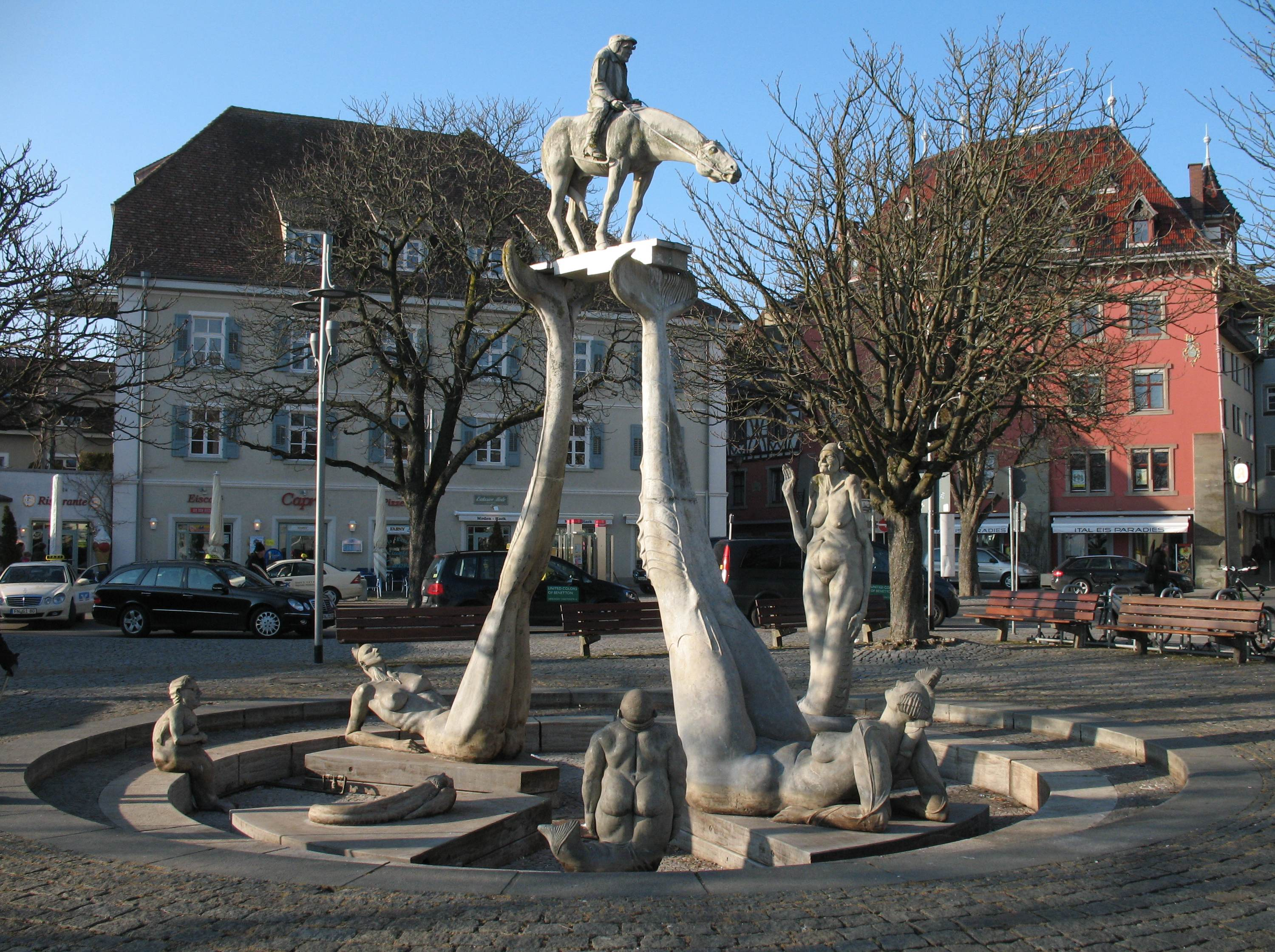
Bodenseereiter von Peter Lenk an der Schiffslände (Obenan Martin Walser auf einem Gaul, Februar 2012)
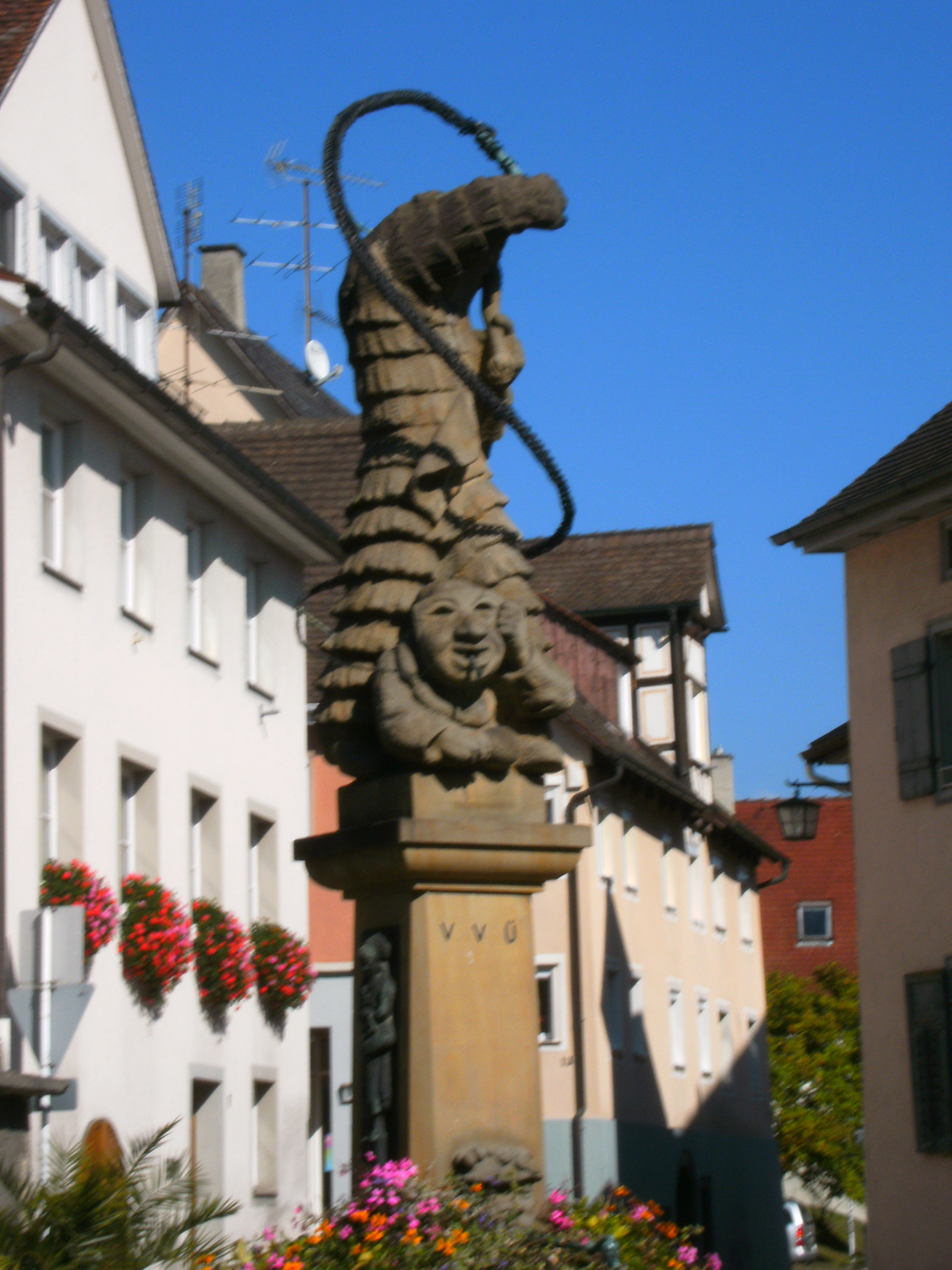
Hänsele- brunnen (Oktober 2015)

### Natur und Erholung

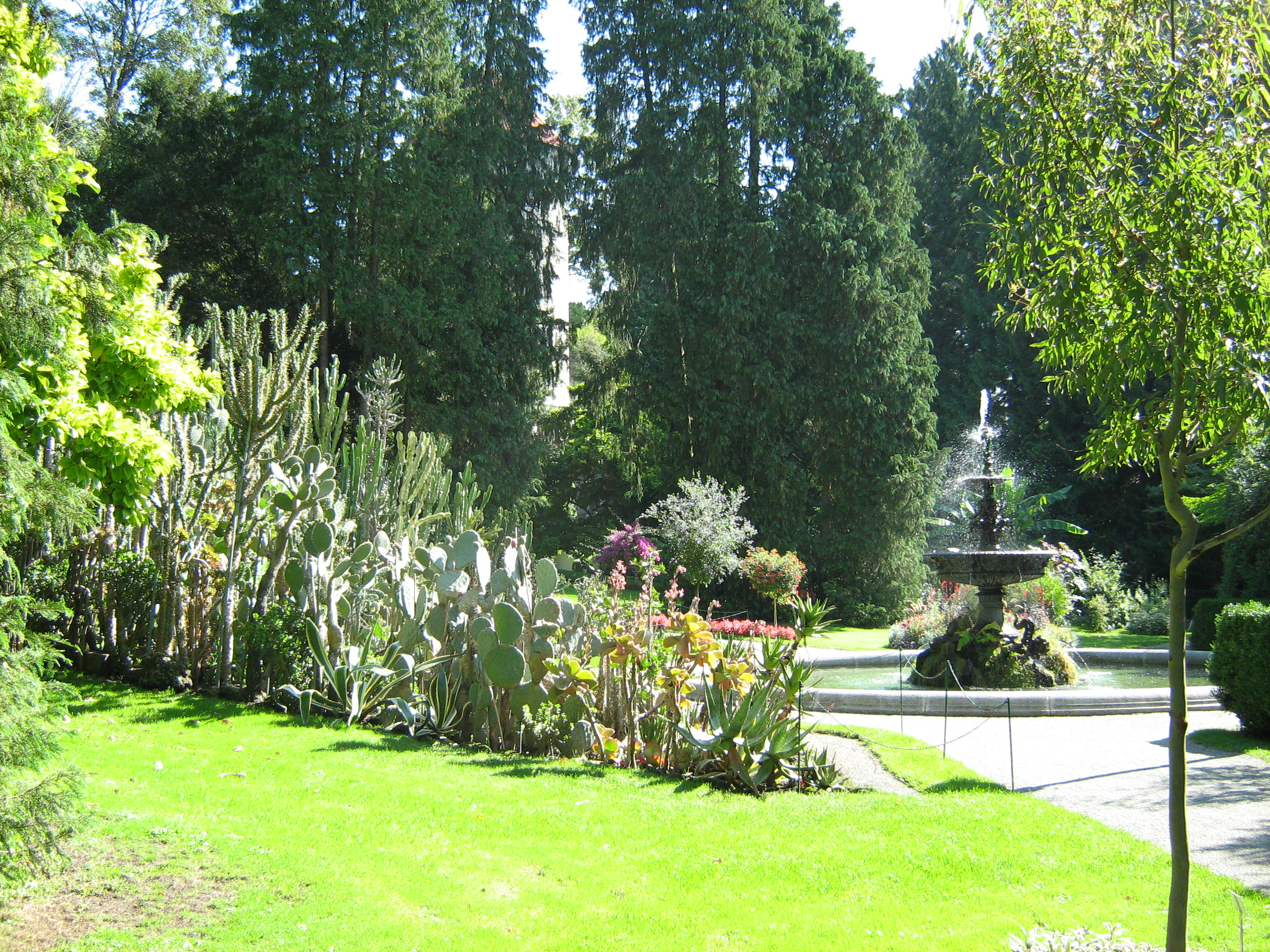
Überlinger Stadtgarten (2007)

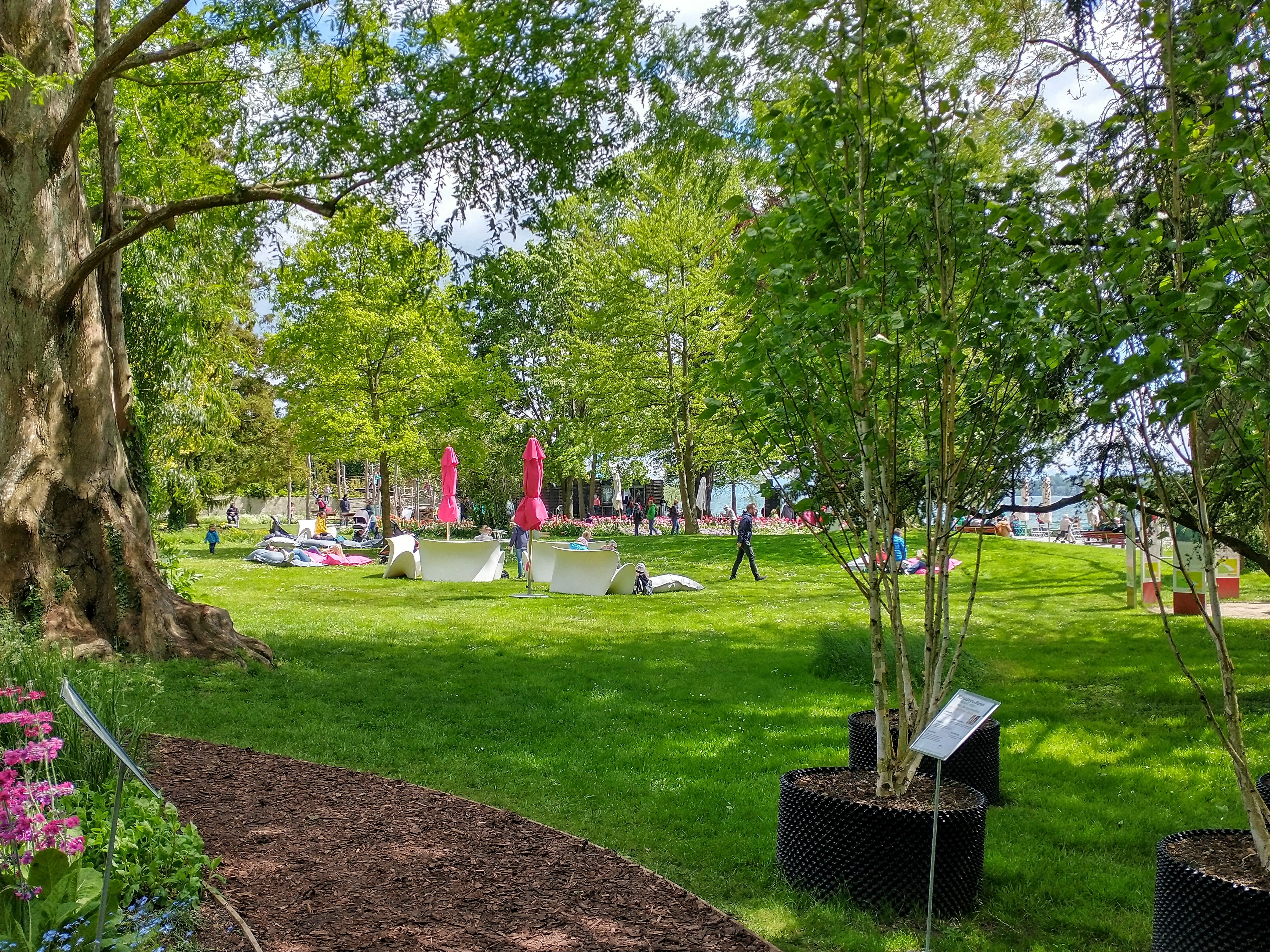
Villengärten als „Liegewiese“ während der Landesgartenschau im Mai 2021

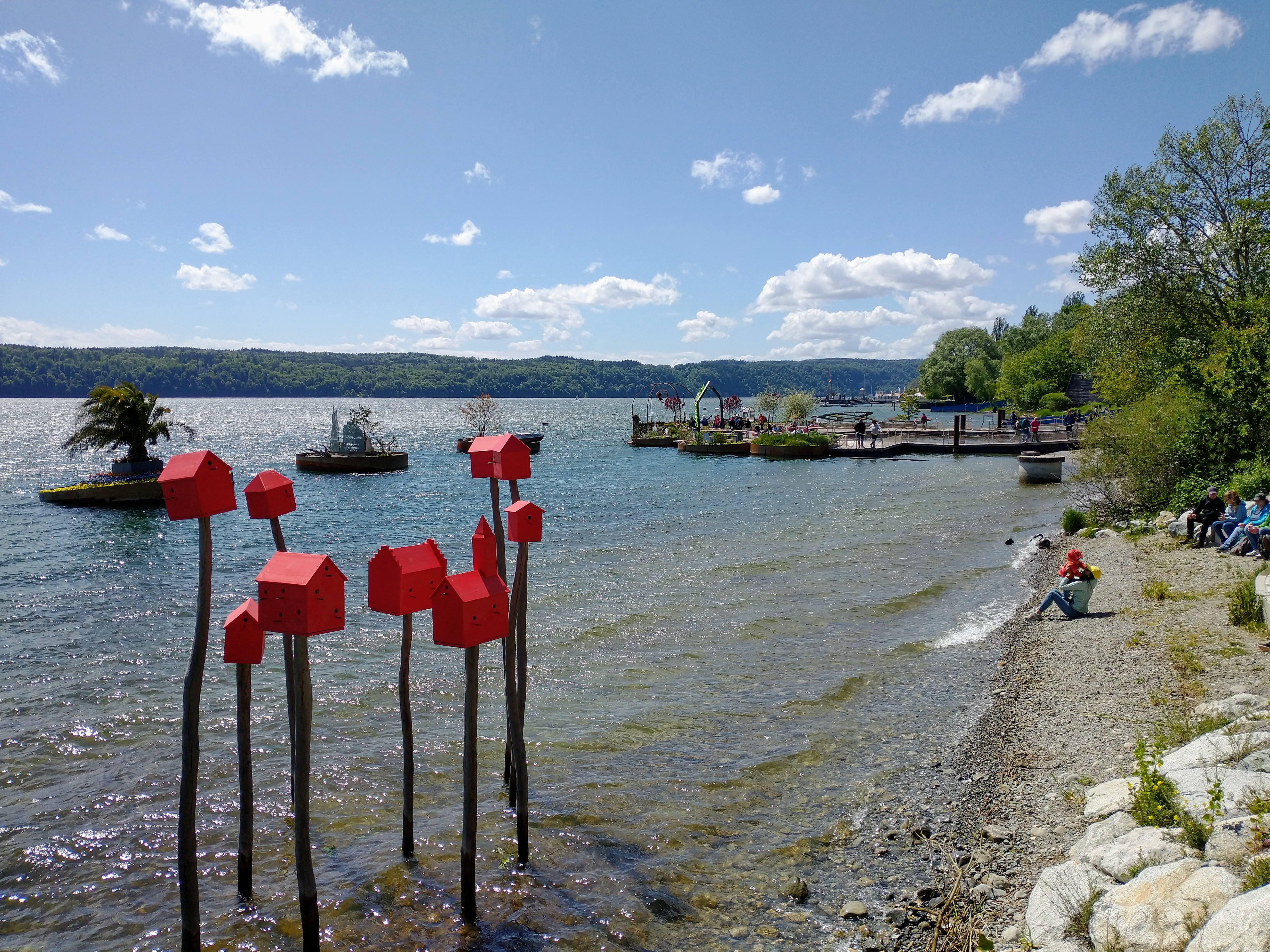
Während der LGS waren vor den Villengärten die Wassergärten installiert

Der Stadtgarten mit seinem alten Baumbestand, exotischen Pflanzen, Kakteen und einem Rosengarten beherbergt auch ein Hirschgehege. Im Stadtteil Bambergen befindet sich der Haustierhof Reutemühle mit einem öffentlich zugänglichen Tierpark.
Die Villengärten zwischen Therme und Gondelhafen glänzen mit Kakteenhaus und altem Baumbestand – einen solchen weist auch der Badgarten weiter südlich an der Uferpromenade auf.
Bei Überlingen-Bonndorf ergibt sich von der Höhe des Haldenhofs aus ein Blick auf den Überlinger See.

### Naturdenkmäler
- Birnbaum mit einem Brusthöhenumfang von 4,18 m (2013).[70]

### Weinanbau
Vom 13. bis zum 16. Jahrhundert erlebte Überlingen einen wirtschaftlichen Aufschwung, der auch auf den intensiven Weinbau zurückgeführt werden kann. Wein war das hauptsächliche Tauschmittel für andere Wirtschaftsgüter. Heute gibt es im Stadtgebiet nur noch ein einziges Weingut im Überlinger Felsengarten mit einer Anbaufläche von 25 Hektar. Folgende Rebsorten werden angebaut: Müller-Thurgau, Grauer Burgunder (Ruländer), Riesling, Weißer Burgunder, Chardonnay, Traminer, Gewürztraminer sowie auch Blauer Spätburgunder und Cabernet-Mitos.

### Veranstaltungen

#### Kultur
Seit 1954 wird in Überlingen in der Regel alle zwei Jahre der Bodensee-Literaturpreis vergeben. Im Preisgericht sitzen Professoren aus Deutschland, Österreich und der Schweiz.
1956 fand in Überlingen auf Einladung des Bodensee-Clubs der Zweite Internationale Deutschsprachige Schriftstellerkongress statt, der durch eine öffentlich ausgetragene Kontroverse zwischen Hermann Kesten und Ludwig Friedrich Barthel Schlagzeilen machte.
Von 2005 bis 2011 fand das vom Wahlüberlinger Barden und Liedermacher Jens Eloas Lachenmayr initiierte „Fest der Bäume“ im Überlinger Stadtgarten statt, ein Liedermacher-Festival, das 2008 vom Fernsehsender ARTE aufgezeichnet wurde. Die Überlinger Band „Die Neuen Barden“ (gegründet von Jens Eloas Lachenmayr und Frank Waldvogel) spielte dort jeweils als Hauptact. Seit 2012 ist das „Fest der Bäume“ ein Wanderfestival und spielt jedes Jahr in einer anderen Stadt.
In der ehemaligen Kapuzinerkirche findet alljährlich das „Sommertheater“ mit verschiedenen Aufführungen des Stadttheaters Konstanz statt. Zur Landesgartenschau Überlingen 2021 wurden hier zwischen April und Oktober des Jahres praktisch wöchentlich abwechselnd Blumenschauen des Fachverbands Deutscher Floristen gegeben.
Alle zwei Jahre im April wird die Veranstaltungsreihe WortMenue durchgeführt; im Suso-Haus finden in Erinnerung an den mittelalterlichen Mystiker Heinrich Seuse in freier Trägerschaft regelmäßig Lesungen, Konzerte und Vorträge statt.

#### Landesgartenschau Baden-Württemberg Überlingen 2021

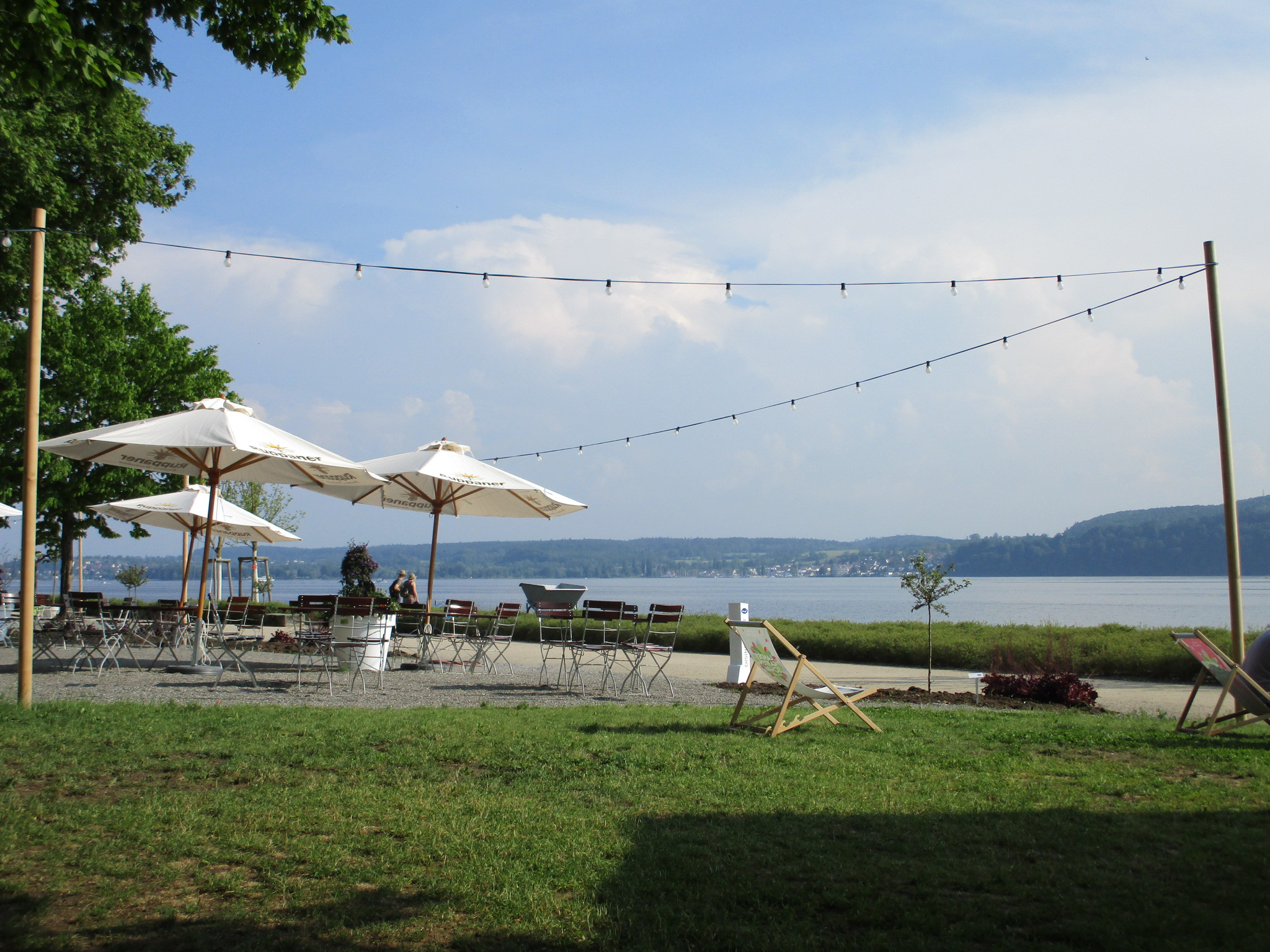
Landesgartenschau Überlingen 2021: Blick von der Außengastronomie im „Uferpark“ am „Landkreispavillon“ Richtung Südost; vor dem Ufer das „Lesezeichen“ zum Goldbacher Stollen, im Hintergrund der Bodanrück mit Dingelsdorf (Juni 2021)

Die aufgrund der Corona-Pandemie von 2020 auf 2021 verschobene Landesgartenschau Überlingen war vom 30. April bis zum 17. Oktober des Jahres geöffnet; sie war die erste Landesgartenschau am Bodensee.

#### Sport
- Seit 2008 findet Ende August ein Weltranglisten-Tennisturnier der oberen (bis 2019: untersten) Futures-Kategorie statt, das die beiden Tennisclubs TC Überlingen und TC Altbirnau gemeinsam veranstalten.
- Der seit 1973 fast ununterbrochen vom Windsurfclub Überlingen veranstaltete Überlinger Windsurf-Cup ist eine der ältesten regelmäßig stattfindende Windsurf-Regatten in Deutschland.
- Von 2005 bis 2012 fand jeweils im Juli/August das Finale des Deutschen Bouldercups statt, in dessen Rahmen es seit 2008 auch eine Station des Deutschen Speedcups war.
- Seit 1970 findet jährlich am 6. Januar traditionell das Internationale Dreikönigstauchen der Tauchgruppe Überlingen statt

#### Tradition

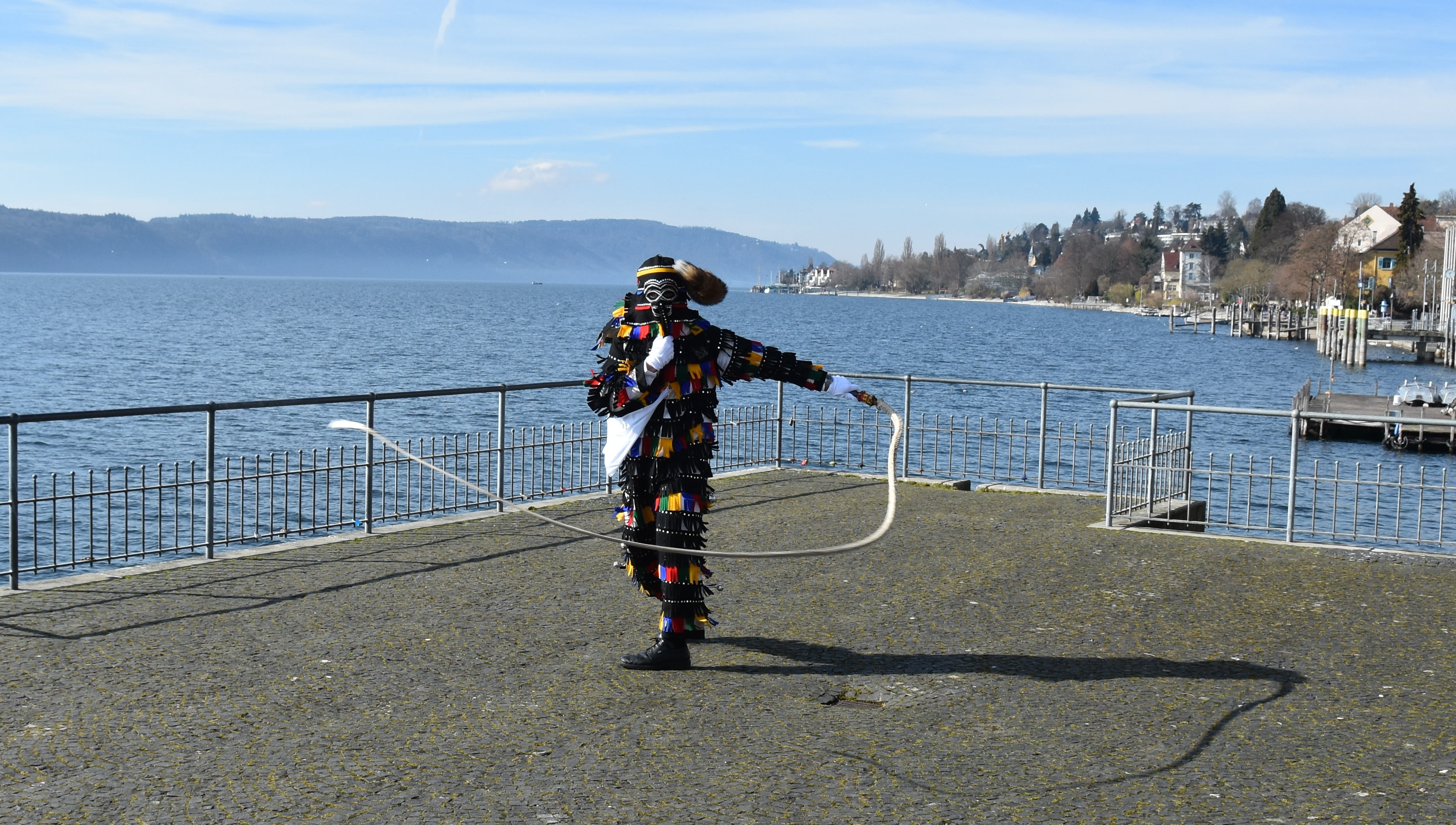
Der Überlinger Hänsele

Überlingen ist eine Hochburg der traditionellen schwäbisch-alemannischen Fasnet. Zusammen mit den Zünften aus Rottweil, Elzach und Oberndorf bildet die Narrenzunft Überlingen den Viererbund. Das Häs (die Fastnachtstracht), der „Überlinger Hänsele“, wird bereits in einem Ratsprotokoll des Jahres 1430 erwähnt.
Zum Gedenken an die erfolgreiche Abwehr der Schweden im Dreißigjährigen Krieg, die am 11. Juli 1632 die Stadt angriffen und vom 23. April bis 16. Mai 1634 belagerten, finden nach einem Gelöbnis der Bürgerschaft von Überlingen von 1634 zwei Mal im Jahr jeweils am zweiten Sonntag im Mai (Muttertag) und im Juli ein Gottesdienst und eine Schwedenprozession statt. Auf dem Prozessionsweg wird die „Schwedenmadonna“ von Pfadfindern auf Schultern getragen. An der Prozession zu fünf Altären nehmen auch die Stadtkapelle, die Schwerttanzkompanie, die Jugendkantorei, Ministranten, Pfadfinder und etwa 100 Trachtenträgerinnen teil. Im Anschluss an die Zweite Schwedenprozession wird der so genannte „Schwertletanz“ auf der Hofstatt und vor dem Archiv durch die Schwerttanzkompanie aufgeführt.

### Spaziergänge am See

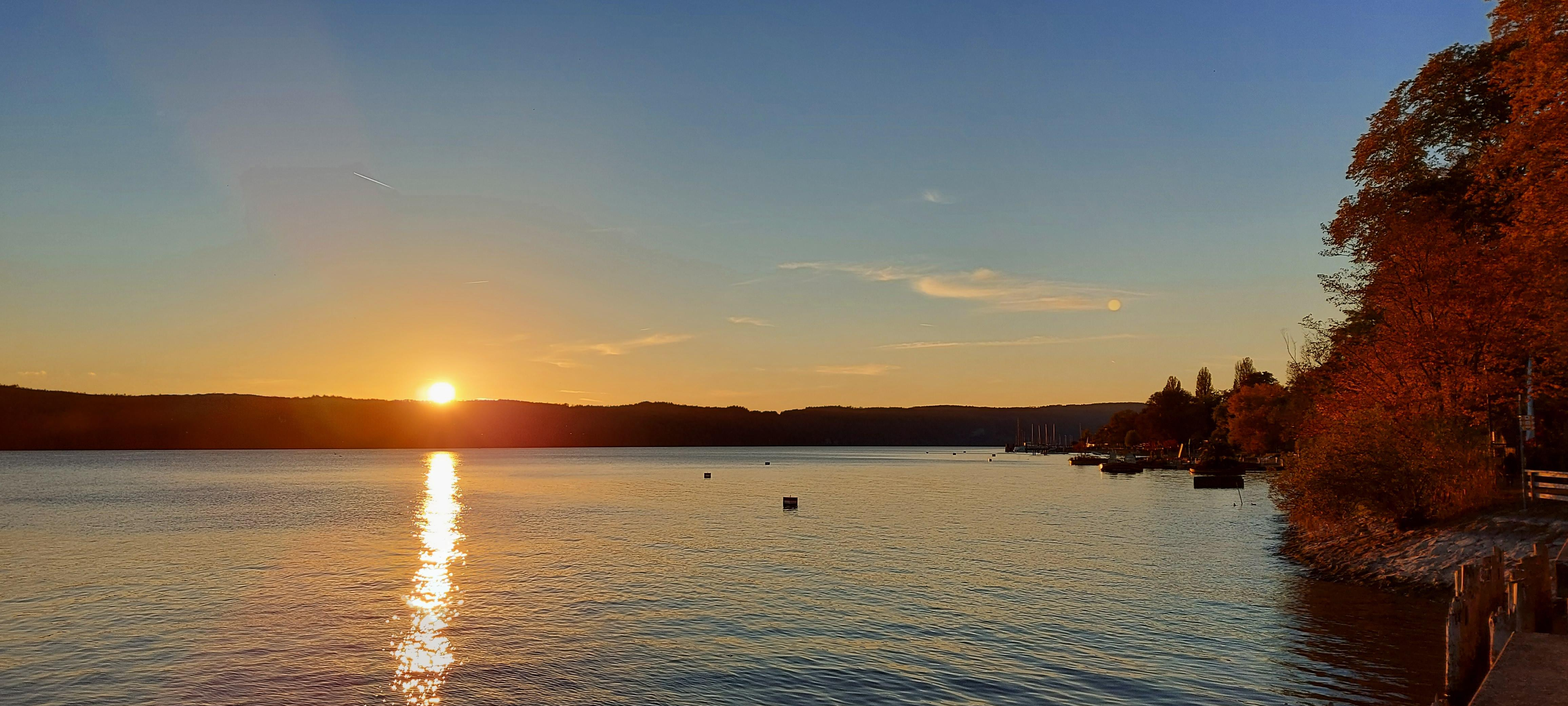
Sonnenuntergang und Abendstimmung am Überlinger See (Blick vom Gondelehafen Richtung Bodanrück/Bodman, Oktober 2021)

#### Von Überlingen nach Birnau
Vom Landungsplatz, der Anlegestelle für Bodenseeschiffe, entlang dem Seeufer über Nußdorf nach Maurach verläuft die dem See nähere Wegführung als die des offiziellen, oberhalb des Sees verlaufenden Bodensee-Rundwegs. Durch die Rebhänge hinauf führt dieser zur Wallfahrtskirche Birnau. Von dort gelangt man mit dem Bus (Haltestelle Bundesstraße) zurück nach Überlingen.

## Persönlichkeiten

### Ehrenbürger
Die Stadt Überlingen hat folgenden Persönlichkeiten das Ehrenbürgerrecht verliehen
- 1840: Franz Sales Wocheler (1778–1848), katholischer Stadtpfarrer von 1820 bis 1848. Er gilt als Wegbereiter der „Leopold-Sophien-Bibliothek“ und machte sich durch den Ausbau des Überlinger Schulwesens verdient.[78]
- 1928: Adolf Schwarz (1864–1940), katholischer Stadtpfarrer von 1909 bis 1940, in dessen Amtszeit vor allem die grundlegende Restaurierung des Überlinger Münsters St. Nikolaus (1908–1924) fiel.[79]
- 1963: Georg Siemens (1882–1977). Der Ingenieur und Schriftsteller aus der Unternehmerfamilie Siemens lebte im Ruhestand in Überlingen und veröffentlichte mehrere wissenschaftliche Arbeiten. Er war außerdem Gemeinderatsmitglied und Träger des Bodensee-Literaturpreises von 1968.[80]

### Söhne und Töchter der Stadt
- Heinrich Seuse (1295–1366), mittelalterlicher Mystiker (in Überlingen oder Konstanz geboren)
- Konrad Schmid (1510–1558), Abt des Stiftes Heiligenkreuz 1547–1558
- Bonifaz Wohlmut (1510–1579), Baumeister, tätig in Wien und Prag
- Ulrich Molitor (1526–1584), Abt des Stiftes Heiligenkreuz 1558–1584
- Konrad Dinner (1540–um 1600), Jurist und Humanist
- Balthasar Hager (1572–1627), Jesuit und Kontroverstheologe
- Ludwig Hager († 1615), Kartäuserprior, tätig im fränkischen Astheim
- Georg Lienhardt (1717–1783), römisch-katholischer Geistlicher, Prämonstratenserabt von Roggenburg, Theologe und Autor
- Franz Schoch (1762–1813), badischer Oberamtmann
- Manfred Pfister (1879–1959), Jurist und Landrat
- Constantin Vanotti (1793–1879), Spitalverwalter
- Ignaz Vanotti (1798–1870), Konstanzer Jurist, Unternehmer und Verleger im Vormärz
- August Mattausch (1877–1945), Bildender Künstler
- Edwin Baer (1879–1949), im Hof Schönbuch geborener Schweizer Unternehmer, Baer AG
- Paul Ramdohr (1890–1985), Mineraloge und Lagerstättenforscher
- Siegfried Lauterwasser (1913–2000), Fotograf, Mitbegründer der Gruppe Fotoform
- Julius Viel (1918–2002), Journalist, Autor und Kriegsverbrecher
- Franz Oexle (1922–2018), Journalist und Chefredakteur des Südkuriers
- Walter Hornstein (1929–2012), Soziologe und Erziehungswissenschaftler
- Paul Vollmar (1934–2021), Ordenspriester, römisch-katholischer Theologe und Weihbischof
- Nike Wagner (* 1945), Enkelin von Richard Wagner
- Michael Hanemann (* 1945), Schauspieler
- Thomas Lahusen (* 1945), Slawist
- Ursula Schaefer (1947–2022), Anglistin
- Stephan Braunfels (* 1950), Architekt
- Ulrich Goll (* 1950), Politiker (FDP), MdL (Mitglied des Landtages) Baden-Württemberg 1988–1992 und 2006–2021, Justizminister von Baden-Württemberg 1996–2002 und 2004–2011
- Hans-Peter Wetzel (1950–2025), Politiker (FDP), MdL Baden-Württemberg von 2006 bis 2011
- Alexander Lauterwasser (* 1951), Wasserforscher
- Hans Wilhelm Schlegel (* 1951), Astronaut
- Gaby Berger (* 1952), Schlagersängerin
- Klaus Käppeler (* 1954), Politiker (SPD), MdL Baden-Württemberg von 2001 bis 2006 und von 2011 bis 2016
- Jurgen Ostarhild (* 1956), Fotokünstler
- Andrea Zaumseil (* 1957), Bildhauerin
- Georg Mais (* 1958), Dirigent, Musikwissenschaftler und künstlerischer Leiter
- Marcus Off (* 1958), Schauspieler und Synchronsprecher
- Andreas Lange (* 1960), Soziologe
- Roman Schatz (* 1960), deutsch-finnischer Autor und Schauspieler
- Teresa Harder (* 1963), Schauspielerin
- Marco Keiner (* 1963), Autor, Umwelt-Direktor bei den Vereinten Nationen
- Mark Keller (* 1965), Schauspieler
- Gitta Saxx (* 1965), Fotomodell und Fernsehmoderatorin
- Christof Hamann (* 1966), Schriftsteller
- Georg Marckmann (* 1966), Mediziner und Philosoph
- Klaus Hoher (* 1968), Politiker (FDP), MdL Baden-Württemberg seit 2011
- Leila Kais (* 1968), Autorin, Literaturübersetzerin und Dolmetscherin
- Michael Steinbach (* 1969), Ruderer, Olympionike in Barcelona im Doppelvierer (Gold)
- Tobias Wimbauer (* 1976), Publizist und Antiquar
- Michael Schäuble (* 1978), Musikproduzent
- Uwe Möhrle (* 1979), Fußballspieler
- Thomas Stehle (* 1980), Fußballspieler
- Volker Mayer-Lay (* 1981), Politiker (CDU) MdB (Mitglied des Deutschen Bundestages) seit 2021
- Andrea Roggon (* 1981), Filmemacherin
- Marc Dumitru (* 1986), Schauspieler und Sänger
- Richard Ringer (* 1989), Leichtathlet
- Nicolas Höfler (* 1990), Fußballspieler
- Svenja Hübner (* 1996), Handballspielerin
- Julian Stark (* 2001), Fußballspieler

### Bekannte Personen, die in Überlingen lebten

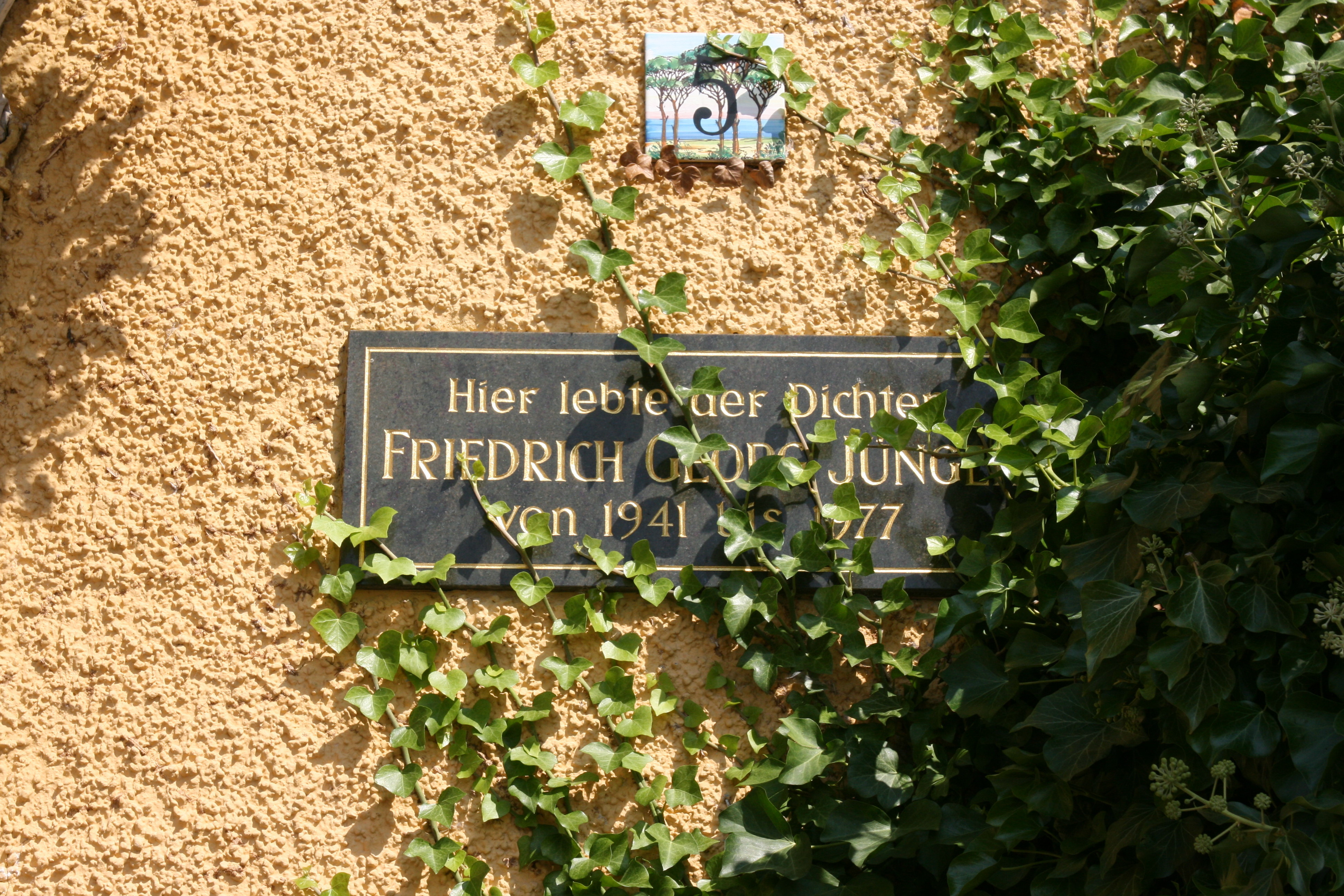
Gedenktafel für Friedrich Georg Jünger

- Andreas Reichlin von Meldegg (≈1400–1477), Arzt und Patrizier
- Hans von Freyburg (≈1470–1542), Bürgermeister und Patrizier
- Karl von Burgau (1560–1618), kaiserlicher General in Ungarn, zusammen mit seinem Bruder Andreas von Österreich Markgraf von Burgau
- Jörg Zürn (≈ 1583–1635/38), Bildhauer
- Georg Anton Machein (1685–1739), Bildhauer und Holzschnitzer
- Franz Xaver Ullersberger (1807–1887), badischer Politiker, Verleger und Historiker
- Moriz Menzinger (1832–1914), liechtensteinischer Offizier der österreichischen Armee und Maler
- Theodor Lachmann (1835–1918), Arzt, Volkskundler und Heimatforscher
- Josef Eberle (1839–1903), in Überlingen tätiger Bildhauer
- Hans von Kolb (1845–1928), Direktor der Kgl. Kunstgewerbeschule Stuttgart
- Victor Mezger d. Ä. (1866–1936), Restaurator und Heimatforscher
- Karl Scheffler (1869–1951), Kunstkritiker und Publizist
- Else Oppler-Legband (1875–1965), Architektin, Innenarchitektin, Künstlerin/Kunsthandwerkerin, Kostümbildnerin und Modeschöpferin
- Otto Buchinger (1878–1966), Arzt und Begründer des Buchinger-Heilfastens
- Justus Hermann Wetzel (1879–1973), Lieder-Komponist; lebte ab 1948 in Überlingen
- Adolf Stocksmayr (1879–1964), österreichischer Künstler
- Wilhelm Berthold (1881–1969), Schauspieler, Regisseur und Theaterdirektor, lebte ab 1951 in Überlingen
- Leopold Ziegler (1881–1958), Philosoph, Bodensee-Literaturpreisträger 1956
- Alfons Semler (1886–1960), Professor, Stadtarchivar und Leiter der „Leopold-Sophien-Bibliothek“; in Überlingen gestorben und beigesetzt.
- Christian Lahusen (1886–1975), Komponist, lebte ab 1930 in Überlingen
- Adolf Horion (1888–1977), Geistlicher und Entomologe
- Theodor Hetzer (1890–1946), Kunsthistoriker
- Kurt Badt (1890–1973), Kunsthistoriker
- Friedrich Georg Jünger (1898–1977), Lyriker, Essayist, Bodensee-Literaturpreisträger 1955
- Hugo Boeschenstein (1900–1983), Grafiker, Finanzangestellter; lebte von 1937 bis 1976 in Überlingen
- Fred Raymond (1900–1954), österreichischer Komponist, lebte ab 1951 in Überlingen, wo auch seine Grabstätte ist
- Barbara Levinger (1904–1944), Schauspielerin und Schriftstellerin; lebte bis 1930 in Überlingen, nach Verfolgung im Dritten Reich und darauffolgendem Tod hier beigesetzt
- Walter Frentz (1907–2004), Kameramann und Fotograf Adolf Hitlers und Leni Riefenstahls
- Werner Gürtner (1907–1991), Bildhauer
- Kläre Buchmann (1908–1945), Herausgeberin, Chef-Lektorin und zuletzt stellvertretende Geschäftsführerin der Cotta’schen Verlagsbuchhandlung
- Horst J. Beck (1909–2006), Maler; lebte und starb in Überlingen
- Liselotte Jünger (1917–2010), Germanistin, Historikerin und Lektorin
- Karl-Heinz Gottmann (1919–2007), Mediziner und buddhistischer Ordensoberer
- Wilhelm Johnen (1921–2002), Luftwaffenpilot und Ritterkreuzträger
- Manfred Fuhrmann (1925–2005), Altphilologe
- Martin Walser (1927–2023), Schriftsteller; lebte im Teilort Nußdorf[81]
- Roland Hauser (1938–2023), Richter
- Dieter W. Haller (1954–2024), Diplomat, Botschafter in Südafrika und Saudi-Arabien[82]

### Bekannte Einwohner
- Bernhard Bueb (* 1938), Theologe und Pädagoge
- Norbert Lammert (* 1948), Politiker (CDU), seit 2009 in Überlingen ansässig[83]
- Hanspeter Wieland (* 1948), Dichter, der seine Bücher in Bodenseealemannisch schreibt, Mitglied in der Muettersproch-Gsellschaft
- Oswald Burger (* 1949), Historiker
- Jens Eloas Lachenmayr (* 1972), Komponist, Sänger, Liedermacher Mehrfachgewinner des Deutschen Rock & Pop-Preises in der Sparte „Singer/Songwriter“
- Martin Hahn (* 1963), Politiker (Bündnis 90/Die Grünen), wohnhaft im Ortsteil Bonndorf, MdL Baden-Württemberg seit 2011
- Marion Harder-Merkelbach (* 1964), Kunsthistorikerin und Autorin
- Volker Schwenck (* 1967), Journalist, wuchs in Überlingen auf
- Alice Weidel (* 1979), Politikerin (AfD), MdB seit 2017
- Toni Wilhelm (* 1983), Windsurfer, Olympionike in Peking, London und Rio de Janeiro
- Matthias Bornhäuser, Windsurfer, Olympionike in Atlanta in der Windsurfklasse Mistral (10. Platz)

### Überlingen (alphabetisch sortiert)
- Badisches Städtebuch. Band IV 2. Teilband aus Deutsches Städtebuch. Handbuch städtischer Geschichte. Im Auftrage der Arbeitsgemeinschaft der historischen Kommissionen und mit Unterstützung des Deutschen Städtetages, des Deutschen Städtebundes und des Deutschen Gemeindetages. Hrsg. von Erich Keyser, Stuttgart 1959.
- Eva-Maria Bast, Heike Thissen: Geheimnisse der Heimat: 50 spannende Geschichten aus Überlingen. Edition SÜDKURIER, 2011, ISBN 978-3-00-035898-2.
- Eva-Maria Bast u. a.: Verschwundene Orte in Überlingen. Bast Medien, Überlingen 2018, ISBN 978-3-946581-60-4
- Paul Baur (Hrsg.): … klein, hochmodern aber hiesig! Überlinger Gewerbe im Wandel Verein der Freunde der Jörg-Zürn-Gewerbeschule 2. Auflage 1997, ISBN 3-921213-93-2.
- Bettina Bernhard: „Kur am und im See, Alpenblick inklusive“. Das Kneippheilbad Überlingen. In: Wolfgang Niess, Sönke Lorenz (Hrsg.): Kult-Bäder und Bäderkultur in Baden-Württemberg. Markstein, Filderstadt 2004, ISBN 3-935129-16-5.
- Michael Brunner, Claudia Vogel. Überlinger Köpfe : Vom Mittelalter bis 1914. Städtisches Kulturamt, Überlingen 2023.
- Michael Brunner, Marion Harder-Merkelbach (Hrsg.): 1100 Jahre Kunst und Architektur in Überlingen (850–1950). Begleitbuch zur Ausstellung der Städtischen Galerie Überlingen. Imhof Verlag, Petersberg 2005, ISBN 3-86568-032-1.
- Oswald Burger: Der Stollen. Überlingen 2005, ISBN 3-86142-087-2 (Dokumentation zum KZ Aufkirch, Goldbacher Stollen, kurzer Abschnitt über KZ-Friedhof Birnau).
- Oswald Burger, Hansjörg Straub: Die Levingers. Eine Familie in Überlingen. Eggingen 2002, ISBN 3-86142-117-8 (geschildert werden nebenbei auch die Überlinger Vereine um 1900 und die Zeit des Großherzogtums bzw. des Staates Baden).
- Ursula Dauth, Johannes Braus und Thomas Braus: Überlingen: Stolze Stadt am See. Textbilderei-Verlag, Neustadt 2017, ISBN 978-3-9818685-0-0
- Johannes Dillinger. Die Hexenverfolgung in  Überlingen. Gmeiner Verlag, Meßkirch 2023, ISBN 978-3-8392-0345-3.
- Wilfried Enderle: Konfessionsbildung und Ratsregiment in der katholischen Reichsstadt Überlingen (1500–1618) im Kontext der Reformationsgeschichte der oberschwäbischen Reichsstädte. Kohlhammer, Stuttgart 1990 (= Veröffentlichungen der Kommission für Geschichtliche Landeskunde in Baden-Württemberg. Reihe B, Forschungen. Bd. 118), ISBN 3-17-011041-1.
- Jan Fornol et al.: s brennt! Überlingen eine Stadt und ihre Feuerwehr 1853 bis 2003. Eigenverlag, 2003
- Otto Gruber: Überlinger Profanbauten des 15. und 16. Jahrhunderts. Karlsruhe, 1914.
- Peter Höring, Ursula Horstmann und Hermann Keller: Chronik von Andelshofen. Eigenverlag, 2010, 248 Seiten[84]
- Köhler, Mathias (Text), Anton J. Brandl (Fotograf): Kirchen in Überlingen. Schnell & Steiner, Regensburg, 2021 (22. Aufl.), ISBN 978-3-7954-4328-3
- Siegmund Kopitzki, Waltraut Liebl (Hrsg.): Überlingen Literarisch. Ein  Spaziergang durch die Jahrhunderte. Gmeiner-Verlag, Meßkirch, 2020, ISBN 978-3-8392-2607-0.
- Michael Losse: Überlingen am Bodensee. Kulturgeschichte und Architektur. Imhof, Petersberg 2011
- Franziska Schaudeck: Die alchemische Handschriftensammlung der Leopold-Sophien-Bibliothek in Überlingen am Bodensee. Harrassowitz Verlag, Wiesbaden, 2020, ISBN 978-3-447-11364-9.
- Hans Schleuning (Red.): Überlingen und der Linzgau am Bodensee. (Teilauflage auch als: Der Kreis Überlingen). Theiss, Stuttgart 1972, ISBN 3-8062-0102-1.
- Alois Schneider, Regierungspräsidium Stuttgart, Landesamt für Denkmalpflege, Stadt Überlingen (Hrsg.): Archäologischer Stadtkataster Baden-Württemberg Bd. 34 Überlingen. Regierungspräsidium Stuttgart Landesamt für Denkmalpflege 2008, ISBN 978-3-927714-92-2.
- Eugen Schnering, Gesellschaft der Kunstfreunde Überlingen e. V. (Hrsg.): Überlingen – Stadtgeschichte in Straßennamen. Verlag der Gesellschaft der Kunstfreunde Überlingen e. V., 1993
- Alfons Semler: Überlingen – Bilder aus der Geschichte einer kleinen Reichsstadt. Oberbadischer Verlag, Singen 1949.
- Stadt Überlingen (Hrsg.) 1250 Jahre Überlingen : Eine Zeitreise vom Mittelalter bis zur Moderne. Gmeiner Verlag, Meßkirch 2023, ISBN 978-3-8392-0446-7.
- Stadt Überlingen (Hrsg.): Überlingen. Bild einer Stadt. In Rückschau auf 1200 Jahre Überlinger Geschichte. 770–1970. Konrad, Weißenhorn 1970.
- Dieter Helmut Stolz: Geliebtes Überlingen. Ein Gang durch Geschichte und Kultur der Stadt am Bodensee. Mit Stadtrundgang. Mit zahlr. Fotos von Siegfried Lauterwasser. 2., überarb. Auflage. Verlag des Südkurier, Konstanz 1981, 91 Seiten.
- Wilhelm Telle, Alfons Semler (Anhang): Aus der Geschichte Überlingens. Feyel, Überlingen, 1928; Nachdruck: DCS, Überlingen, 2014, ISBN 978-3-940140-80-7.

### Überlinger Seealemannisch
- (als) Wolfgang Lechler: Mir schwätzed andersch. Seealemannische Werter und Sprichwerter us Iberlinge und drumrum. VUS, Frickingen 2010, ISBN 978-3-938340-30-1.